# Innenbeleuchtung

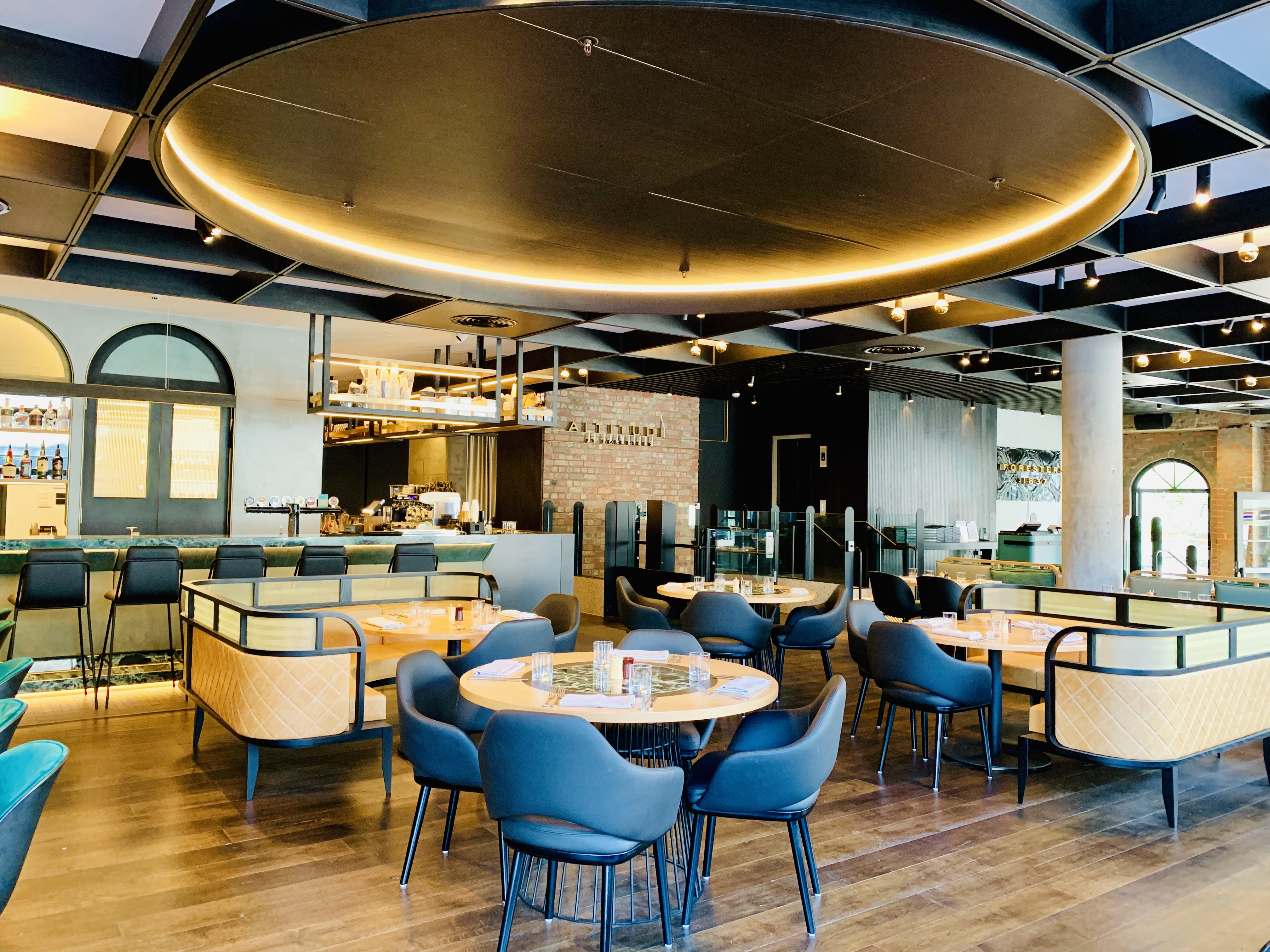
Ein sorgfältig ausgeleuchtetes Restaurant

Unter dem Stichwort Innenbeleuchtung (auch Innenraumbeleuchtung) wird in diesem Artikel die Beleuchtung in Innenräumen behandelt. Sie erfolgt mit natürlichen und mit künstlichen Lichtquellen.
Die Funktionen der Innenraumbeleuchtung bestehen darin, erstens Licht in Innenräume zu bringen, welches gutes Sehen möglich macht, und den Innenraum zweitens – im Zusammenspiel mit der Architektur und der Innenarchitektur – zweckmäßig und ansprechend und so zu gestalten, dass das architektonische Design maximale Wirkung entfaltet und dass Menschen sich darin wohlfühlen. Innenraumbeleuchtung setzt Stimmungen, orientiert und lenkt Bewegungen und Blicke, gliedert, skulpturiert und akzentuiert.
Innenraumbeleuchtung wird entweder von Lichtdesignern, von Innenarchitekten, von Architekten oder von Laien gestaltet. Im Architekturstudium wird über Innenraumbeleuchtung allerdings meist nur Grundlegendes gelehrt.
Für die Beleuchtung von Bühnen siehe Theaterbeleuchtung; für die Beleuchtung von Filmsets in Filmstudios siehe Beleuchter. Speziell für die Innenbeleuchtung von Wohnungen siehe Wohnraumbeleuchtung.

## Funktionen der Innenbeleuchtung
Als Gebiete der Bildenden Kunst sind Architektur und Design Künste, die in erster Linie an den Gesichtssinn adressiert sind. Es ist daher im Interesse eines Designers, nicht nur sein Design zu beherrschen, sondern auch das Licht, in dem er es präsentiert. Während ein gutes Lichtarrangement die beabsichtigte Wirkung eines Designs zur Entfaltung bringt, kann ein minderwertiges diese Wirkung im Gegenteil konterkarieren. Wie der amerikanische Lichtdesigner Sage Russell, Autor des einflussreichen Lehrbuchs The Architecture of Light (erstmals 2008), aufgewiesen hat, sollte Lichtdesign nicht im Anschluss an Designprozesse stattfinden, sondern als Teil des Designprozesses:

„Licht kann gewiss zu einem fertig designten Raum „hinzugefügt“ werden, aber das Ergebnis wird nie das Niveau von Großartigkeit erreichen, das möglich ist, wenn Licht in einem Projekt Teil jedes einzelnen Schritts ist. […] Jeder Entscheidung über Form, Maßstab, Material und Farbe entspricht eine Entscheidung über Licht. Wenn diese Lichtentscheidungen durch den gesamten Designprozess hindurch getroffen werden, so ist das Ergebnis eine Designtiefe, die nicht erreicht werden kann, wenn man über ein fertiges Designprojekt einfach Licht gießt.“

Typische Ziele, die durch Lichtdesign erreicht werden sollen, sind die, Personen auf die bestmögliche Weise durch einen Raum zu führen, ihnen das Gefühl zu verschaffen, dass der Raum hell ist, und durch Hell-Dunkel-Kontraste Blickfänge zu schaffen. Abwesenheit von Lichtdesign zeichnet sich häufig entweder durch das Ansammeln unmäßig starker Leuchten aus, oder dadurch, dass Licht in einem Raum gleichmäßig „ausgossen“ wird. Gutes Lichtdesign dagegen bedeutet häufig, dass insgesamt weniger Licht (insbesondere weniger künstliches Licht) verwendet wird als bei unprofessioneller Beleuchtung, dieses aber gezielter und zweckmäßiger eingesetzt wird. Auch ist gutes Lichtdesign etwas grundsätzlich Anderes als das Ansammeln von visuell attraktiven Leuchten:

„Gute Beleuchtung macht auf einen Raum aufmerksam, und schlechte Beleuchtung macht auf sich selbst aufmerksam.“

## Innenbeleuchtung mit künstlichen Lichtquellen

### Geschichte
Die heutige Art der Beleuchtungstechnik, die künstliche Leuchtmittel kennt, ist noch relativ jung. Teilweise bis ins 20. Jahrhundert wurden Wohnräume mit Hilfe von Fackeln, Kienspan, Öllampen oder Kerzen beleuchtet, oft nur als eine punktuelle Aufhellung des Raumes. Eine Verbesserung der Beleuchtung stellt die Petroleumlampe mit Runddocht und Glaszylinder dar, wie sie seit Beginn des 19. Jahrhunderts existieren. Im 19. Jahrhundert fand in wohlhabenden Haushalten auch Gasbeleuchtung eine gewisse Verbreitung.
Mit der Erfindung der – inzwischen in vielen Ländern der westlichen Welt nicht mehr gehandelten – Glühlampe durch Thomas Alva Edison konnte die Beleuchtung von Innenräumen weltweit verbessert werden. Die Elektrifizierung der Haushalte und damit die Verbreitung elektrischer Wohnraumbeleuchtung begann in Deutschland – ausgehend von Berlin – in den 1880er Jahren. Bis 1910 waren in Berlin 3,5 % der Wohnungen ans elektrische Netz angeschlossen; 1914 waren es 5 % und Ende der 1920er Jahre mehr als die Hälfte. Deutschlandweit waren 1933 70 % aller Haushalte elektrifiziert. Besonders gut versorgt waren die Bauernhöfe, von denen Mitte der 1930er Jahre bereits 90 % einen Stromanschluss hatten.
Der kulturelle Diskurs über ein „helles Wohnen“ hatte in Deutschland in Folge der großstädtischen Wohnungsnot der Zeit um die Wende zum 20. Jahrhundert begonnen: Seit dem ausgehenden 19. Jahrhundert, der Gründerzeit, waren in Städten wie Berlin und München als Folge der Industrialisierung mehr und mehr Mietskasernen erbaut worden, in deren mangelhaft beleuchteten Hinterhäusern Arbeiterfamilien auf engstem Raum und unter primitiven Bedingungen wohnten. Als Reaktion darauf entstanden Wohnreformbewegungen wie das Neue Bauen, die in der Zeit des Ersten Weltkrieges erste Modellsiedlungen hervorbrachten. Deren Architekten waren um qualitätsvolle Baukunst bemüht und darum, auch Geringverdienern „Licht, Luft, Sonne, Hygiene“ zu bieten.

### Leuchtmittel und Leuchten für die Innenbeleuchtung
Bei der Auswahl der Leuchtmittel für die Innenbeleuchtung sind unter anderem Größen wie der Lichtstrom (Lichtmenge, gemessen in Lumen), die Farbwiedergabeeigenschaften (Farbwiedergabeindex) und die Lichtfarbe zu berücksichtigen. Fragen der Energieeffizienz bzw. der Lichtausbeute und der Wirtschaftlichkeit gewannen im Laufe des 20. Jahrhunderts an Bedeutung. Zu den in Innenräumen am häufigsten verwendeten Leuchtmitteln zählen heute LED-Leuchtmittel, Leuchtstofflampen („Energiesparlampen“) und Halogenglühlampen. Gelegentlich werden auch Halogen-Metalldampflampen verwendet. Für Nacht- und Sicherheitslichter wird in Innenräumen daneben zum Teil auch Elektrolumineszenz-Folie eingesetzt.
Lichtdesigner arbeiten vorzugsweise mit solchen Lichtquellen, die als solche gar nicht ins Auge fallen sollen und darum so weit wie möglich verborgen werden. Dekorative Leuchten, die selbst Produkte von Designprozessen sind, werden nur dort eingesetzt, wo sie als Blickfang ausdrücklich erwünscht sind.

### Bauliche Rahmenbedingungen
Welche Lichtinstallationen möglich sind oder leicht eingerichtet werden können, hängt nicht zuletzt von der Bauweise ab, die sich wiederum in verschiedenen Ländern stark unterscheiden kann. So haben beispielsweise in den Vereinigten Staaten in den letzten Jahrzehnten in die Decke versenkte Downlights extrem starke Verbreitung gewonnen. Hintergrund ist die in den USA übliche Holzrahmenbauweise, bei der die Decken deshalb sehr niederschwellig auch nachträglich mit elektrischen Leitungen und Einbauleuchten ausgestattet werden können, weil sie aus Holzbalken mit etwa 35 cm breiten Zwischenräumen bestehen, die nach unten hin mit Gipskarton verschlossen werden; der Letztere kann selbst von Amateuren leicht geöffnet und wieder verschlossen werden. In Europa dagegen sind Decken meist massiv und aus Materialien wie Beton, was nachträgliche Modifikationen aufwendig und teuer macht. Infolgedessen werden Wohnungen in Europa schon beim Bau mit Deckenanschlüssen in allen Räumen ausgestattet. In den USA dagegen werden z. B. Schlafzimmer meist ohne Deckenanschlüsse erbaut, aber mit jeweils einer designierten Steckdose, die von einem Schalter an der Zimmertür gesteuert werden kann.

### Parameter der Beleuchtung
Weder kann die Luft in einem Raum beleuchtet werden, noch sind die Augen dafür beschaffen, mit Licht, das direkt aus einer Lichtquelle kommt, viel anzufangen. Ein Kronleuchter z. B. kann zwar ein Blickfang sein; damit jemand das Licht, das er emittiert, als hell wertschätzen kann, muss dieses Licht aber von einer Oberfläche reflektiert werden. Die Tätigkeit des Lichtdesigns wird darum zentral darin gesehen, ausgewählte Flächen und Objekte mit natürlichem oder künstlichem Licht zu „bemalen“. Wichtige Parameter, die dabei eine Rolle spielen, sind die Textur, die Form, die Intensität und die Farbe des Lichts sowie die Position der beleuchteten Flächen und der Lichtquellen.

#### Lichtintensität

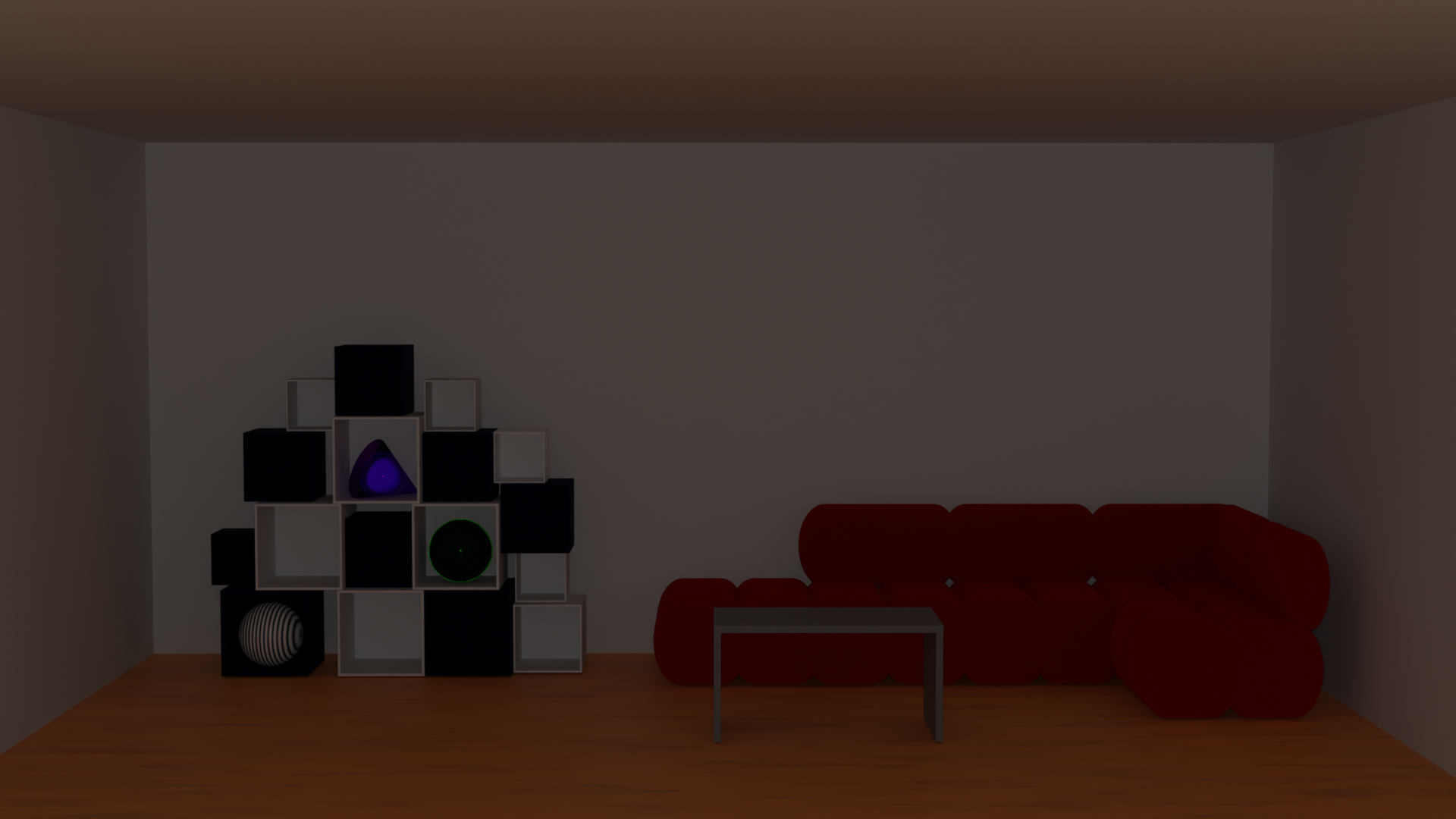
Vier verschiedene Lichtintensitäten
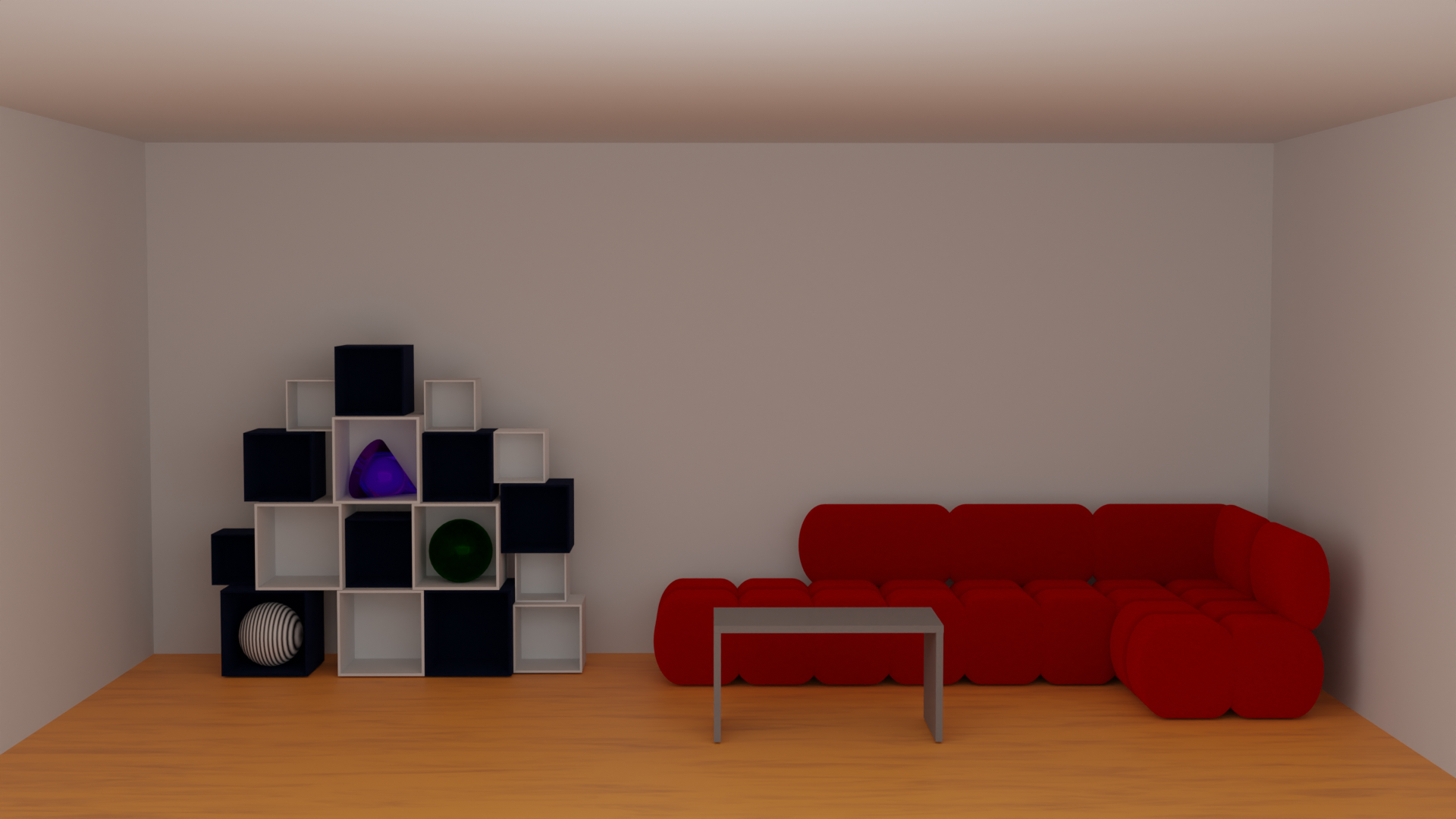
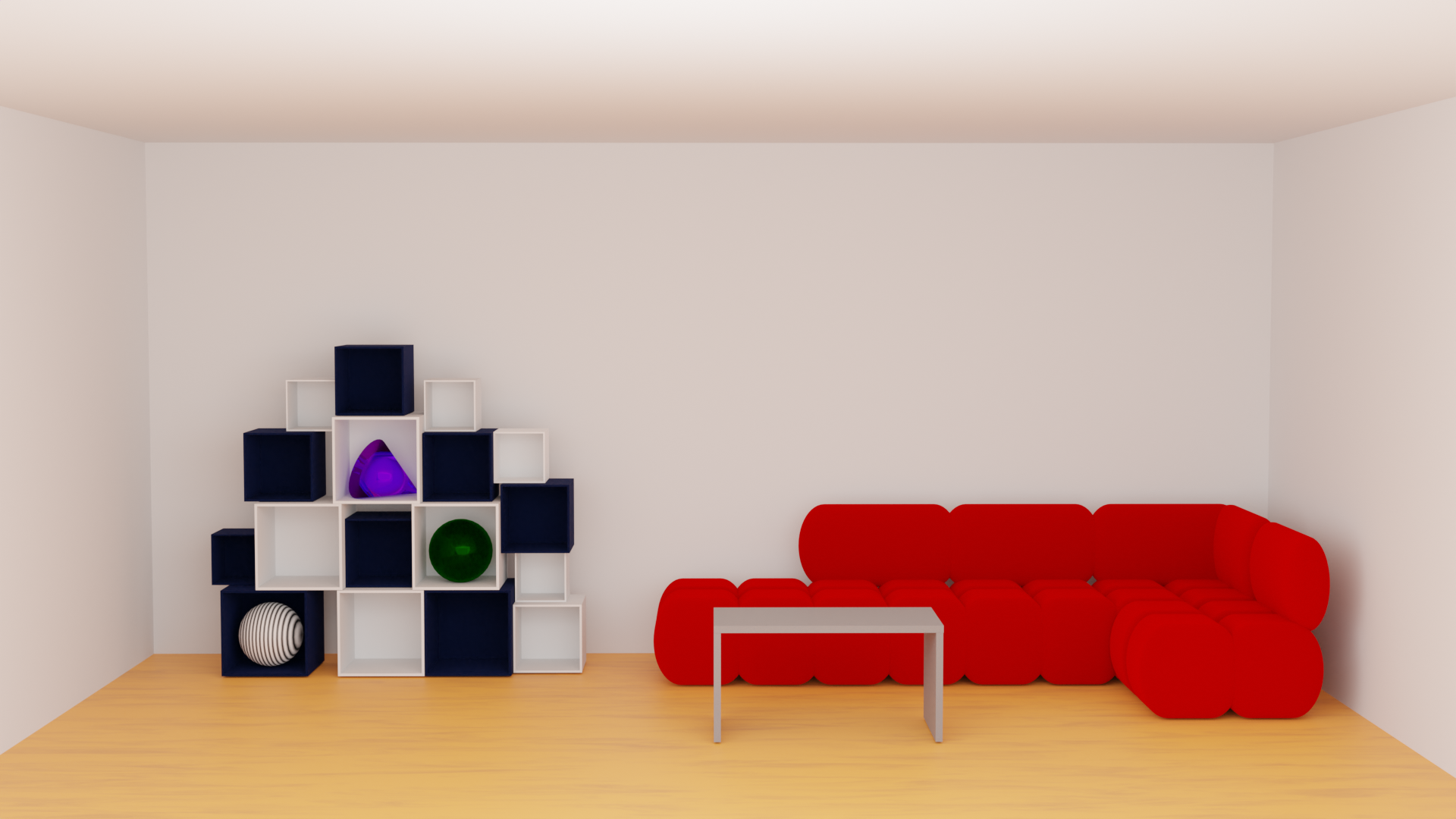
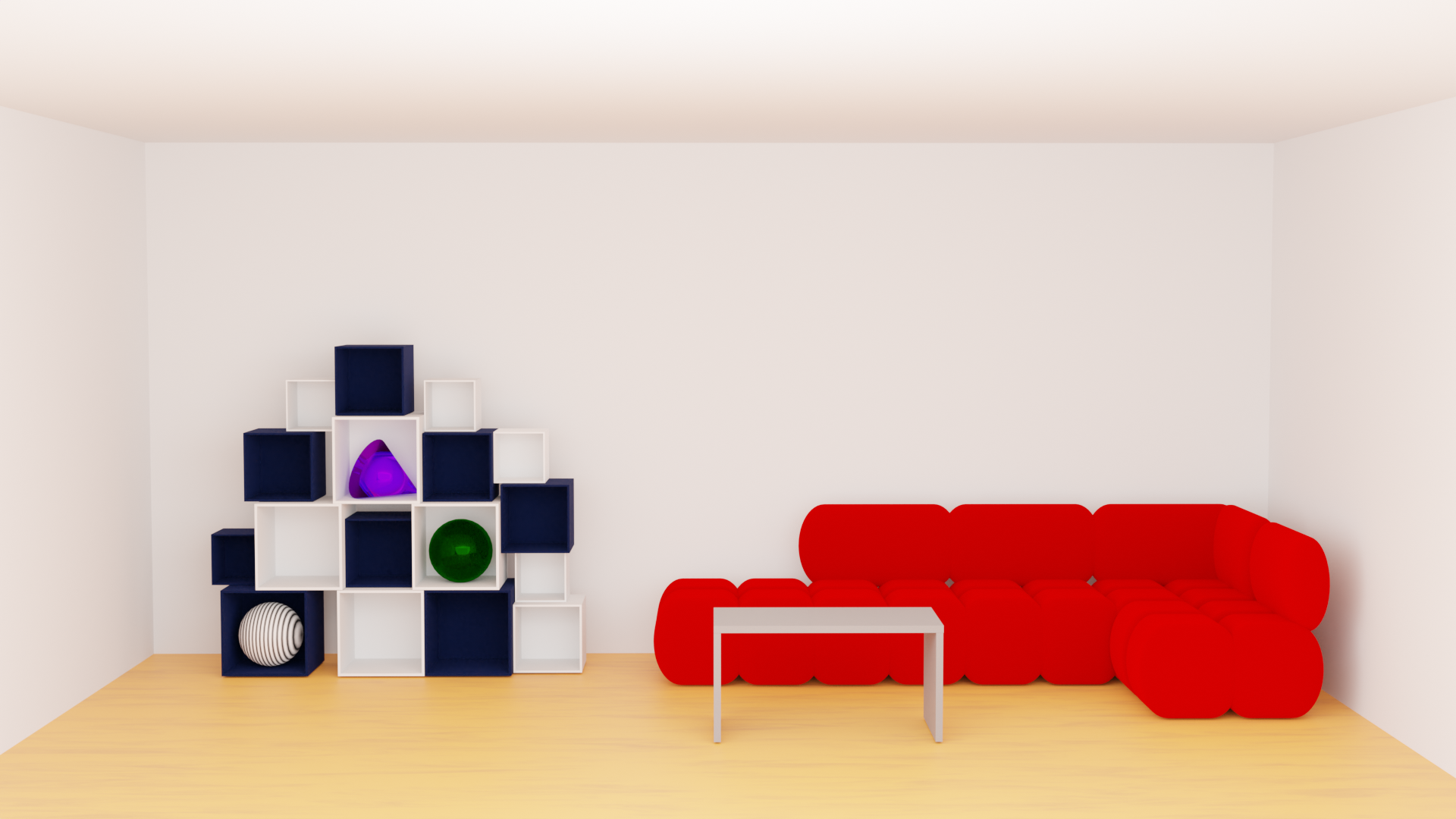

Die Helligkeit eines Raumes hängt – außer von der Größe des Raumes und der Anzahl und Stärke der Lichtquellen – u. a. von der Farbe und Textur der großen Flächen (Wände, Decke, Boden) ab:

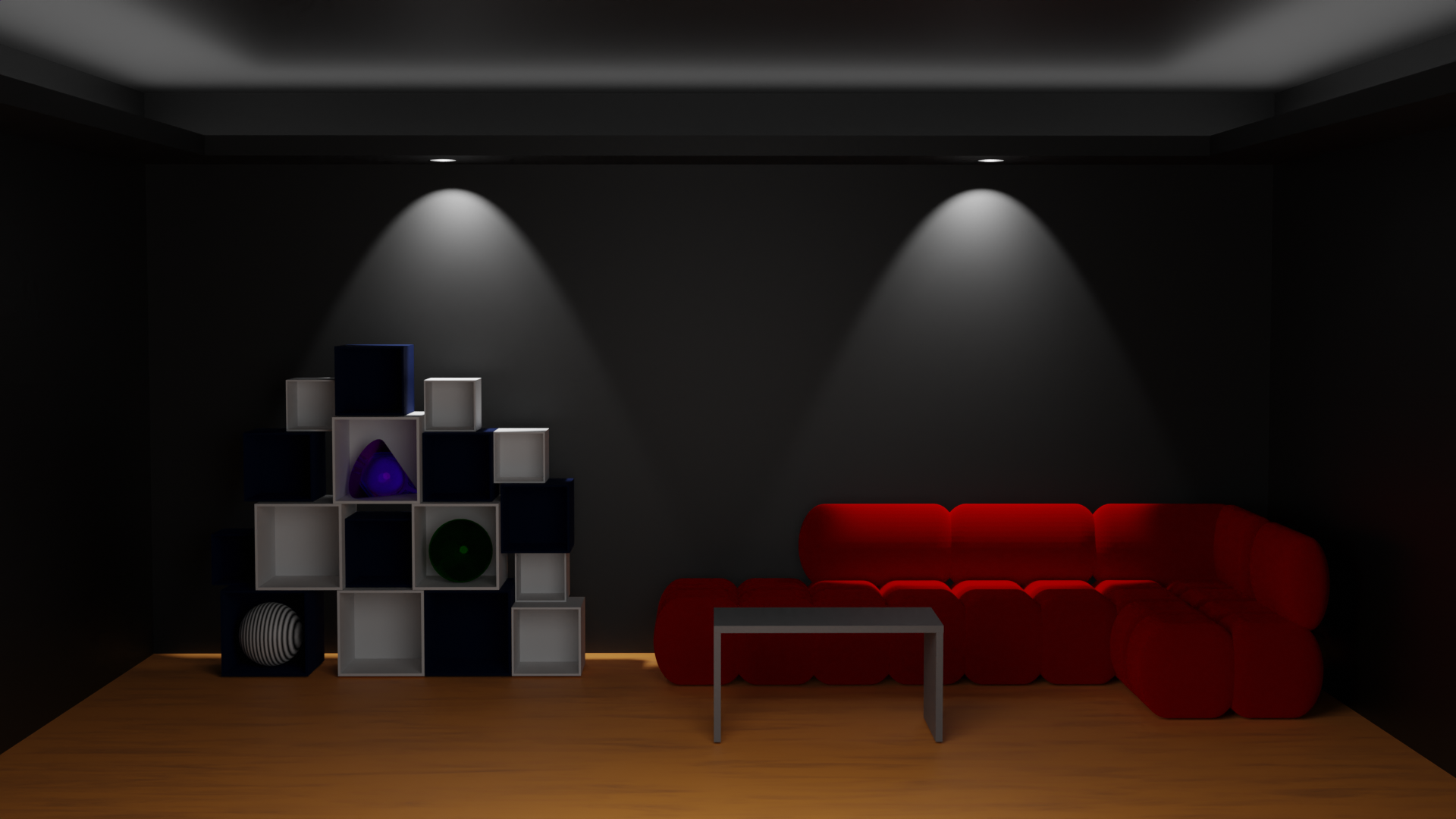
Schwarze Wände (die Lichtinstallation ist in allen folgenden Beispielen dieselbe)
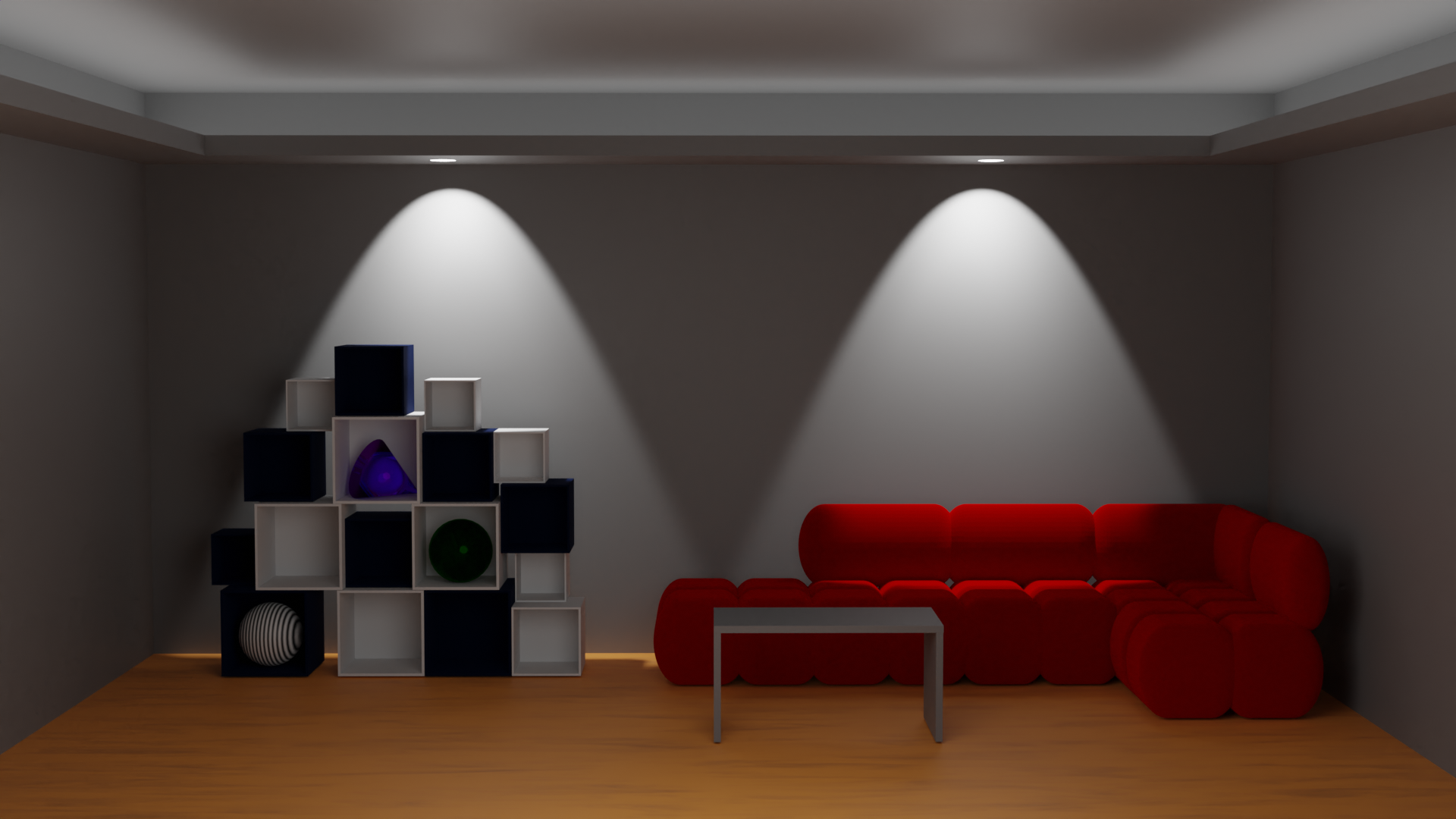
Mittelgraue Wände
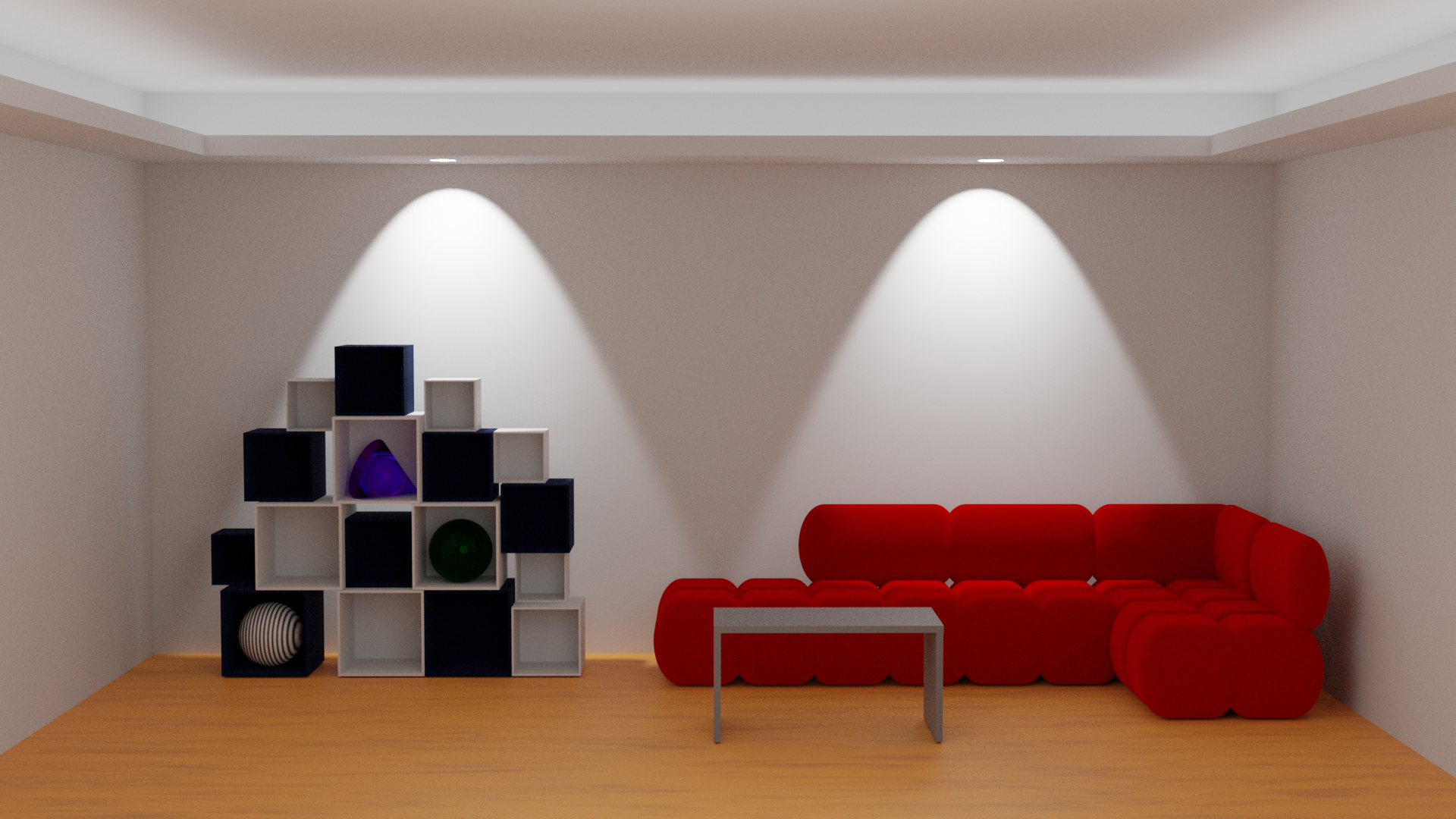
Beinahe weiße Wände
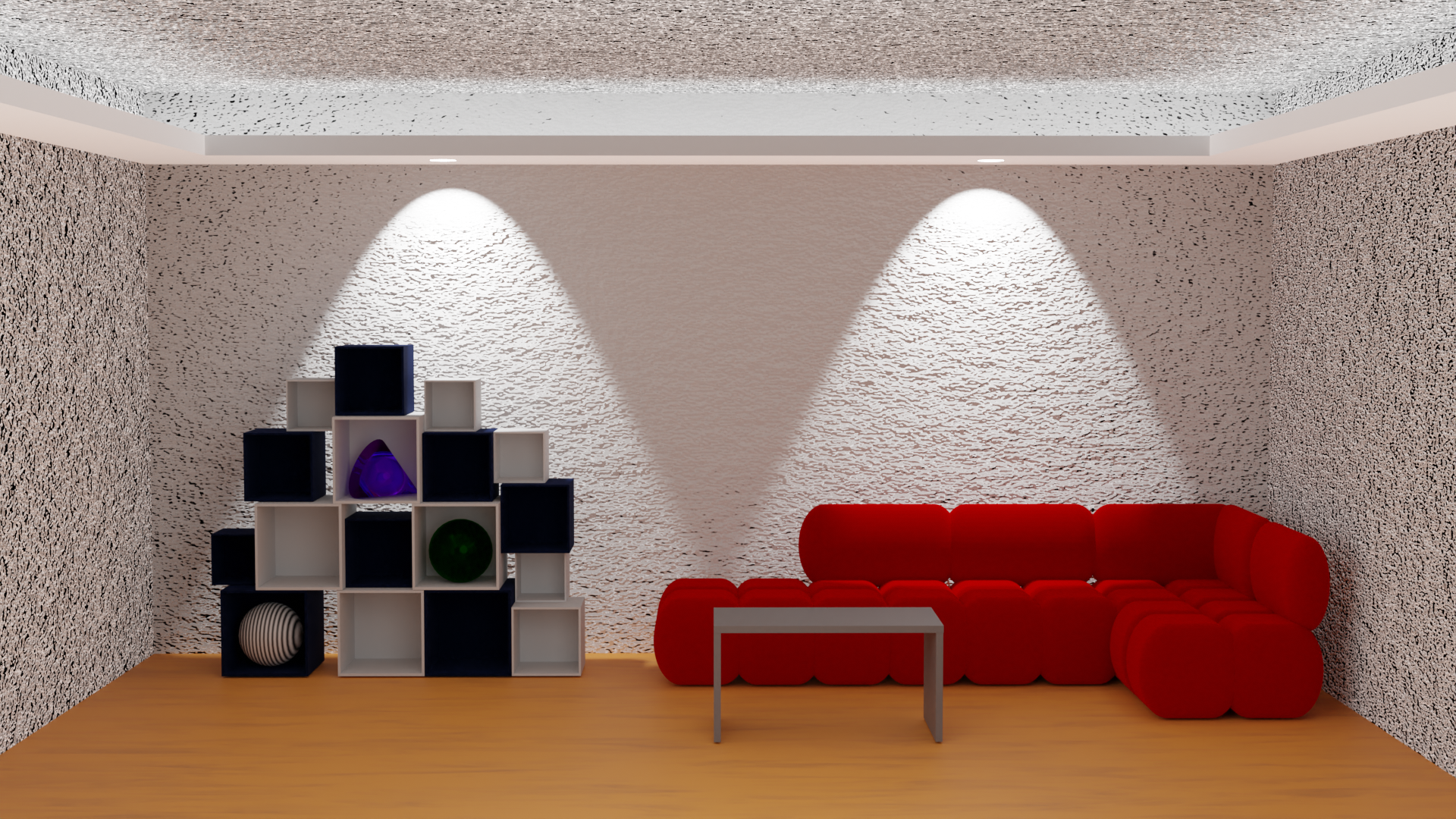
Raue Wände
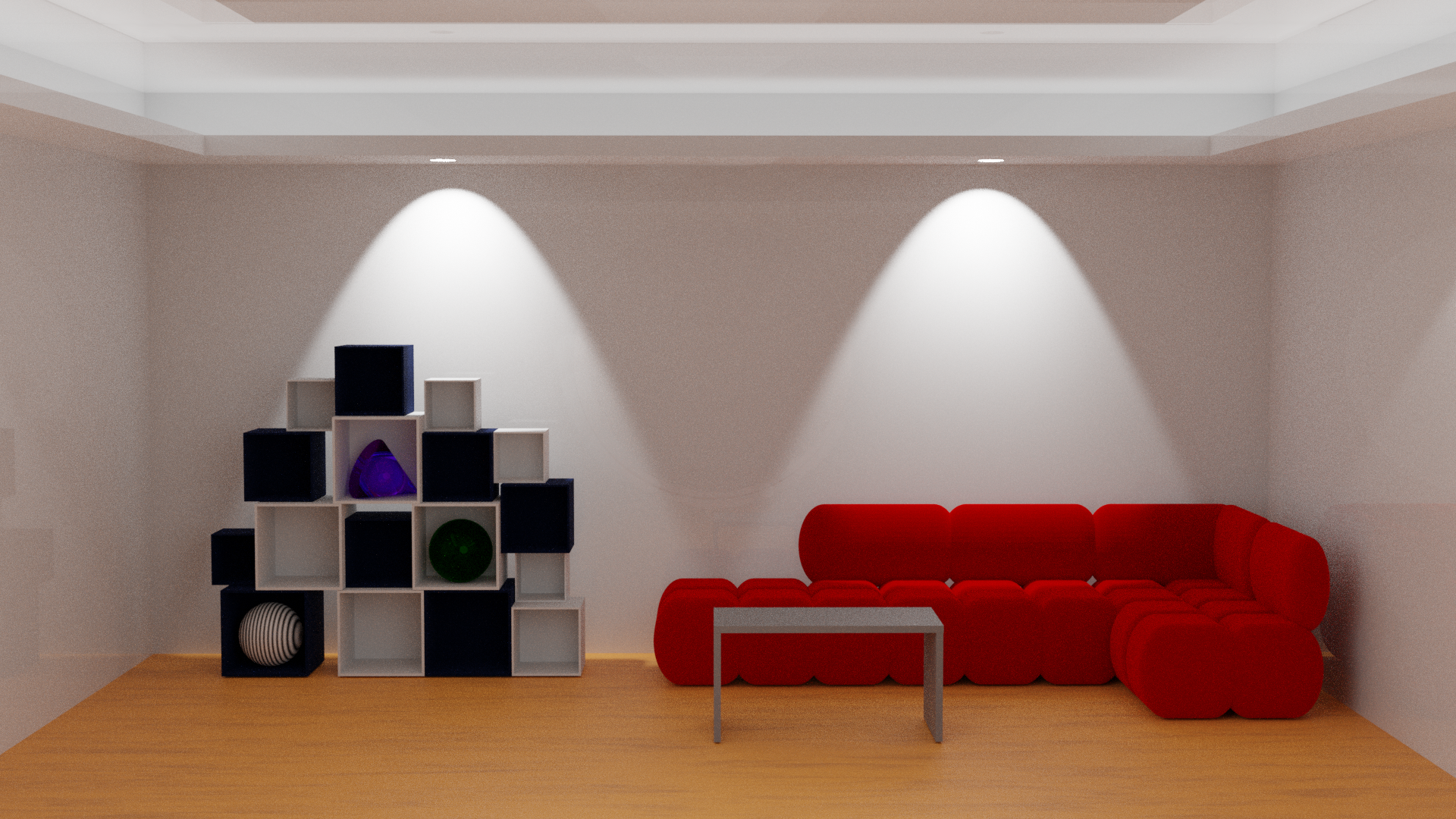
Hochglänzende Wände
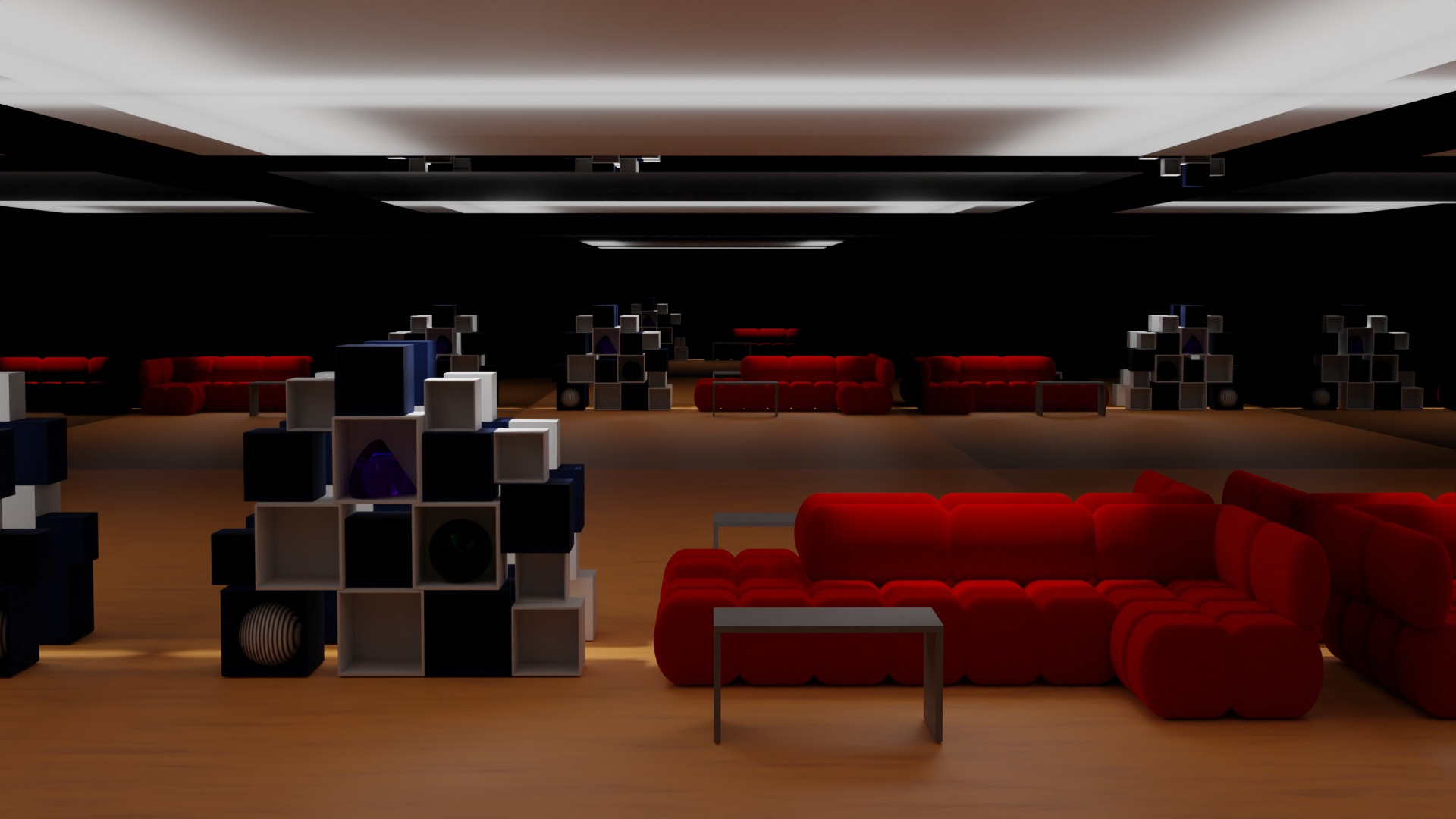
Spiegelwände

Die Farbe der beleuchteten Flächen ist auch dann für die Beleuchtungsintensität maßgeblich, wenn Objekte mit Strahlern akzentuiert werden sollen.
Bei der Lichtintensität (Lichtstärke) ist zu unterscheiden zwischen a. der Beleuchtungsstärke, die für individuelle visuelle Aufgaben – etwa das Lesen, Kochen oder Zeichnen – nachweislich erforderlich ist, und b. der vom Menschen empfundenen Helligkeit eines Raumes. Die erstere lässt sich genau messen und in physikalischen Einheiten ausdrücken, während die letztere von einer Anzahl von Faktoren abhängt, von denen die messbare Lichtintensität nur einer unter mehreren ist. Zwar geben der Einzelhandel und individuelle Dienstleister etwa in Deutschland Empfehlungen für Beleuchtungsstärken, doch hat der DIN, der zwar Beleuchtungsstärken etwa für Arbeitsplätze, Schulen, Museen, Hotels und Restaurants normiert hat, aus gutem Grunde darauf verzichtet, Entsprechendes auch für Wohnraum zu unternehmen. Wie Lichtdesigner Lichtstärkeanforderungen im Detail bestimmen und berechnen, hat beispielsweise Sage Russell in den Kapiteln 18–20 seines Buchs The Architecture of Light dargestellt.

##### Mindestlichtstärken für spezifische visuelle Aufgaben
Wer sicherstellen möchte, dass auch im Wohnbereich für spezifische visuelle Aufgaben genug Licht zur Verfügung steht, kann sich an den DIN-Normen für entsprechende Aufgaben in anderen Typen von Umgebungen orientieren. Eine alternative Quelle sind die Tabellen des AMEV, der etwa für Waschräume und Toilettenbereiche 200 Lux, für Spielzimmer in Kindergärten und für reine Computerarbeitsplätze ein Minimum von 300 Lux, für Lesebereiche in Bibliotheken, für Schreibtische in Büros und für Restaurantküchen 500 Lux, und für Zeichenplätze in Büros sowie für Kunsträume in Kunstschulen 750 Lux empfiehlt. Bei der Lichtgestaltung solcher Arbeitsplätze muss auch berücksichtigt werden, dass beispielsweise LED-Lampen über die Zeit an Leistung verlieren.
Ältere Menschen benötigen bei spezifischen visuellen Aufgaben überdies bis zu zweimal mehr Licht als jüngere.

##### Vom Menschen empfundene Helligkeit
Die menschliche Helligkeitswahrnehmung ist keineswegs allein eine Frage der in einem Raum messbaren Lichtmenge. Sie wird vielmehr von vier weiteren Faktoren mitbestimmt:

Adaption: Wer eine Sonnenfinsternis beobachtet, wird um den Eindruck einer Verdunkelung seiner Umgebung bis zu einem gewissen Grade dadurch betrogen, dass das Auge sich an die verminderte Helligkeit anpasst.

- Adaption: Der menschliche Gesichtssinn ist äußerst anpassungsfähig und vermag bei ganz unterschiedlichen Helligkeiten gut zu arbeiten, wenn auch das Auge beim Wechsel zwischen verschiedenen Helligkeiten eine gewisse Adaptionszeit braucht. Skotopisches Sehen ist bereits bei weniger als 1 Lux möglich (Vollmondlicht hat 0,05–0,1 Lux)[39]; bei sehr großen Lichtmengen dagegen funktioniert zwar Sehen noch, doch wird die Netzhaut geschädigt (im Tierversuch bei 6.000 Lux).[40] Menschen können  Helligkeitsunterschiede beobachten; ohne Hilfsmittel sind sie jedoch nur eingeschränkt in der Lage einzuschätzen, wie hell eine Umgebung absolut ist. Da der Gesichtssinn Veränderungen der Lichtkonzentration zuverlässig kompensiert, kann man es sich bei der Lichtgestaltung in vielen Fällen erlauben, sehr wenig Licht zu verwenden.[41]
- Helligkeitskontrast: Menschliches Beurteilen von Helligkeit basiert zu einem erheblichen Teil auf der Wahrnehmung von Kontrasten. Dass zwei Oberflächen (z. B. zwei im rechten Winkel sich berührende Wände) nicht ein und dieselbe, sondern zwei verschiedene sind, erkennt das Auge daran, dass sie Licht unterschiedlich stark reflektieren. Je größer der Unterschied ist, umso höher veranschlagen Menschen die Helligkeit.[42]

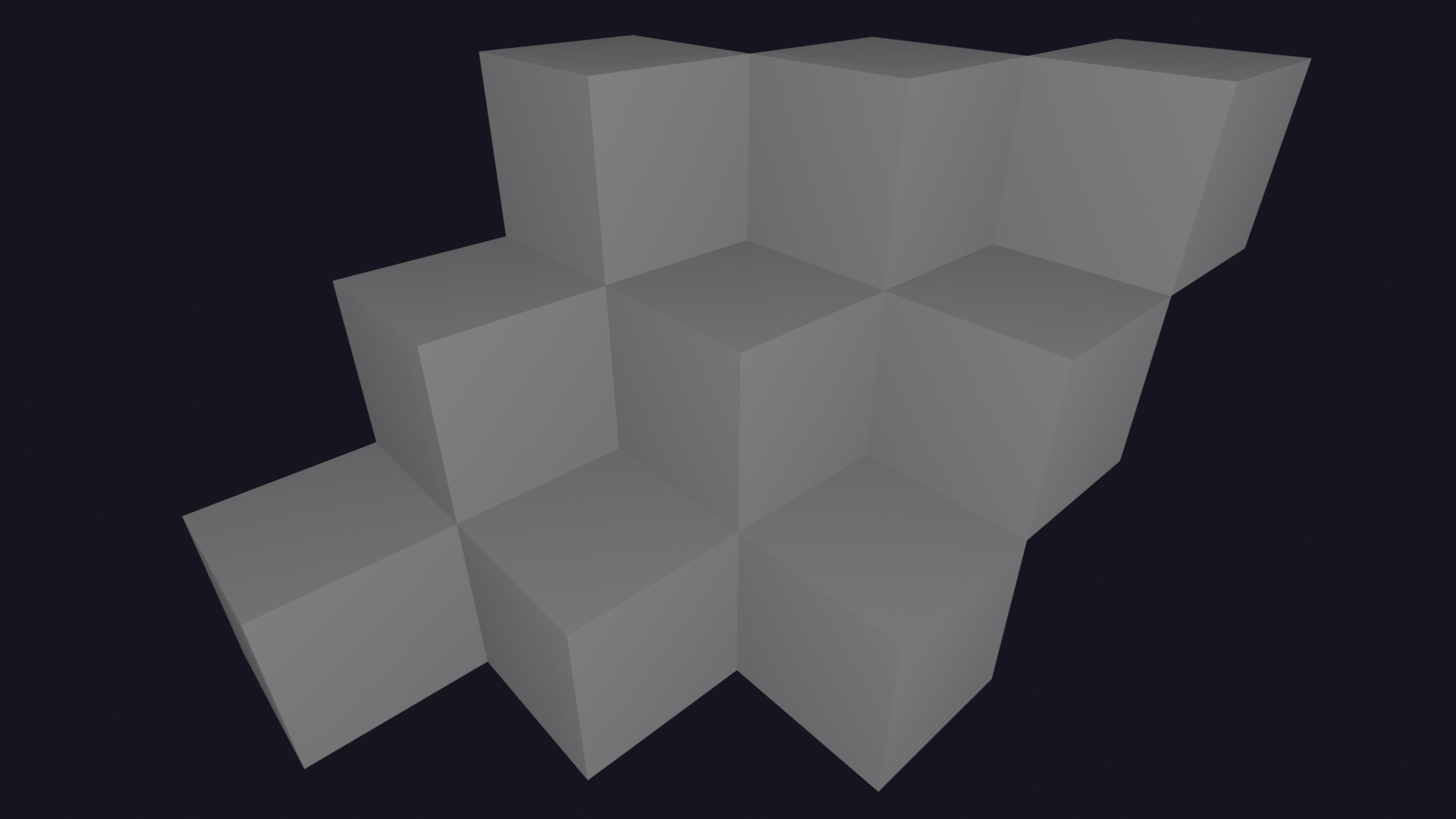
Geringe Kontraste bei frontalem Streulicht
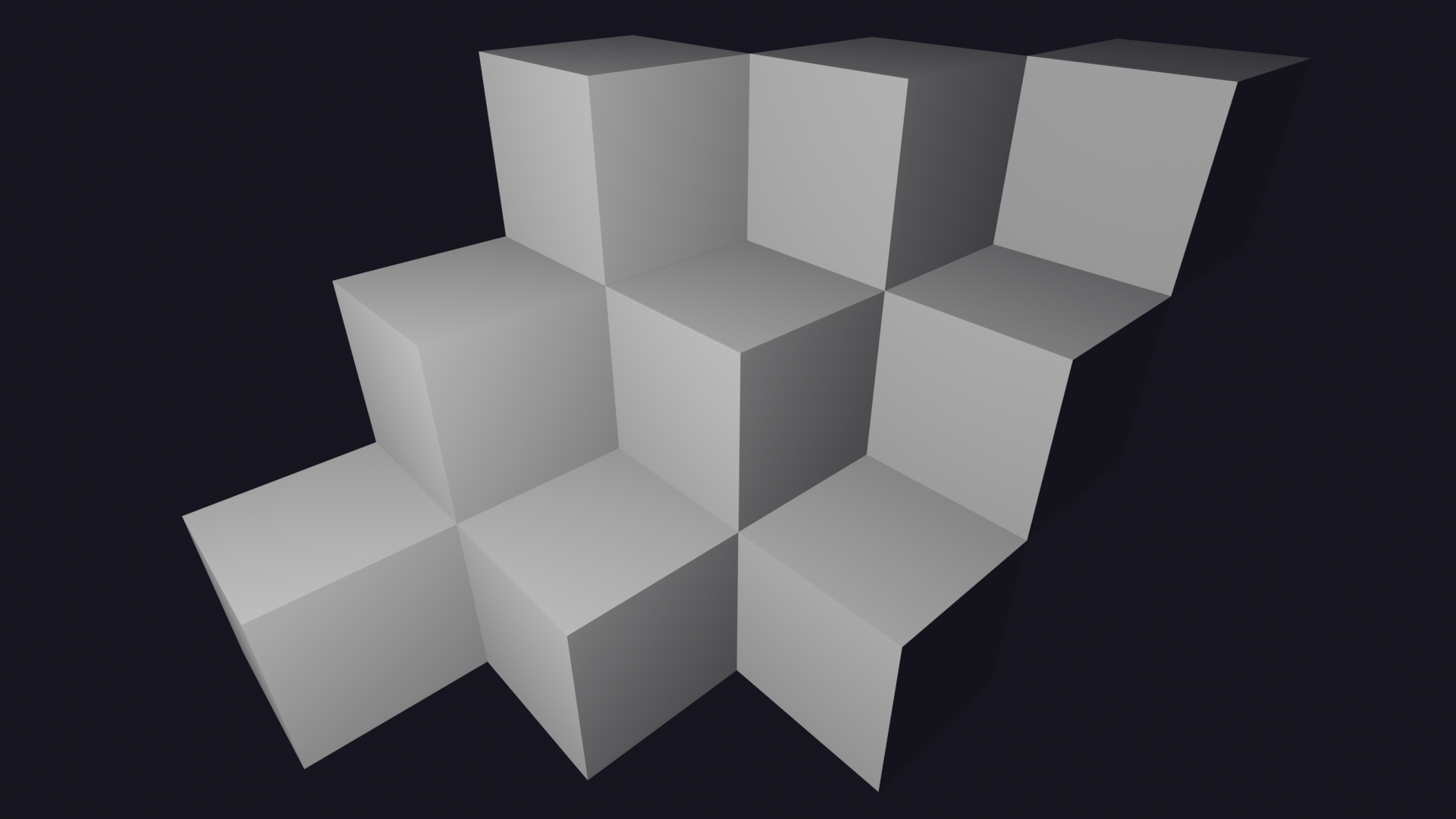
Hohe Kontraste bei seitlichem, gerichtetem Licht

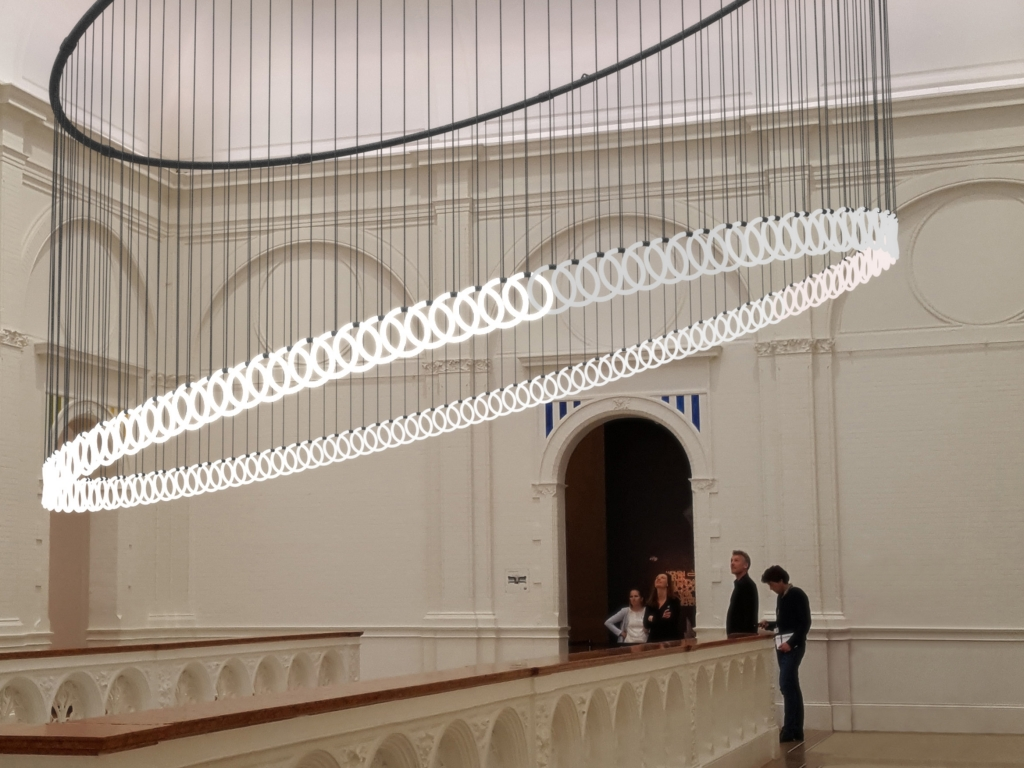
Phototropismus: Ein Blickfang

- Phototropismus: Die menschliche Neigung, hell beleuchteten Flächen und Objekten mehr Aufmerksamkeit zu widmen als weniger hell beleuchteten, können Lichtdesigner sich zunutze machen, indem sie durch geschickte Lichtinstallationen suggerieren, ein Raum sei heller, als er tatsächlich ist.[43]
- Horizontaler Blick: Menschen neigen aufgrund ihrer aufrechten Körperhaltung dazu, eher um sich herum, als nach oben oder unten schauen, und nehmen darum vertikale Flächen (Wände) stärker wahr als horizontale (Boden, Decke). Infolgedessen beurteilen sie auch die Helligkeit eines Raumes vor allem anhand der Menge des Lichts, das von vertikalen Flächen reflektiert wird. Lichtdesigner leuchten darum, wenn sie Helligkeit suggerieren wollen, Wände eher aus als Böden oder Decken.[44]

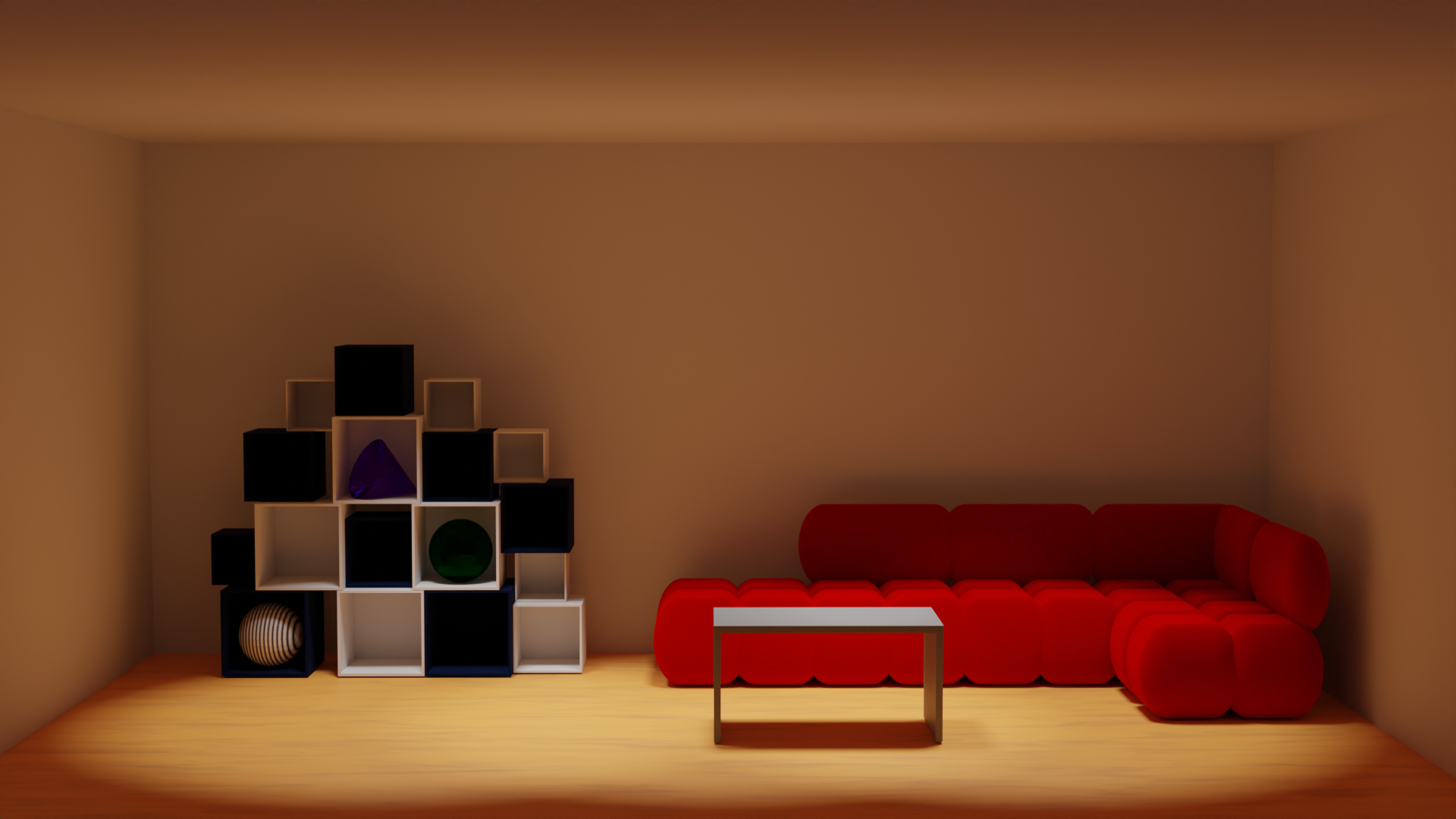
Ein beleuchteter Fußboden
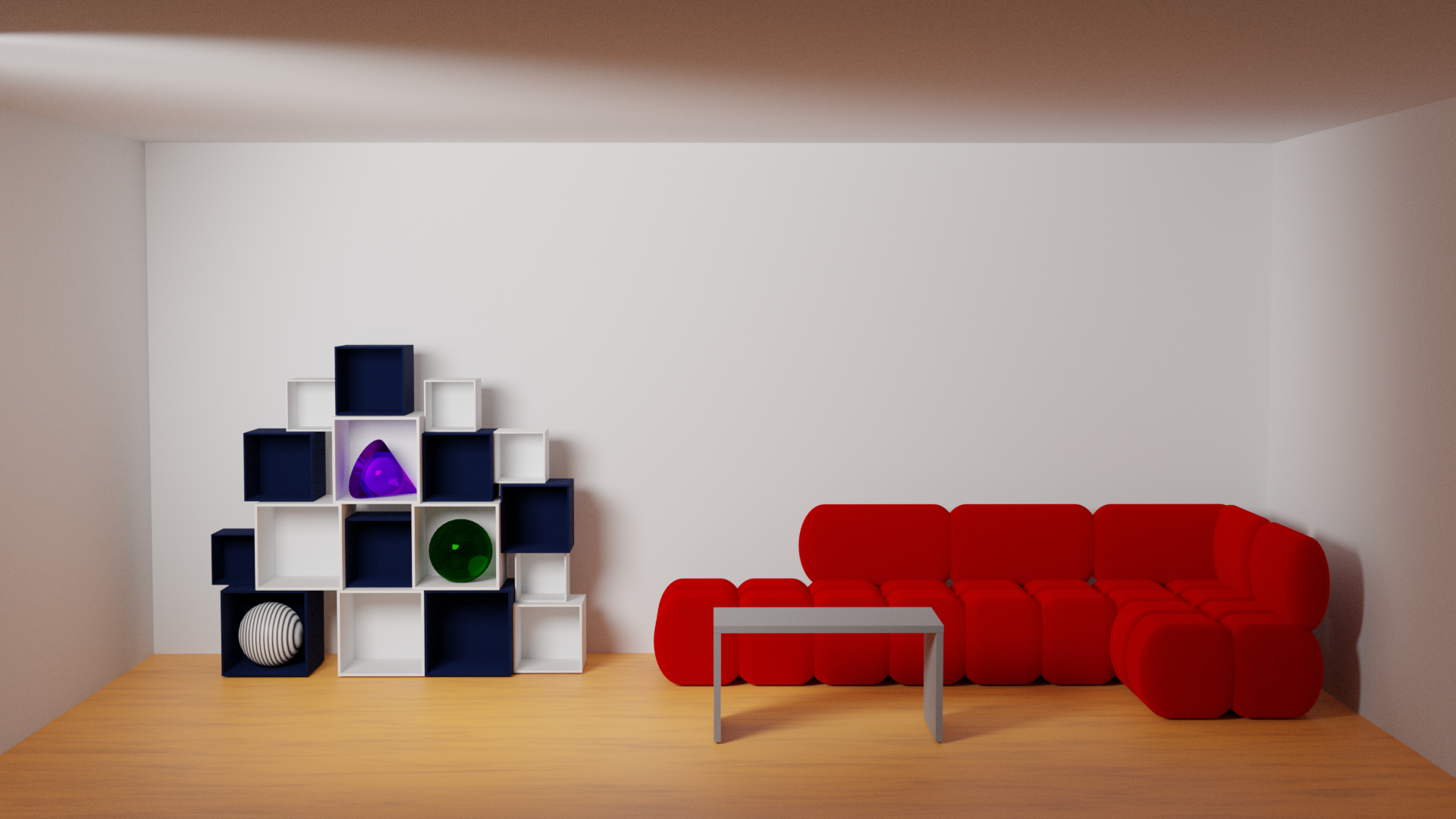
Eine beleuchtete Wand
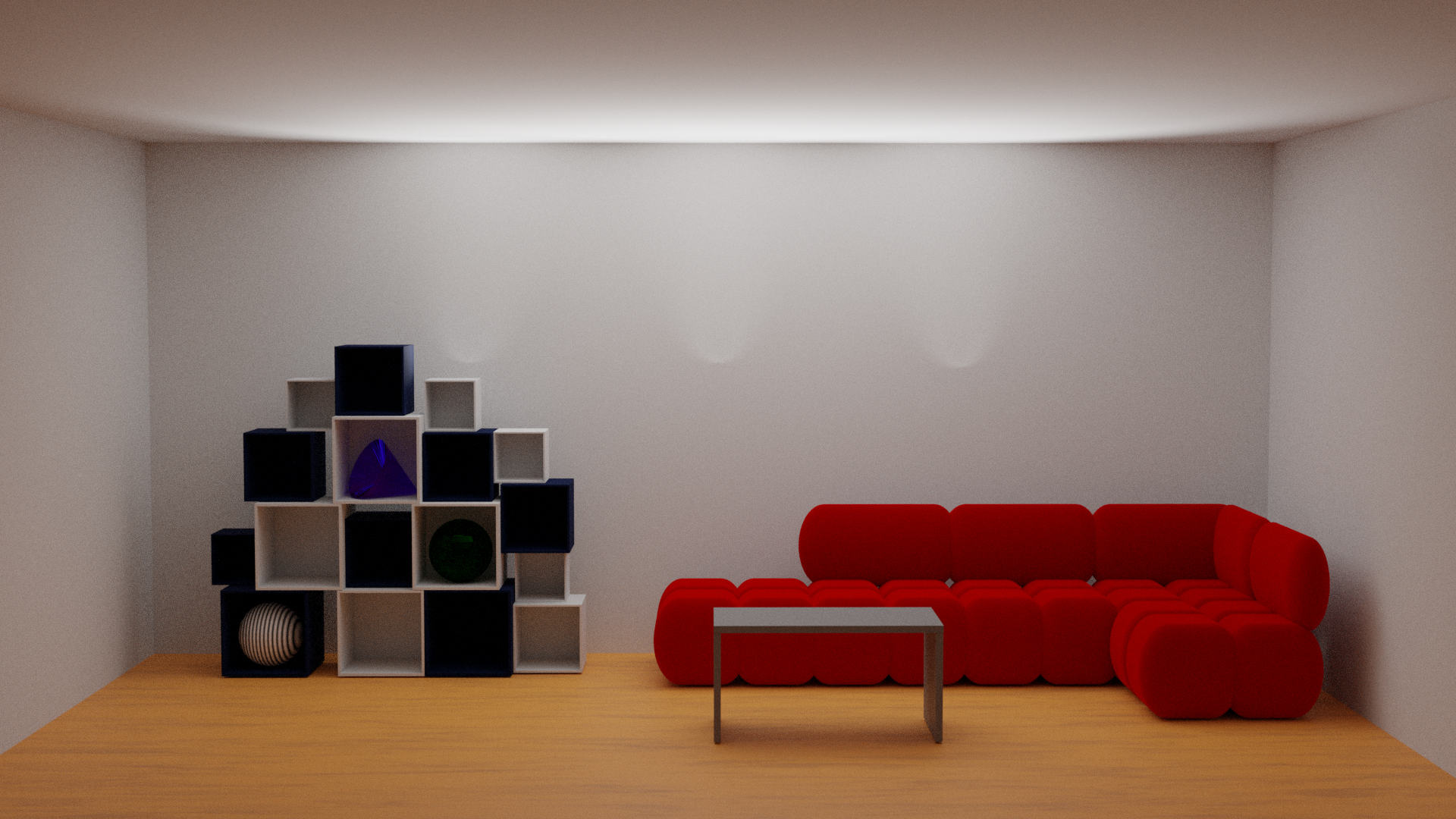
Eine beleuchtete Raumdecke

##### Wirkung unterschiedlicher Lichtintensitäten
Eine Orientierung an einschlägigen Richtwerten für Lichtintensität ist insbesondere dann zweckmäßig, wenn die Lichtgestaltung sehr spezifischen visuellen Aufgaben Rechnung tragen soll. Darüber hinaus greifen Lichtdesigner auf solche Vorgaben kaum zurück, denn die Ziele ihrer Arbeit gehen über die bloße Einrichtung von Arbeitslicht weit hinaus. So kann ein Lichtdesign, um die erwünschte Wirkung hervorzubringen, es erfordern, dass weniger Licht verwendet wird als in einschlägigen Richtlinien. Niedrige Lichtintensität wird gemeinhin mit entspannten, intimen, persönlichen Umgebungen in Verbindung gebracht, sie regt zum Entspannen und Verweilen an. Hohe Lichtintensität dagegen wird mit eher sterilen, öffentlichen, aktiven und kinetisch belebten Umgebungen assoziiert, sie kann Aktivität und Bewegung stimulieren.

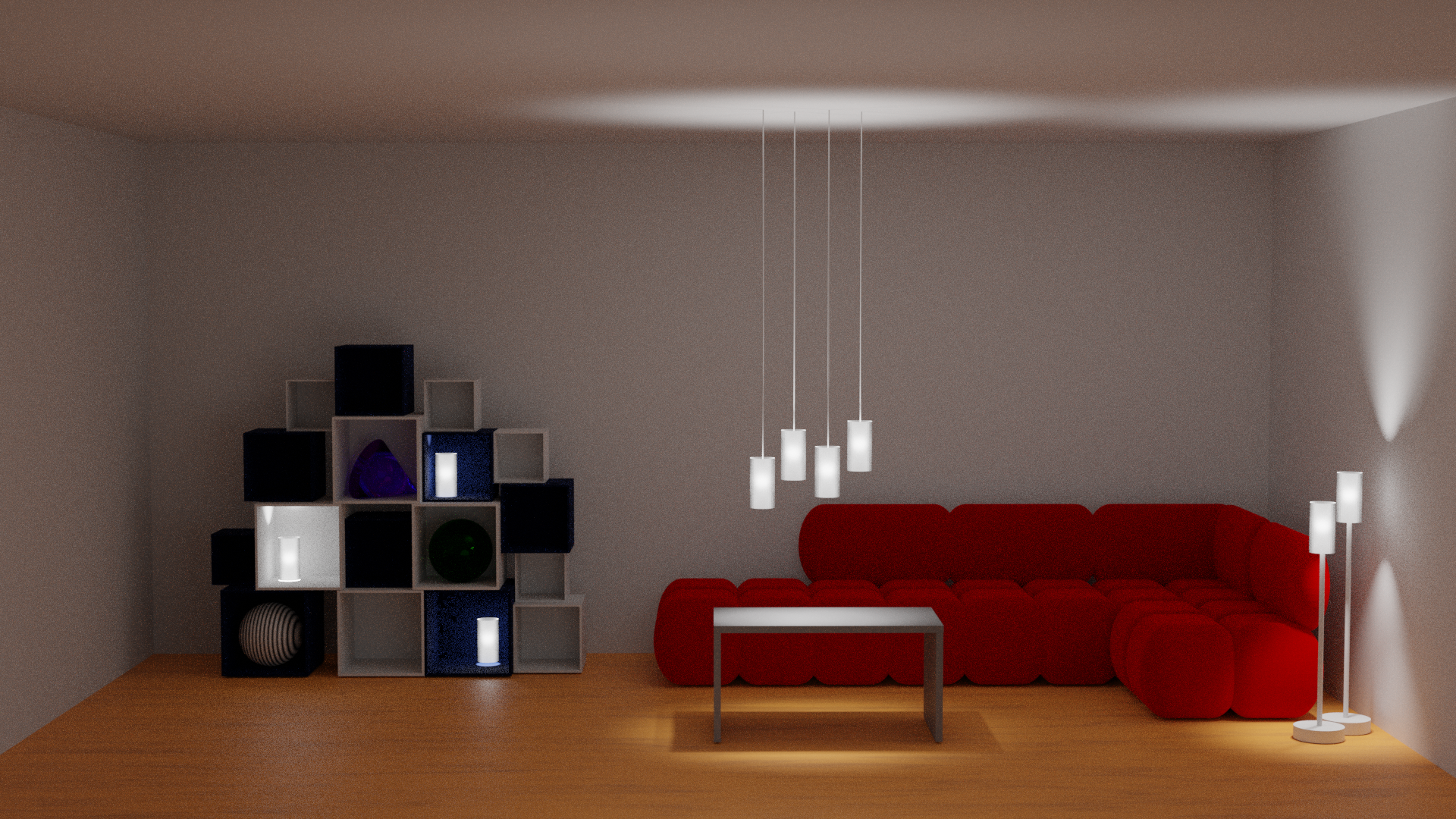
Dunkel, aber behaglich-intim
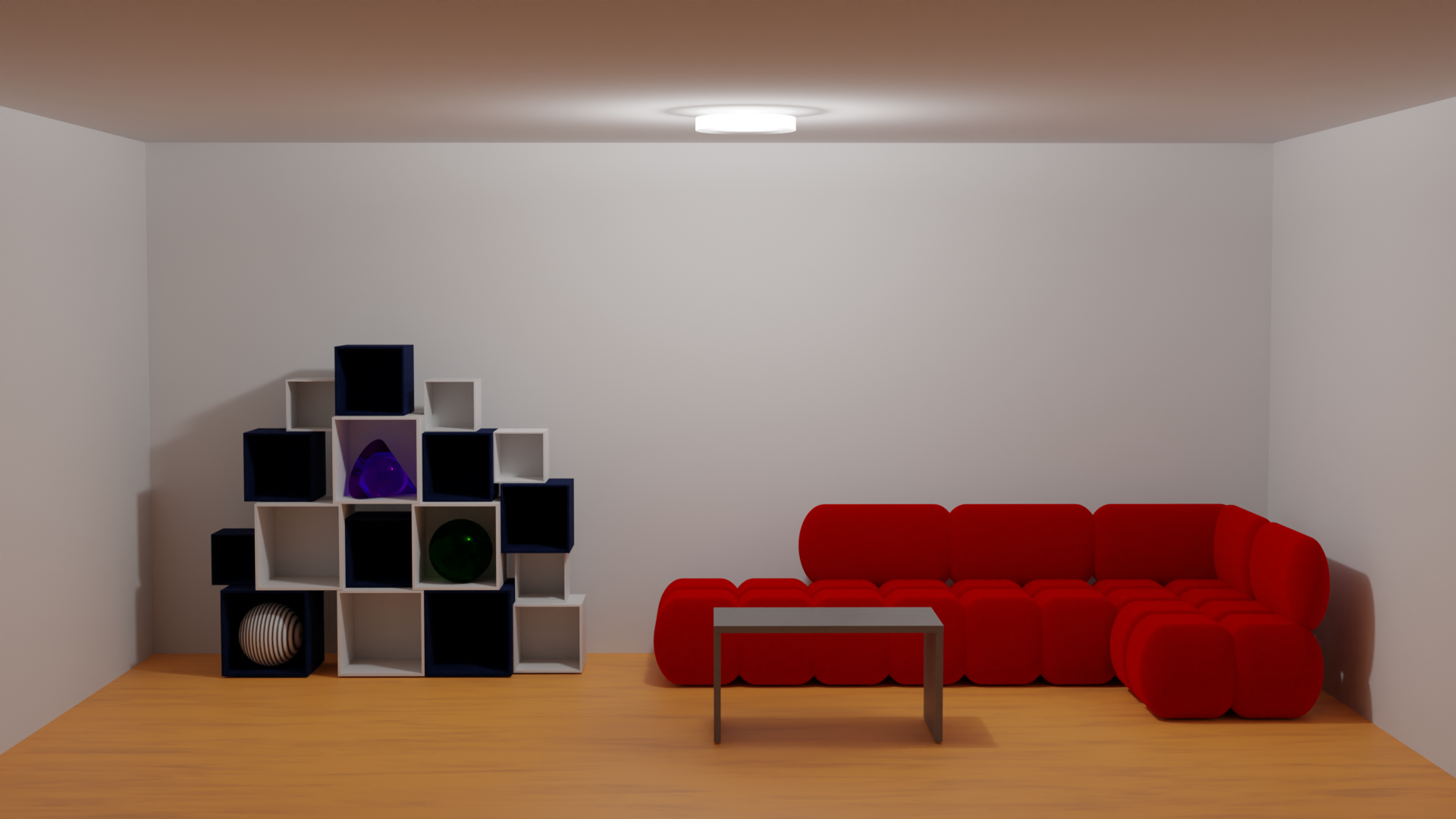
Das von oben kommende einzige Licht lässt diesen Raum weder anheimelnd noch hell erscheinen.
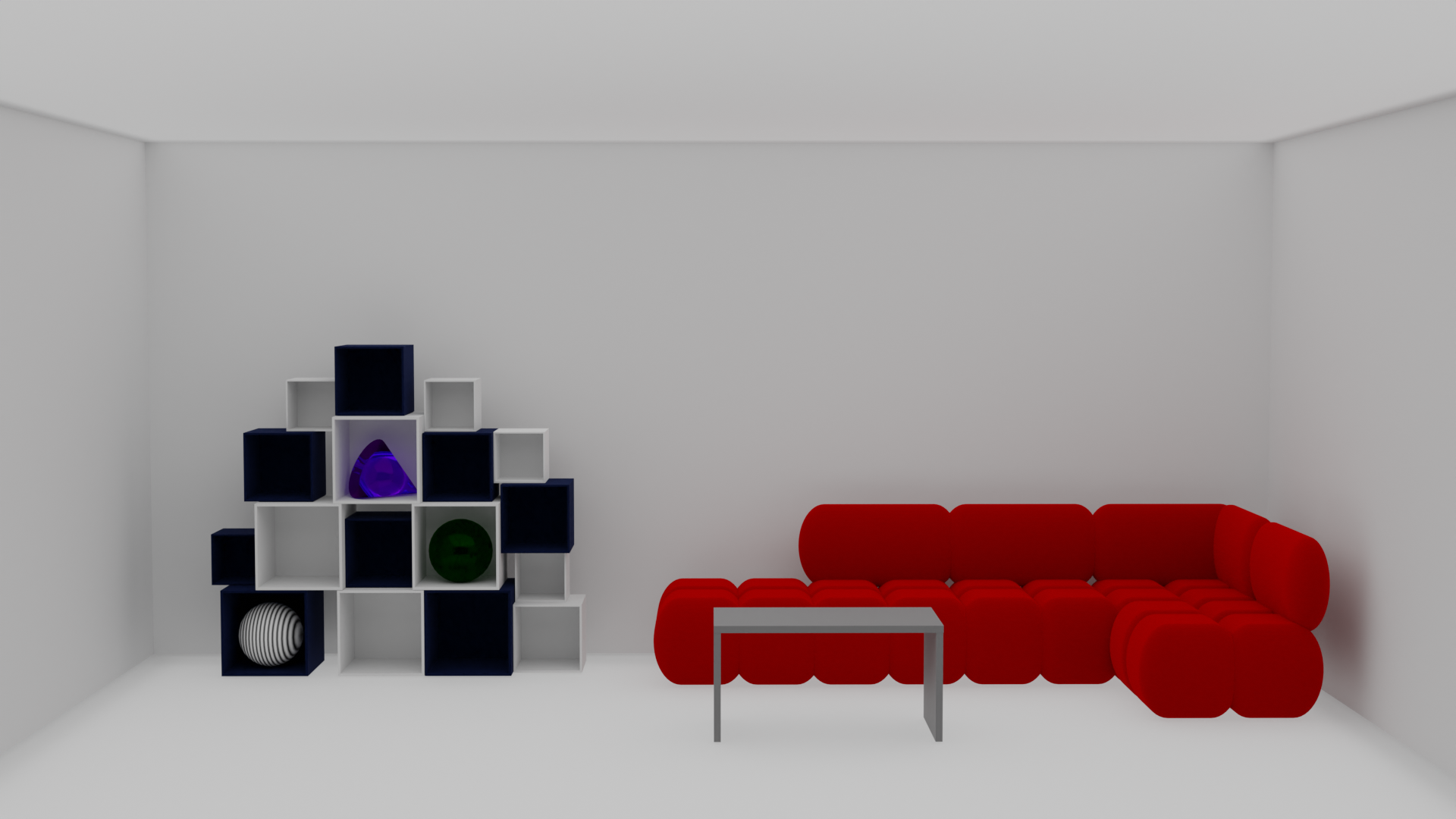
Surreales Interieur mit starkem Streulicht, das durch einen gläsernen Boden und eine ebenfalls gläserne Raumdecke einströmt
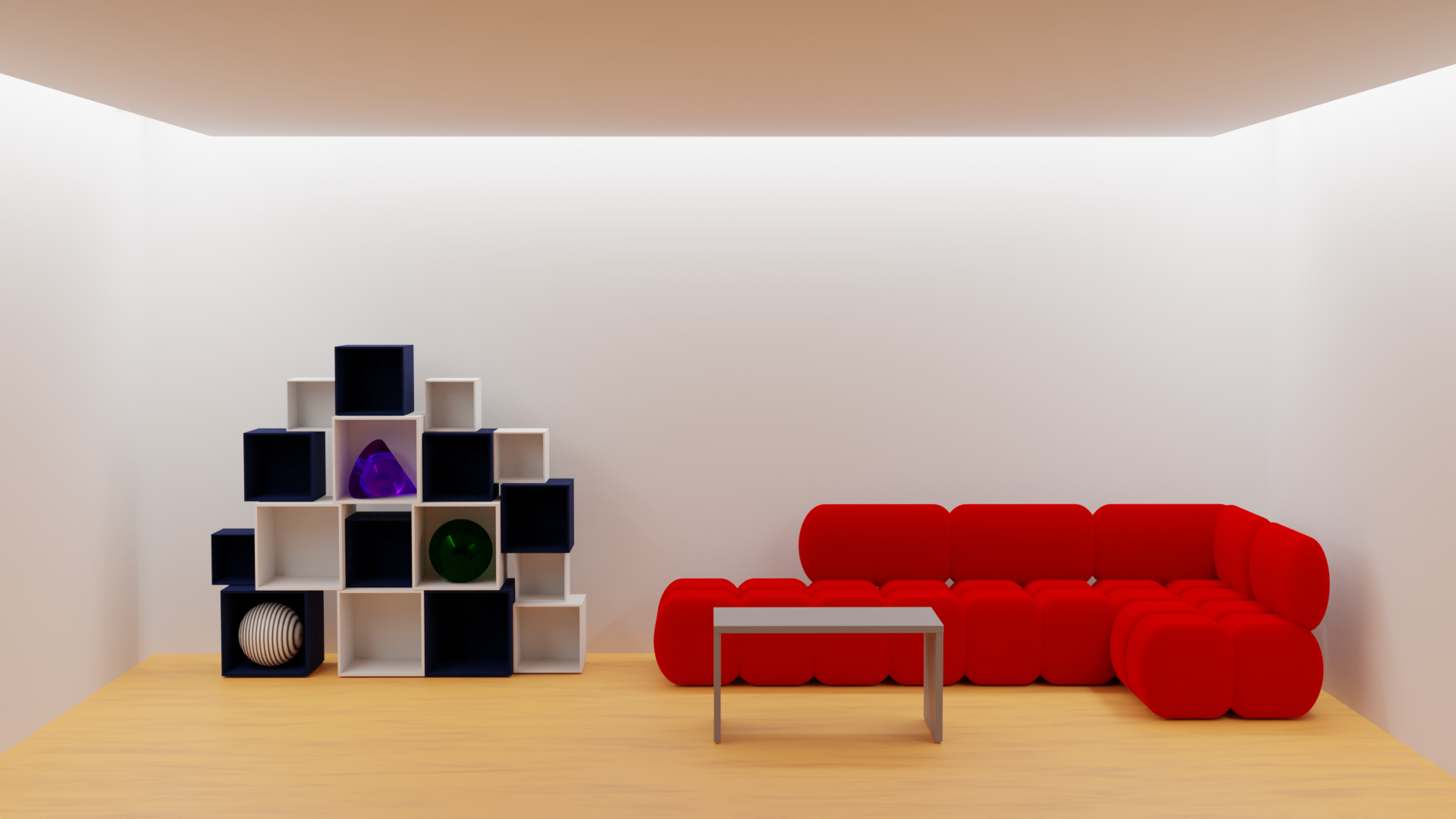
Starkes indirektes Licht, dessen Quellen über einem fast raumfüllendem Deckensegel liegen. Das Ergebnis ist eine Annäherung an Tageslichtverhältnisse.

#### Lichtformen
Beim Lichtdesign werden drei grundlegende Lichtformen unterschieden, für die jeweils unterschiedliche Arten von Lampen verwendet werden:
- Lichtflächen und Lichtlinien (engl. planes of light, lines of light). LED-Bänder, -Lichtleisten und -Röhren sowie Leuchtstoffröhren sind die heute am weitesten verbreiteten linearen Lichtquellen, wobei diese – mit jeweils unterschiedlicher Wirkung – je nach Typ aufgehängt, verborgen platziert oder auf sichtbaren Flächen montiert werden können.[47] Wenn lineare Lichtquellen auf eine (zu ihr parallel ausgerichtete) Fläche gerichtet sind, erzeugen sie darauf mehr oder weniger rechteckige „Lichtflächen“ oder „Lichtlinien“. Beide werden von Lichtdesignern z. B. dafür eingesetzt, um Tageslicht (das durch ein Fenster oder Oberlicht einfällt) zu imitieren, um gerade Linien des Raumes zu akzentuieren oder um ein Gegengewicht zu starkem Akzentlicht zu erzeugen.[48] Lineares Licht eignet sich insbesondere für nüchterne moderne Architektur, wo sie den Eindruck von Sauberkeit und Effizienz unterstützt.[49]
- Lichtbecken (pools of light). LED-Lampen und Halogenglühlampen können, weil sie klein sind, leicht mit Reflektoren und anderen optischen Elementen ergänzt werden, was sie in die Lage versetzt, als Strahler stark gebündeltes Licht zu emittieren, das auf die Flächen, von denen es reflektiert wird, parabolische, elliptische oder runde Lichtbecken „malt“. Je nach Stärke der Bündelung bilden die Ränder dieser Becken entweder weiche oder harte Übergänge. Lichtdesigner setzen Lichtbecken u. a. dazu ein, um Objekte oder architektonische Elemente zu akzentuieren oder um Flächen interessant zu machen, die anderenfalls sehr gleichförmig wären.[50]
- Leuchtende Objekte (glowing objects). Einen dritten Typ von Lichtformen bilden Leuchten, also Wandleuchter, Hänge- und Tischleuchten und ähnliche Objekte, die außer mit einer Lampe u. a. mit einem Schirm zur Lichtstreuung oder Elementen zur Lichtbrechung versehen sind. Leuchtende Objekte zu Hauptlichtquellen in einem Raum zu machen, gilt im Lichtdesign als schlechte Praxis. Denn damit sie für diesen Zweck genug Licht geben, müssen sie sehr starke Lampen enthalten; damit bilden sie Dekorationen, die übermäßig hell sind, was unter anderem dazu führt, dass der Rest des Raumes als dunkel wahrgenommen wird. Lightdesigner verwenden leuchtende Objekte eher sparsam und beispielsweise dafür, um die Blicke der Betrachter eines Raumes zu führen und zu orientieren.[51] Lichtdesigner bevorzugen an den meisten Stellen Lichtquellen, die diskret platziert oder verborgen sind und möglichst wenig Aufmerksamkeit auf sich selbst ziehen.[52] Eine mittlere Position zwischen rein dekorativen Leuchten und gänzlich verborgenen Lichtquellen nehmen dabei Strahler ein; bei professionellem Lichtdesign werden diese viel verwendet.[53]

Der Gebrauch von Lichtformen, die in der Natur kaum vorkommen, ist eines der wirksamsten Mittel, um einen Raum visuell interessant zu machen; doch gilt ein unmäßiger Einsatz solcher Mittel als ebenso unzweckmäßig wie mancher Verzicht darauf.

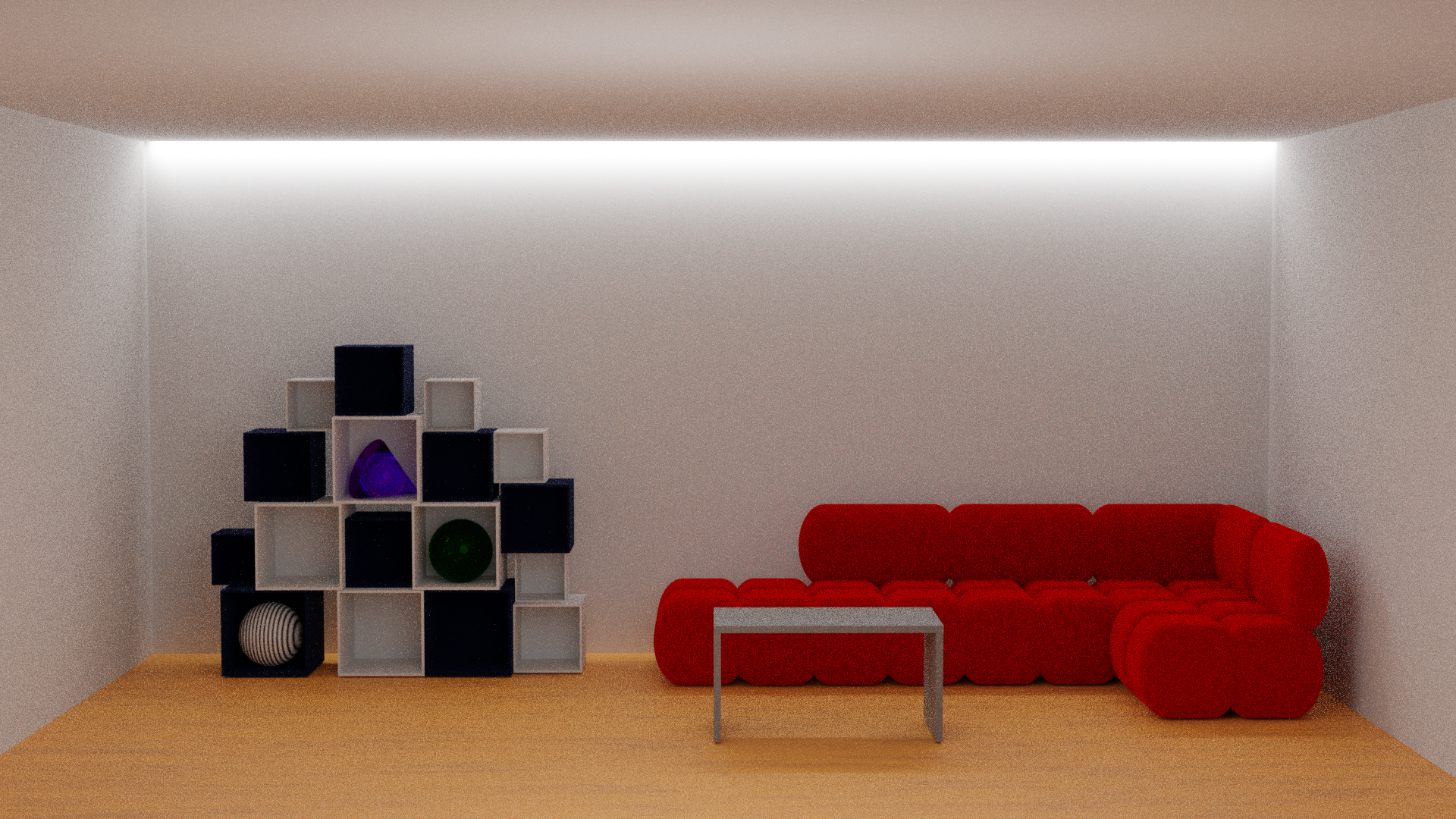
Eine Lichtlinie
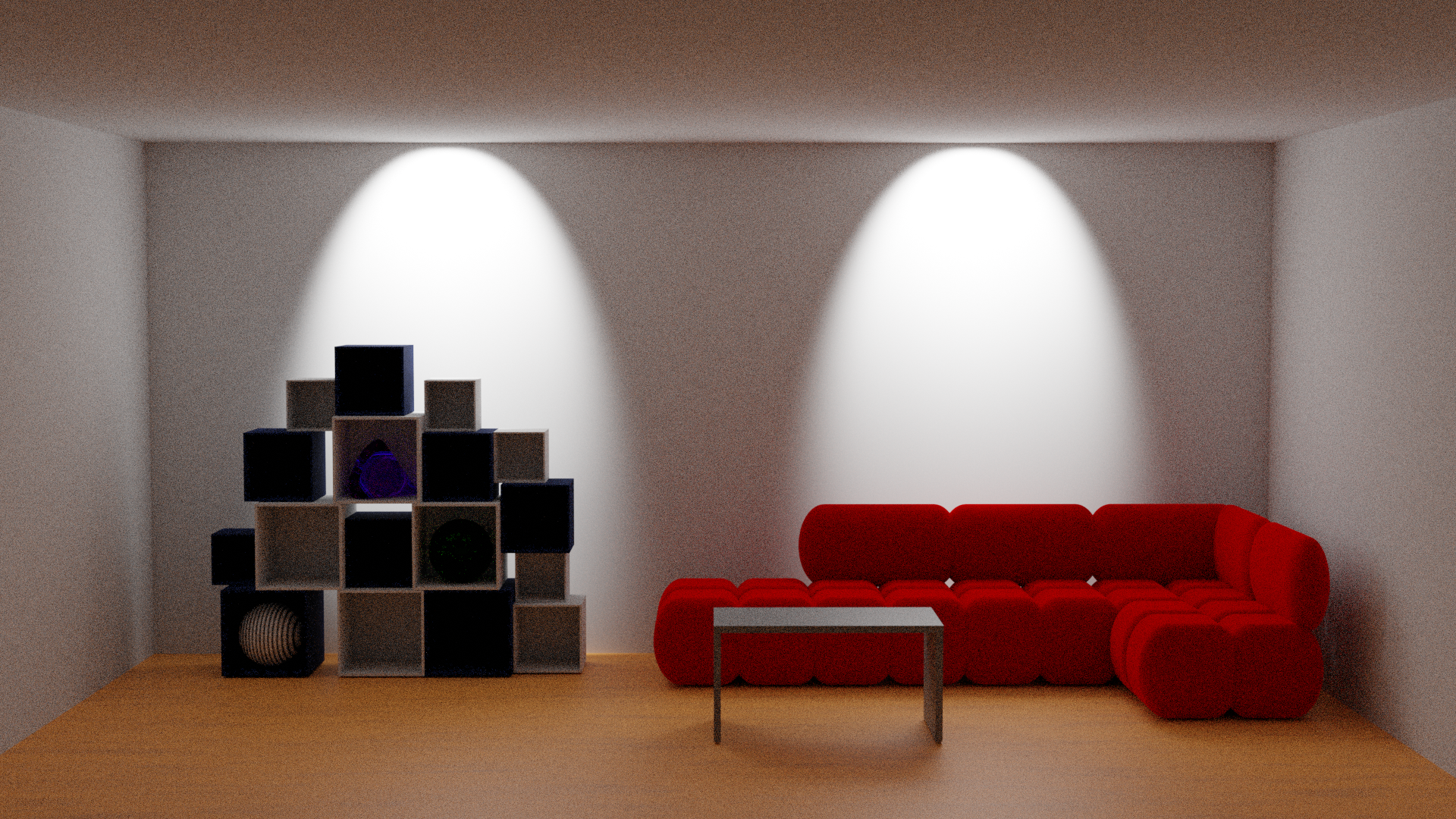
Zwei parabolische Lichtbecken
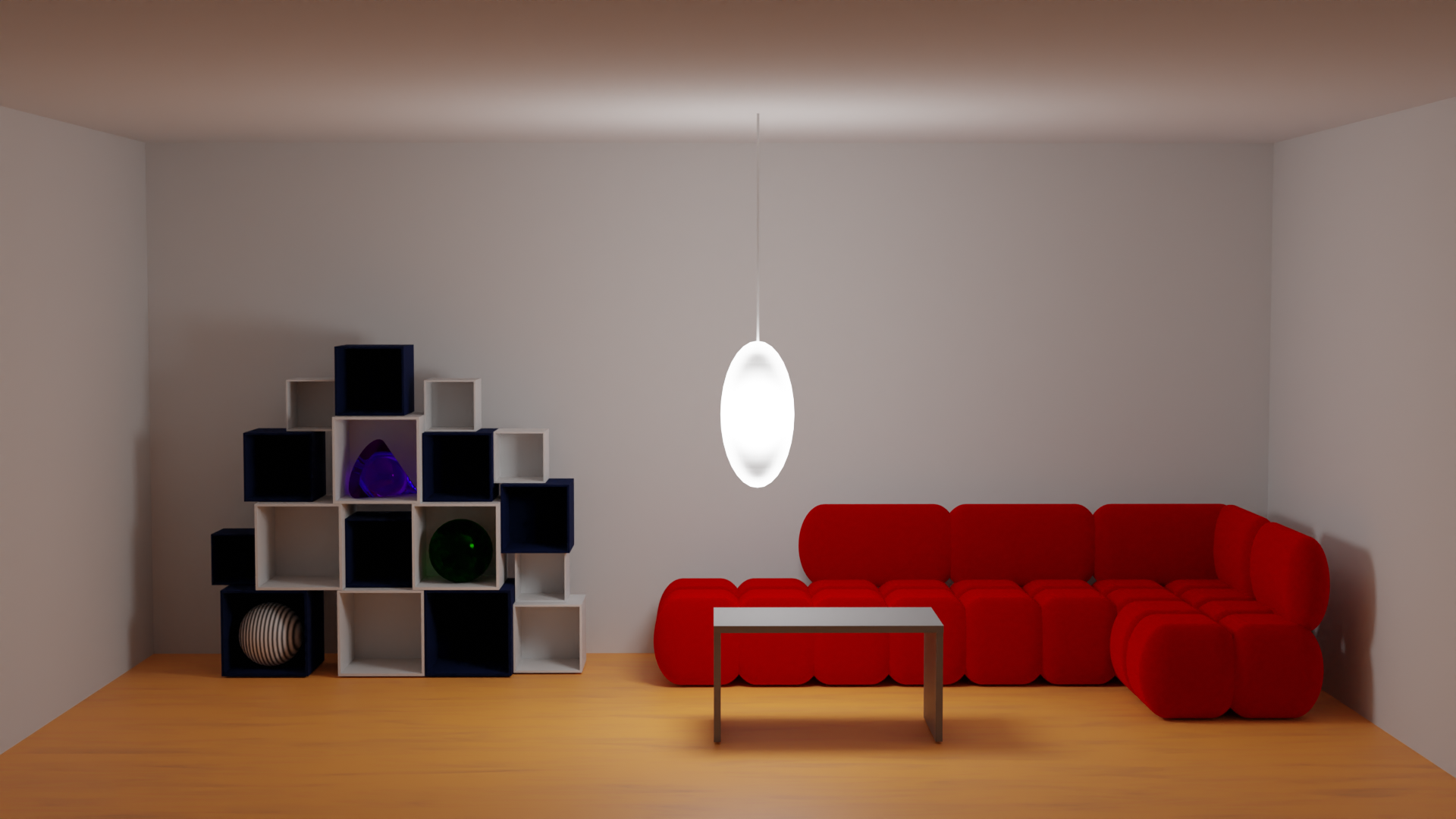
Ein leuchtendes Objekt

#### Lichttextur
Unter Lichttextur versteht man im Kontext des Lichtdesigns die Art und Weise, wie Licht aus einer Lichtquelle abgegeben wird. Dies umfasst ein ganzes Spektrum von Möglichkeiten, dessen einer Pol weiches, gleichmäßig verteiltes, diffuses Licht ist, oft aus einer Lichtquelle, die streuende Materialien verwendet. Der entgegengesetzte Pol des Spektrums wird durch scharfes, gerichtetes Licht markiert, oft aus einer Lichtquelle, in der Präzisionsspiegel und -linsen dafür sorgen, dass das Licht in eine spezifische Richtung geführt wird. Für sehr stark gerichtetes Licht werden meist Halogenreflektorlampen verwendet, aber manche LED-Lampen können dasselbe leisten.
Die Unterschiede zwischen beiden zeigen sich vor allem bei den Schatten, die das Licht erzeugt, und bei seinen Formen. Licht aus streuenden Lichtquellen überlappt mit sich selbst, bildet nur schwachen Schatten und zeigt, wenn es auf eine Fläche „gemalt“ wird, keine scharf definierten Ränder. Vorzuziehen ist es aber auch überall dort, wo die Textur von Materialien verborgen werden soll, etwa weil sie unvollkommen ist (z. B. bei alter Raufaser). Richtende Lichtquellen dagegen emittieren Licht, das deutlich erkennbare Formen mit klaren Rändern hervorbringt; es liefert ausgeprägte Schatten und Kontraste und akzentuiert Materialtexturen.
Diffuses Licht fühlt sich für Menschen, die sich oft oder lange darin aufhalten, behaglicher an als gerichtetes Licht; gerichtetes Licht jedoch erzeugt mehr Aufmerksamkeit und visuelles Interesse.

#### Lichttemperatur
Die Farbtemperatur einer Lichtquelle, die in Kelvin angegeben wird, bezeichnet, ob deren Licht leicht ins Rötliche („warmes“ Licht, <3.300 Kelvin) oder im Gegenteil ins Bläuliche („kaltes“ Licht, >5.300 Kelvin) spielt. Bei dem rein weißen Bereich dazwischen spricht man von „neutralem“ Licht. Natürliches (Sonnen-)Licht ist, je nach den Lichtstreuungsverhältnissen, entweder „neutral“ oder „kalt“.
Farbtemperatur ist nicht mit Farbwiedergabe zu verwechseln, also keine Qualitäts-, sondern eine Geschmacksfrage. Wie warmes und kaltes Licht auf einen Menschen wirkt, hängt u. a. von seiner Stimmung, seiner individuellen Erfahrung, seiner Prägung und seiner Kultur ab. Im Allgemeinen jedoch wird warmes Licht mit Ruhe, Entspannung und Langsamkeit assoziiert, während kaltes Licht im Gegenteil als stimulierend und belebend gilt. Lichtdesigner machen sich diese Qualitäten bei ihrer Arbeit gezielt zunutze.
Moderne Leuchtmittel sind im Hinblick auf die Farbtemperatur oft variabel, d. h. die Farbtemperatur einer Lampe ist entweder frei einschaltbar oder Produkte, die ansonsten gleich sind, werden mit unterschiedlichen Farbtemperaturoptionen angeboten.
Die Wahl der Farbtemperatur ist besonders kritisch, wenn Flächen ausleuchtet werden sollen, die selbst eine warme oder kalte Farbe haben. Leuchtstofflampen verhalten sich dabei oft unberechenbar.

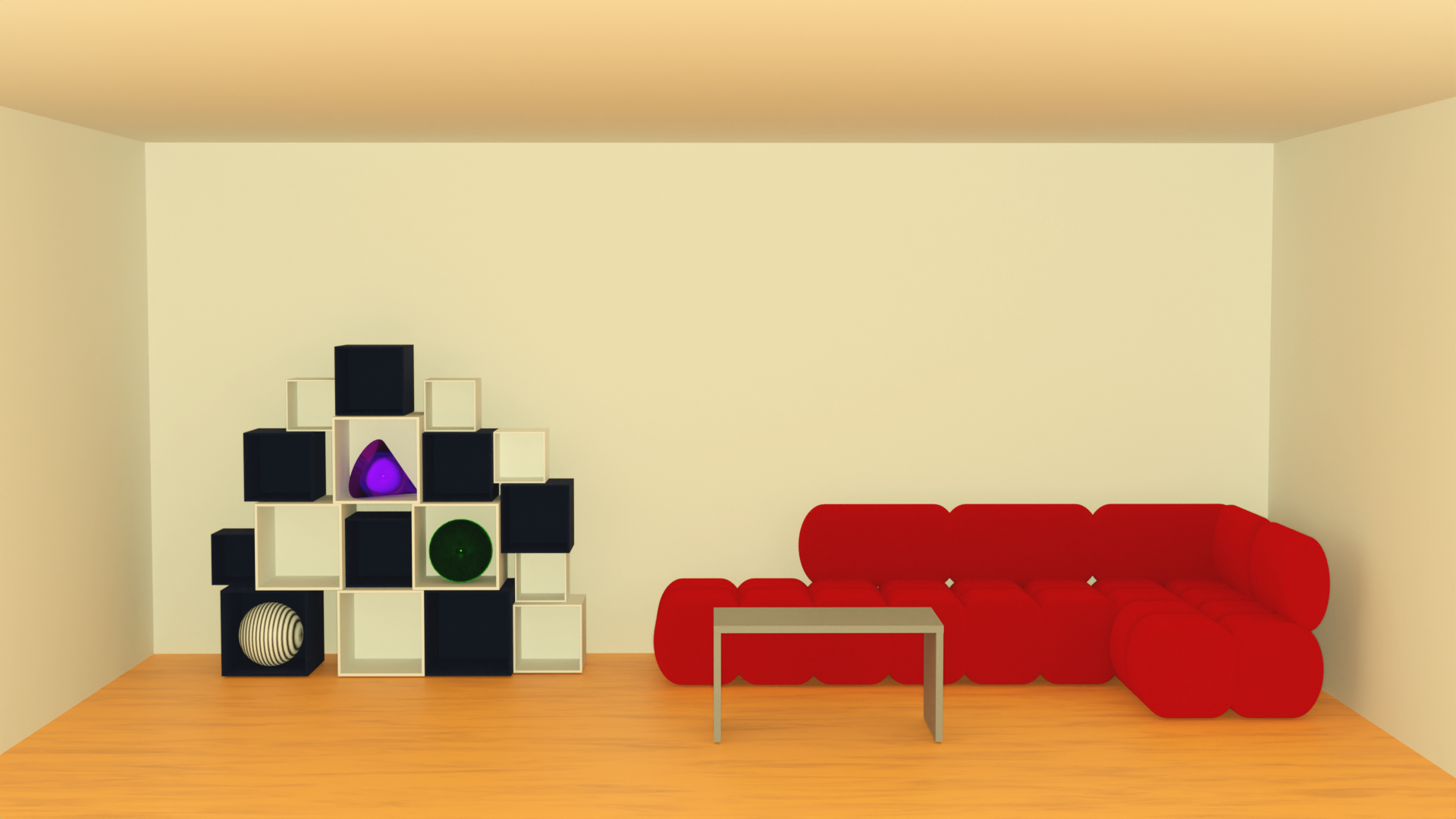
Warmes Licht
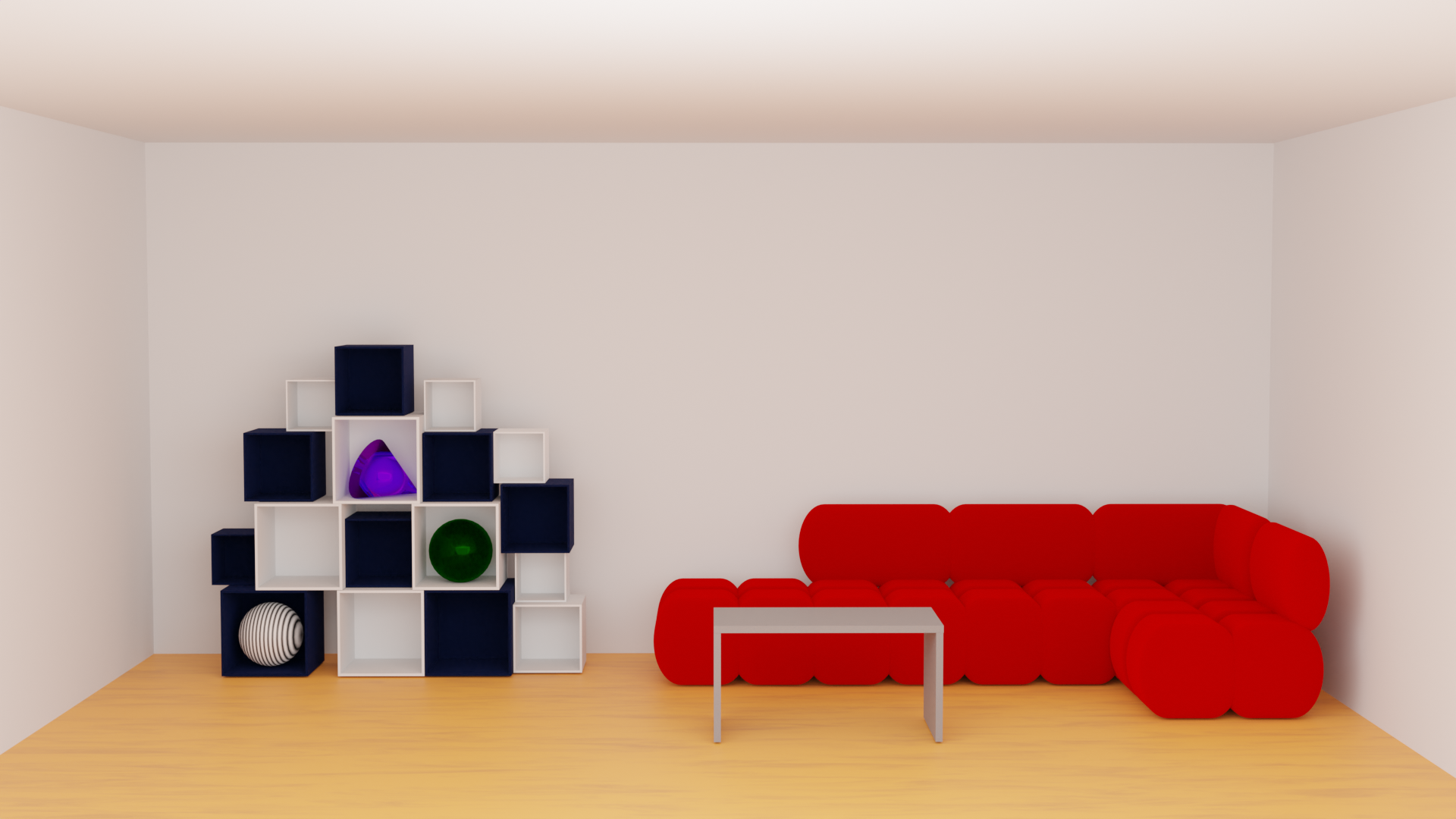
Neutrales Licht
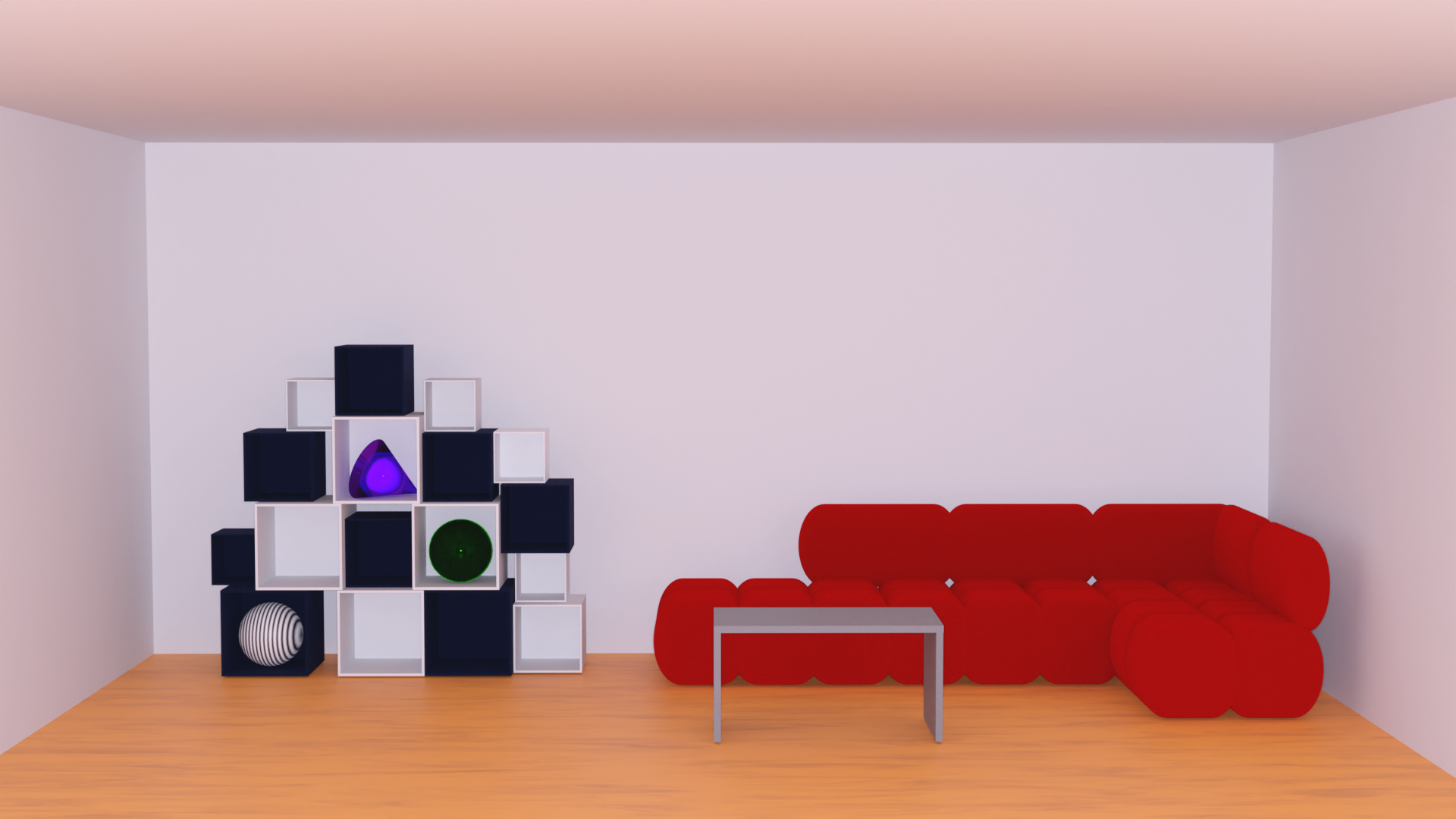
Kaltes Licht

#### Lampenpositionen

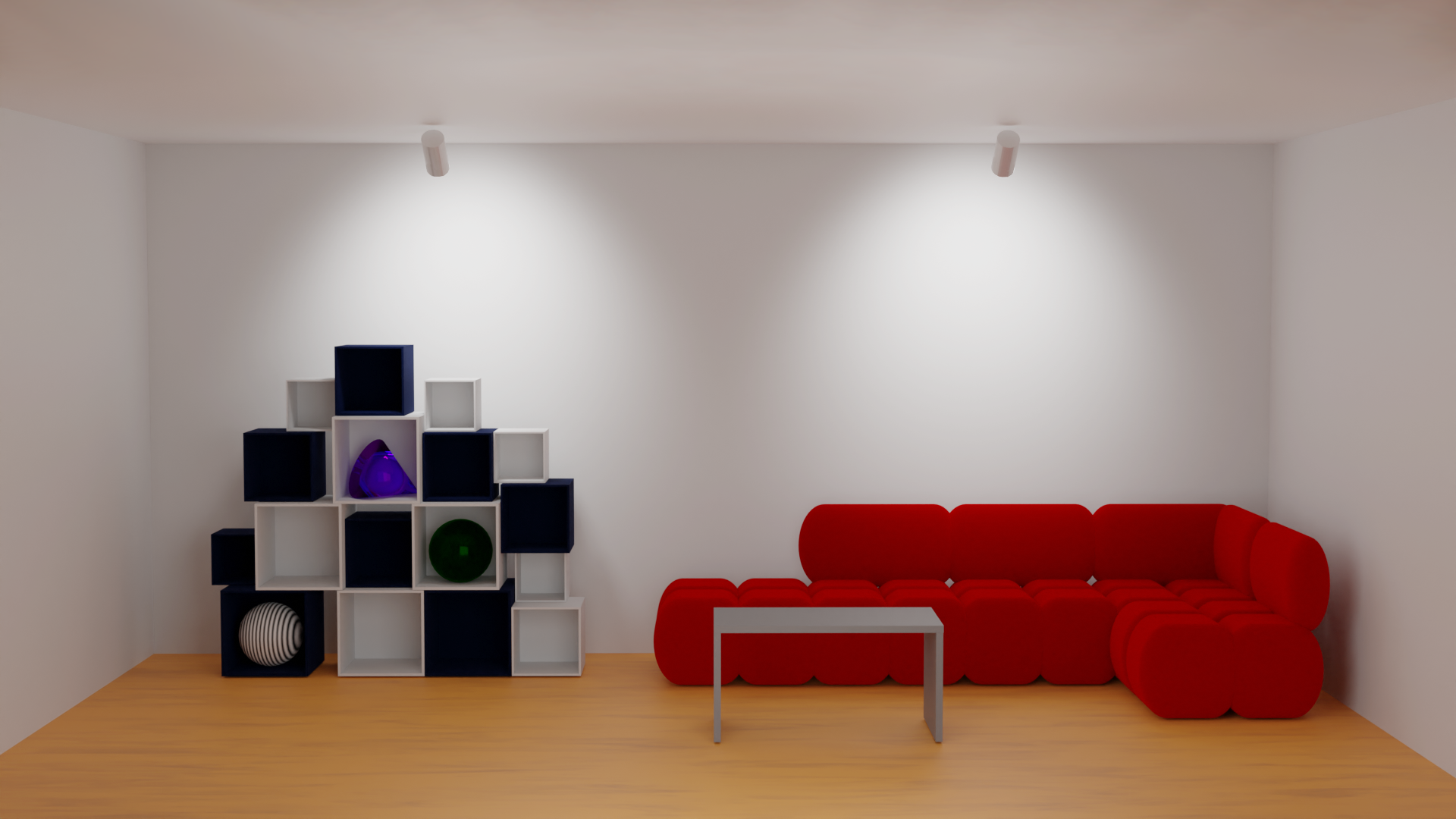
Von der Decke zur Wand

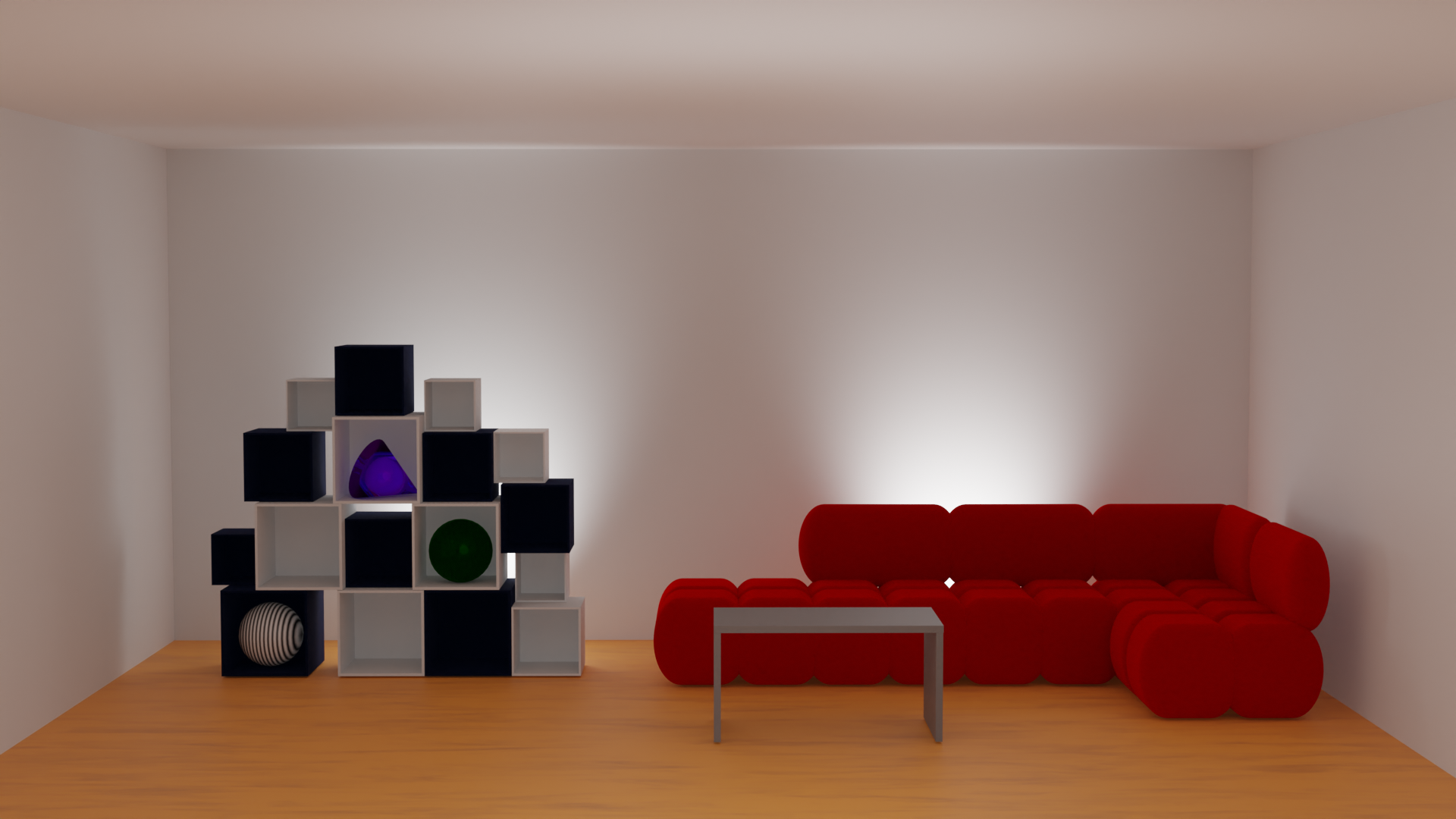
Vom Boden zur Wand

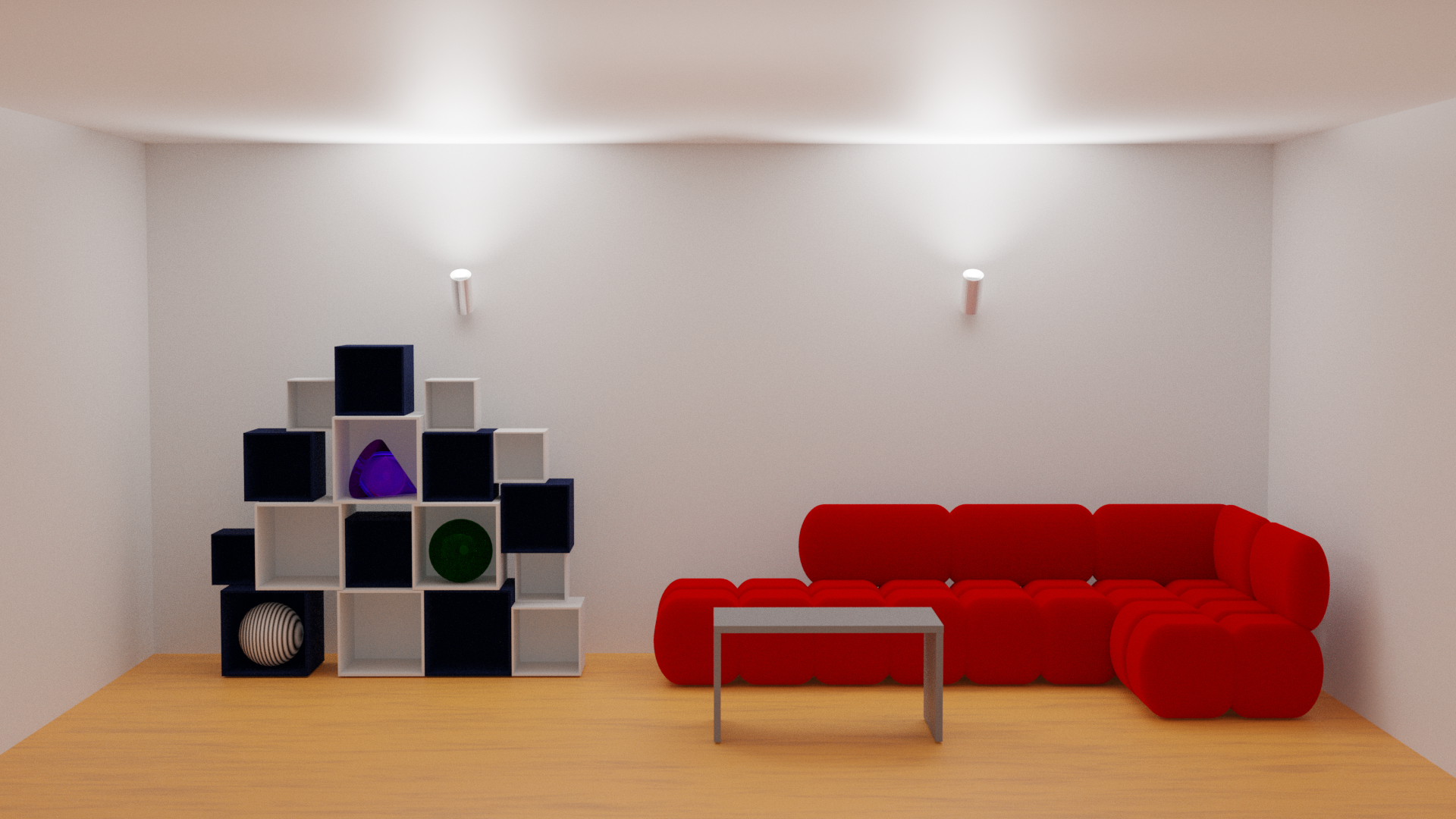
Von der Wand zur Decke

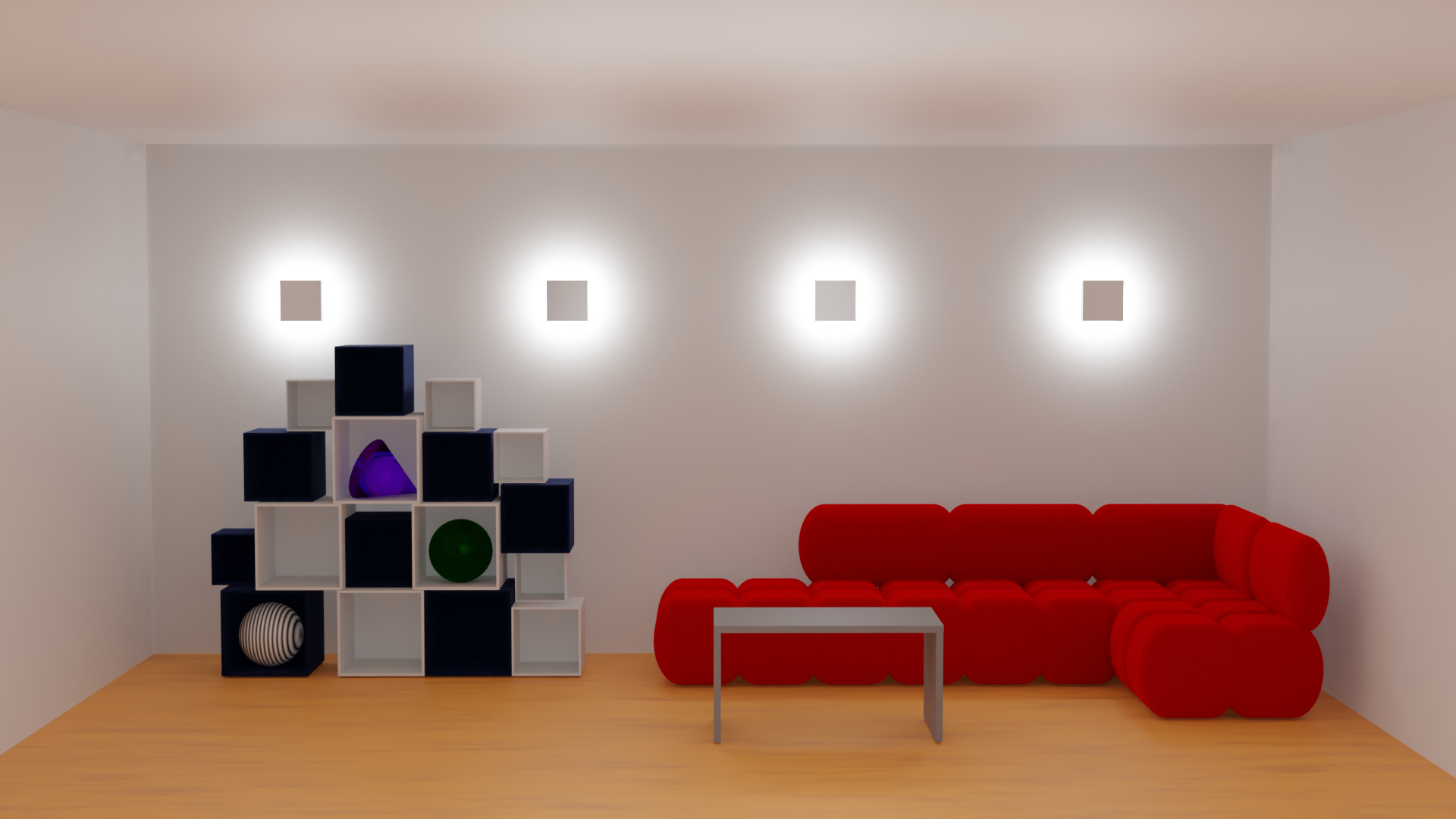
Von der Wand zurück zur Wand

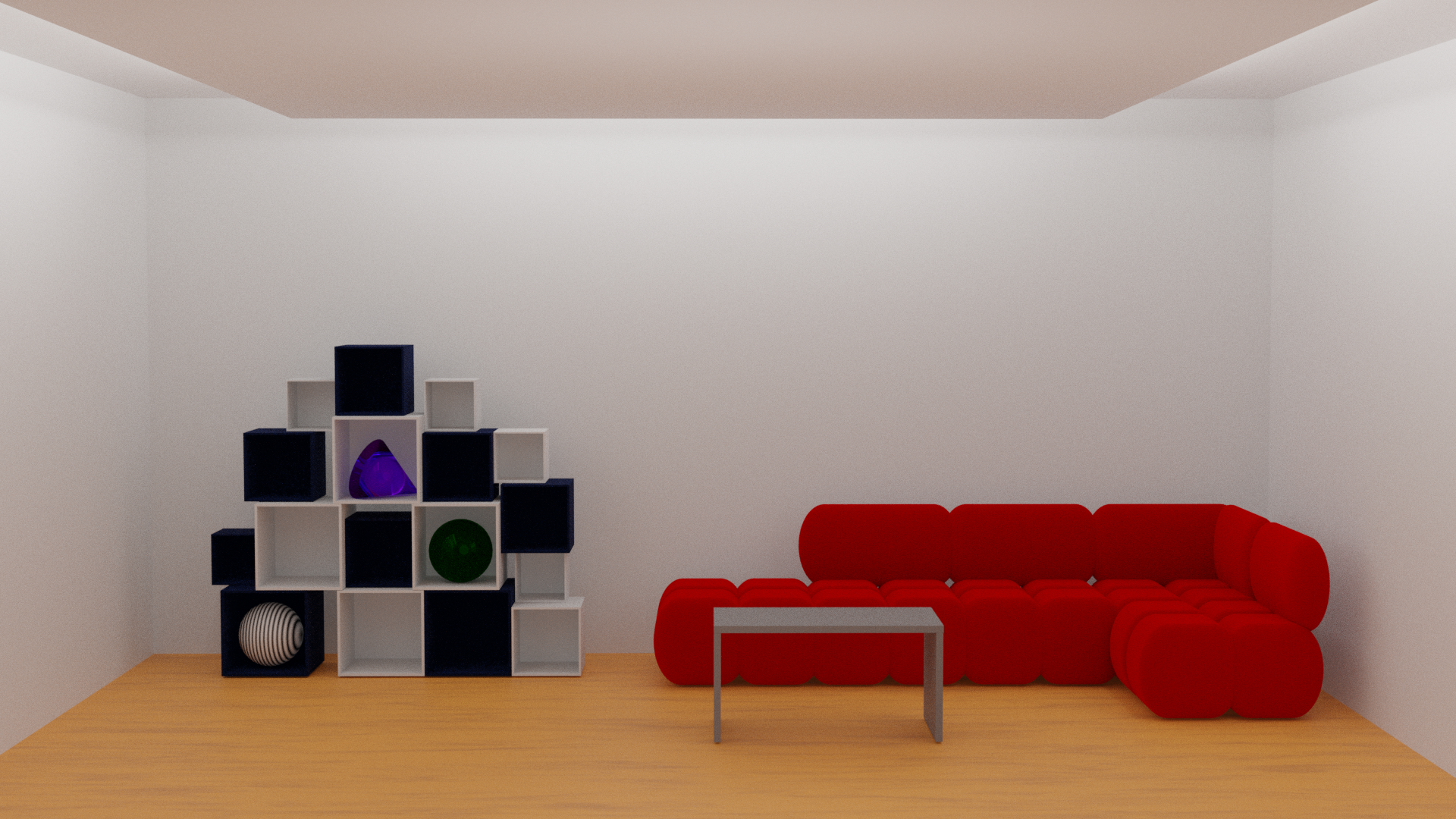
Fugenlicht (hier: Lichtquelle über einem Deckensegel)

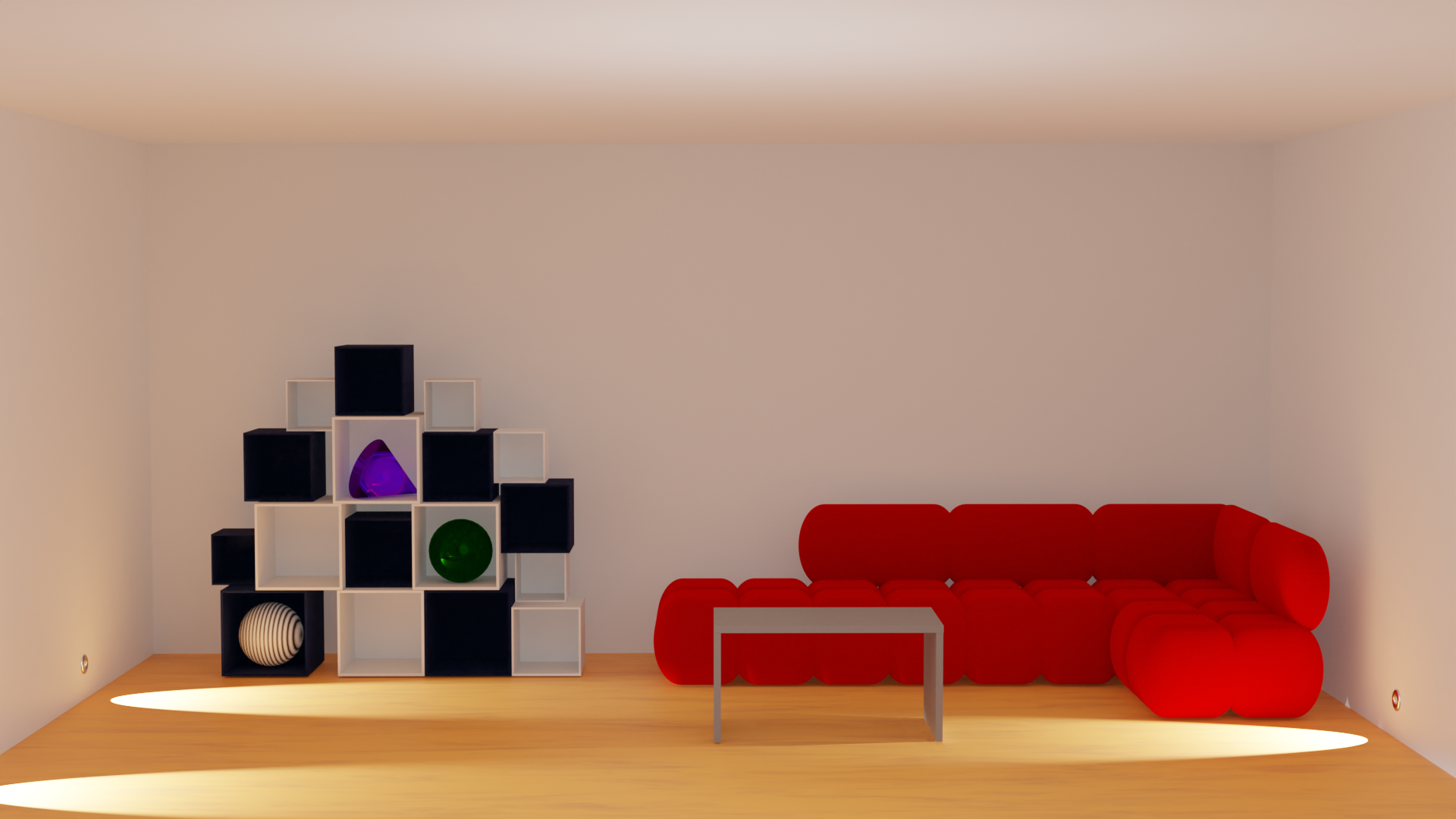
Vom unteren Teil der Wand über den Boden

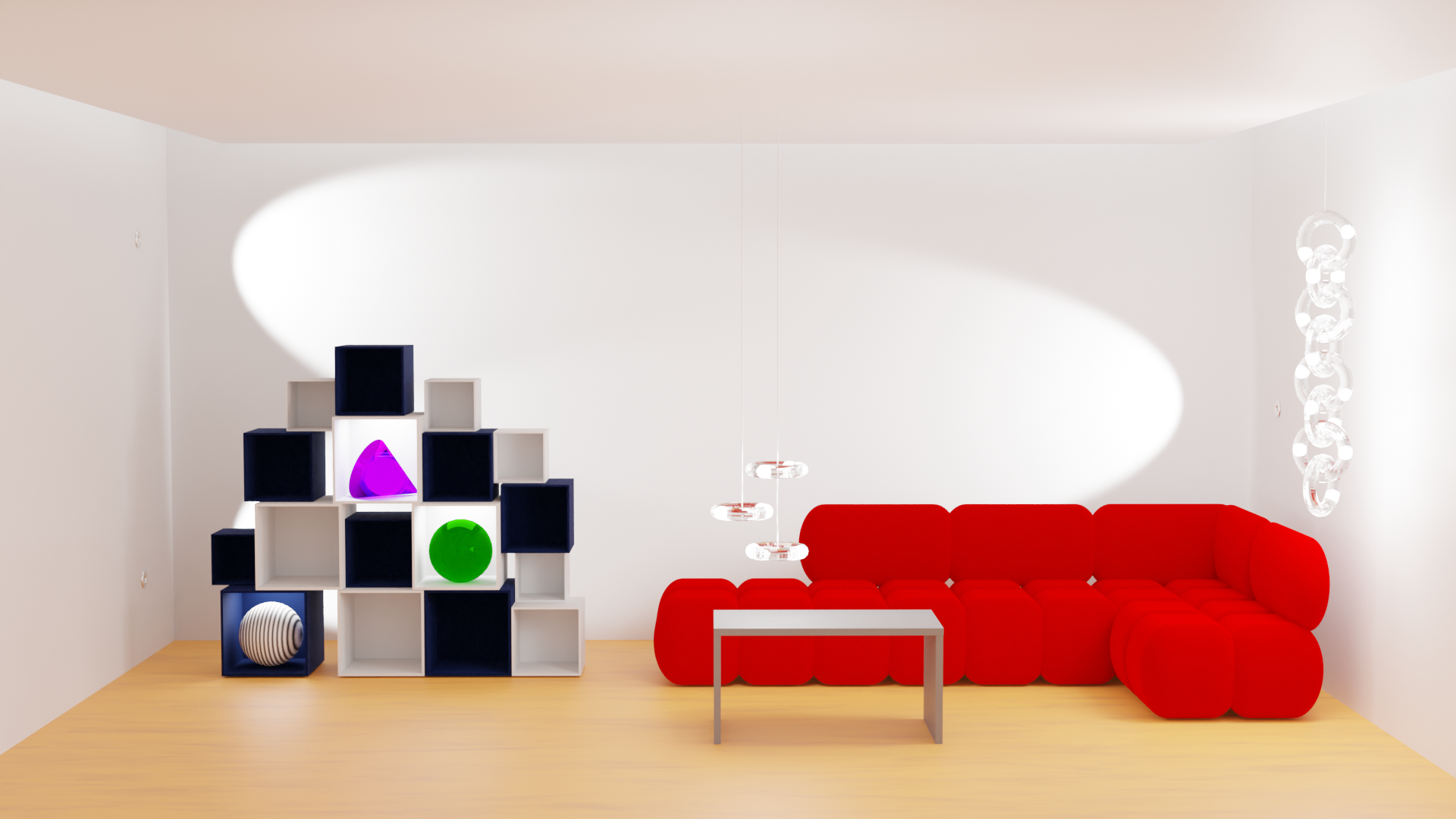
Dekorative Leuchten (wie diese beiden Sets von Pendelleuchten) brauchen, wenn der Raum fachgerecht ausgeleuchtet ist, nur gerade so viel Licht abzugeben, dass man sie beachtet.

Ganz unterschiedliche Wirkungen werden erreicht abhängig von der Position der Lampe und davon, welche Fläche beleuchtet wird. Lichtdesigner neigen dabei generell dazu, Lichtquellen eher an der Peripherie eines Raumes zu platzieren als im Zentrum. Als unzweckmäßig gilt es auch, Lichtquellen so in der Nähe von Fenstern oder anderen Glasflächen zu positionieren, dass ihr Licht darin gespiegelt wird.

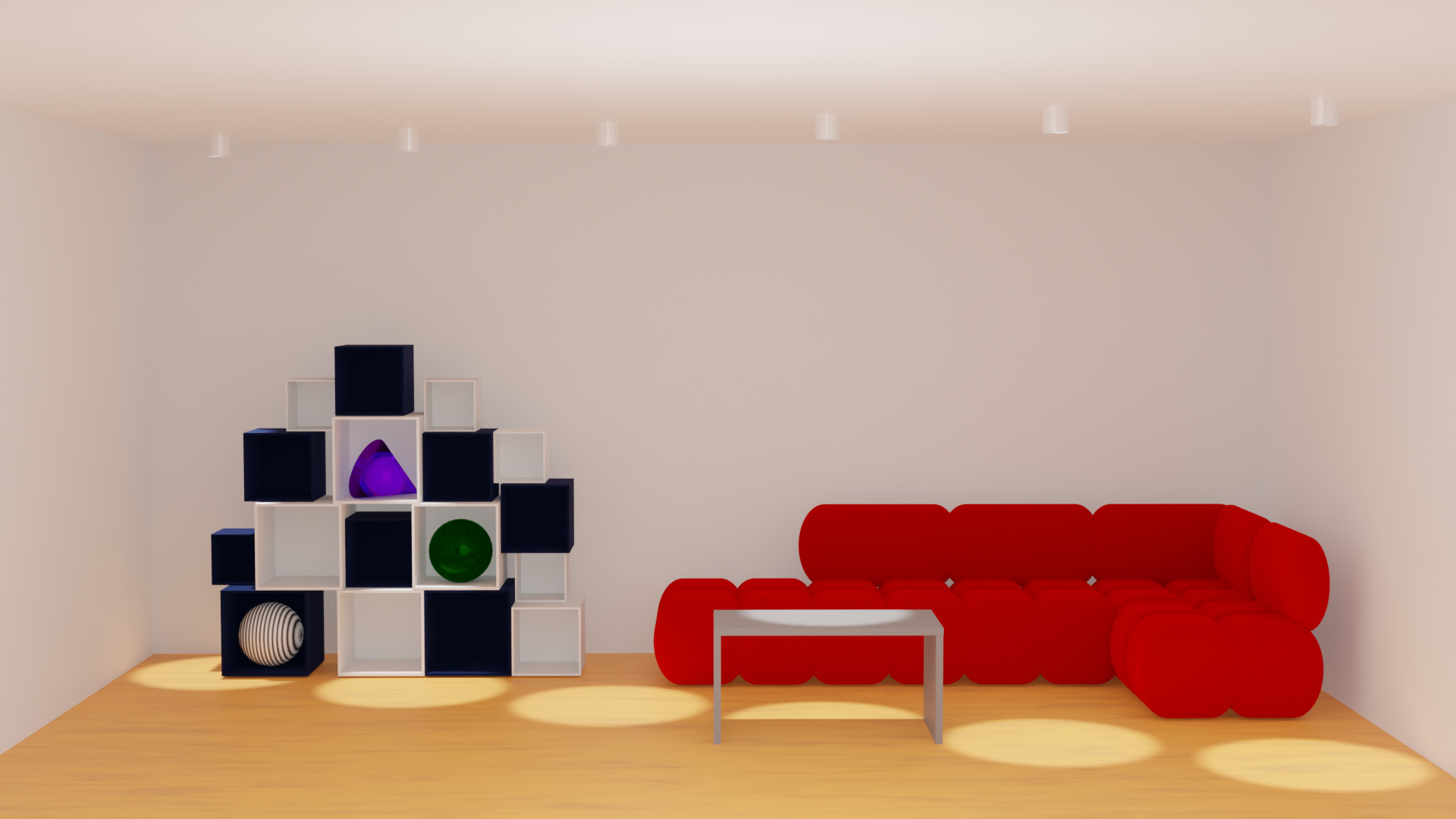
Licht von der Decke zum Boden

Von der Decke zum BodenDie konventionellste Technik der Innenraumbeleuchtung besteht darin, eine Lichtquelle an der Decke zu installieren (oder in die Decke zu versenken) und das Licht von dort nach unten zu richten, meist inspiriert dadurch, dass auch das Sonnenlicht von oben kommt. Je nachdem, wie dies gemacht ist, funktioniert es lichtdesignerisch in vielen Fällen tatsächlich, doch gibt es zahlreiche Alternativen, die oft zu besseren Ergebnissen führen.
Von der Decke zur WandAnstatt gegen den Boden kann eine an der Decke befindliche Lichtquelle auch gegen eine Wand gerichtet werden; die Wirkung ist meist, dass der Raum als heller und größer empfunden wird, als wenn man Boden beleuchtet.
Vom Boden zur WandIm Boden versenkte Lichtquellen können verwendet werden, um Wände, Decken, Soffitten und Ähnliches auszuleuchten. Je nachdem, wie dies gemacht ist, akzentuiert diese Technik entweder die Höhe und Vertikalität eines Raumes oder lässt ihn intimer wirken.
Von der Wand zur DeckeWenn die Lichtquelle nicht bodennah, sondern im oberen Bereich der Wand installiert wird, kann durch das Ausleuchten der Decke ein Eindruck von Offenheit erzeugt werden; oft genügt das Licht, um den Raum so hell zu machen, das nur noch wenig zusätzliche Lichtquellen (als Akzent- oder Aufgabenlicht) benötigt werden.
Von der Wand zurück zur WandWenn eine Wand ausgeleuchtet werden soll, Lichtquellen aber weder im Boden noch an der Decke installiert werden können, ist es möglich, Spezialleuchten stattdessen direkt auf die Wand zu setzen, die ihr Licht auf die Wand zurückwerfen.
FugenlichtArchitektonisch integrierte Wand- oder Deckenfugen können lineare Lichtquellen aufnehmen. Das daraus emittierte indirekte Licht akzentuiert die Formen des Raumes; auch kann es Tageslicht nachahmen.
Vom unteren Teil der Wand über den BodenBodennah installierte Lichtquellen, die den Boden beleuchten, werden konventionell an Treppenstufen verwendet, eignen sich aber auch für manche anderen Bodenflächen; meist werden sie in die Wand integriert.
Leuchtende ObjektePendelleuchten, Steh- und Tischleuchten, Wandleuchten und Ähnliches – also leuchtende Objekte, die selbst Produkte von Designprozessen sind – werden von Lichtdesignern hauptsächlich dort eingesetzt, wo in einem ansonsten fertigen Lichtdesign krönende Schlusselemente gesetzt werden sollen. Meist brauchen sie nur wenig Licht zu geben.

### Komposition

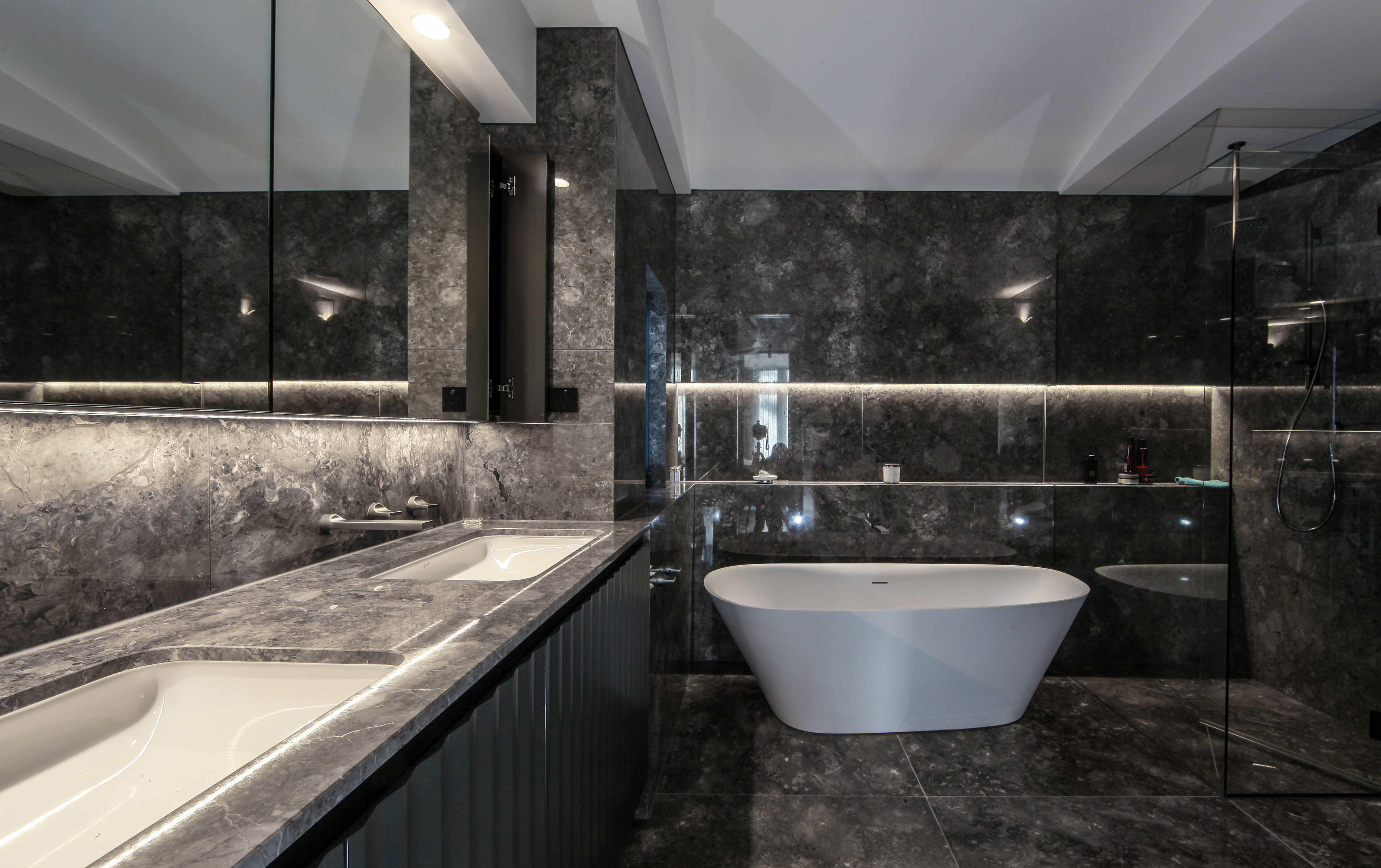
Ausgewogene Lichtkomposition in einem Bad

Wie jedes Design unterliegt auch Lichtdesign nicht nur dem Prinzip Form follows function, sondern auch den Gesetzen der künstlerischen Komposition. Akzentlicht etwa wird gesetzt, um visuelle Hierarchie zu erzeugen, d. h. den angeleuchteten Elementen vorrangige Aufmerksamkeit zu verschaffen.
Eine andere wichtige kompositorische Größe ist Balance: Wenn in einem Wohnraum beispielsweise eine Decke ausgeleuchtet wird (um viel Streulicht zu erhalten), werden gleichzeitig auch Elemente im unteren Raumbereich (z. B. der Couchtisch) beleuchtet, um die Aufmerksamkeit nach unten zu ziehen. Ebenso kann, wenn viele Strahler verwendet werden, der Einsatz von zusätzlichem linearen Licht die Unruhe ausbalancieren, die durch die Lichtbecken erzeugt wird.
Schlechte Lichtkomposition kann sich unter anderem auch darin zeigen, dass in einem Bereich zu viele Lichtquellen verwendet werden und visuelles Chaos hervorbringen.

### Schichten der Lichtgestaltung

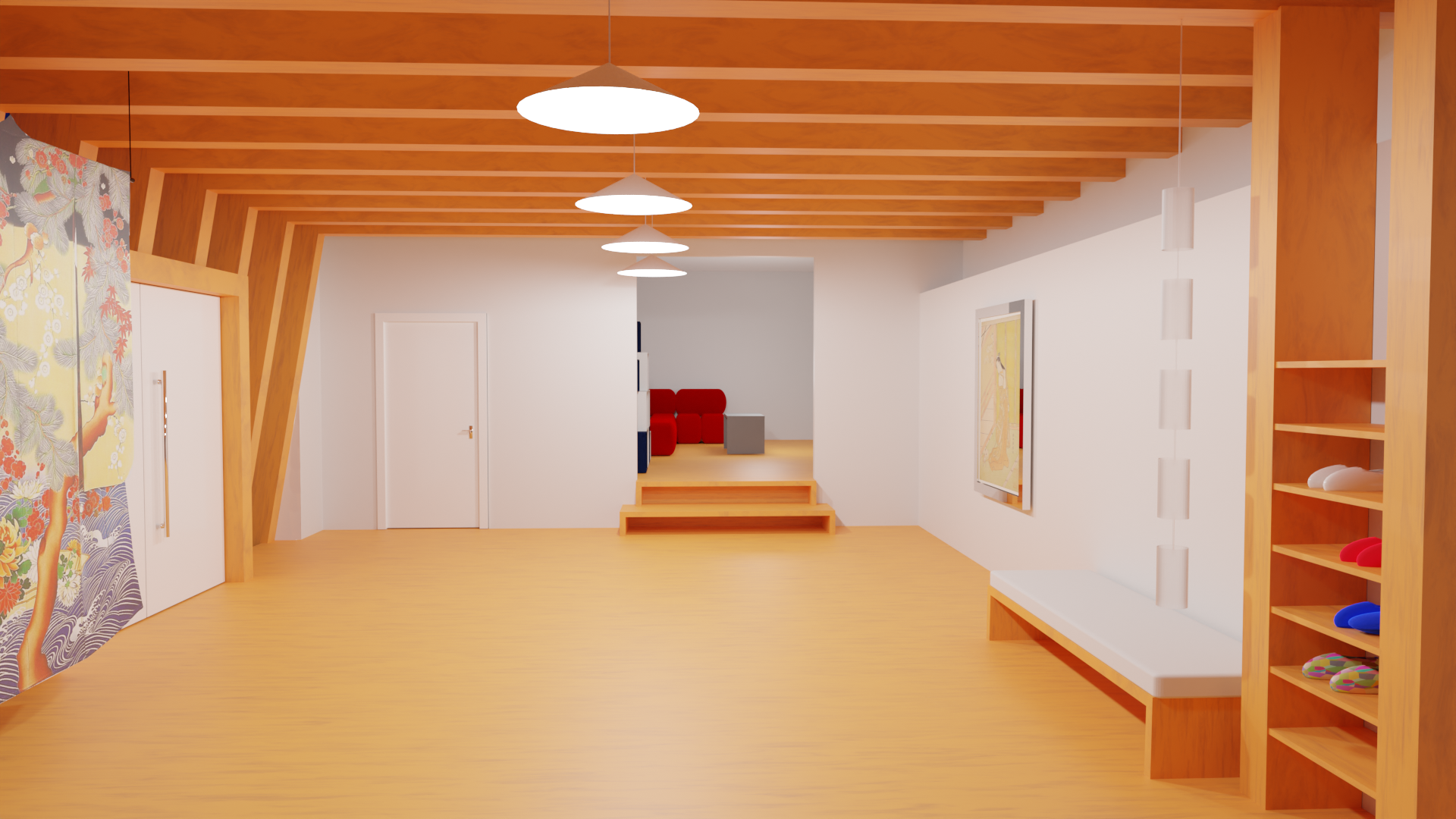
Eingangsraum in einem Haus, mit einer einzigen „Schicht“ von Licht. Lichtdesigner vermeiden diese Art von Beleuchtung.

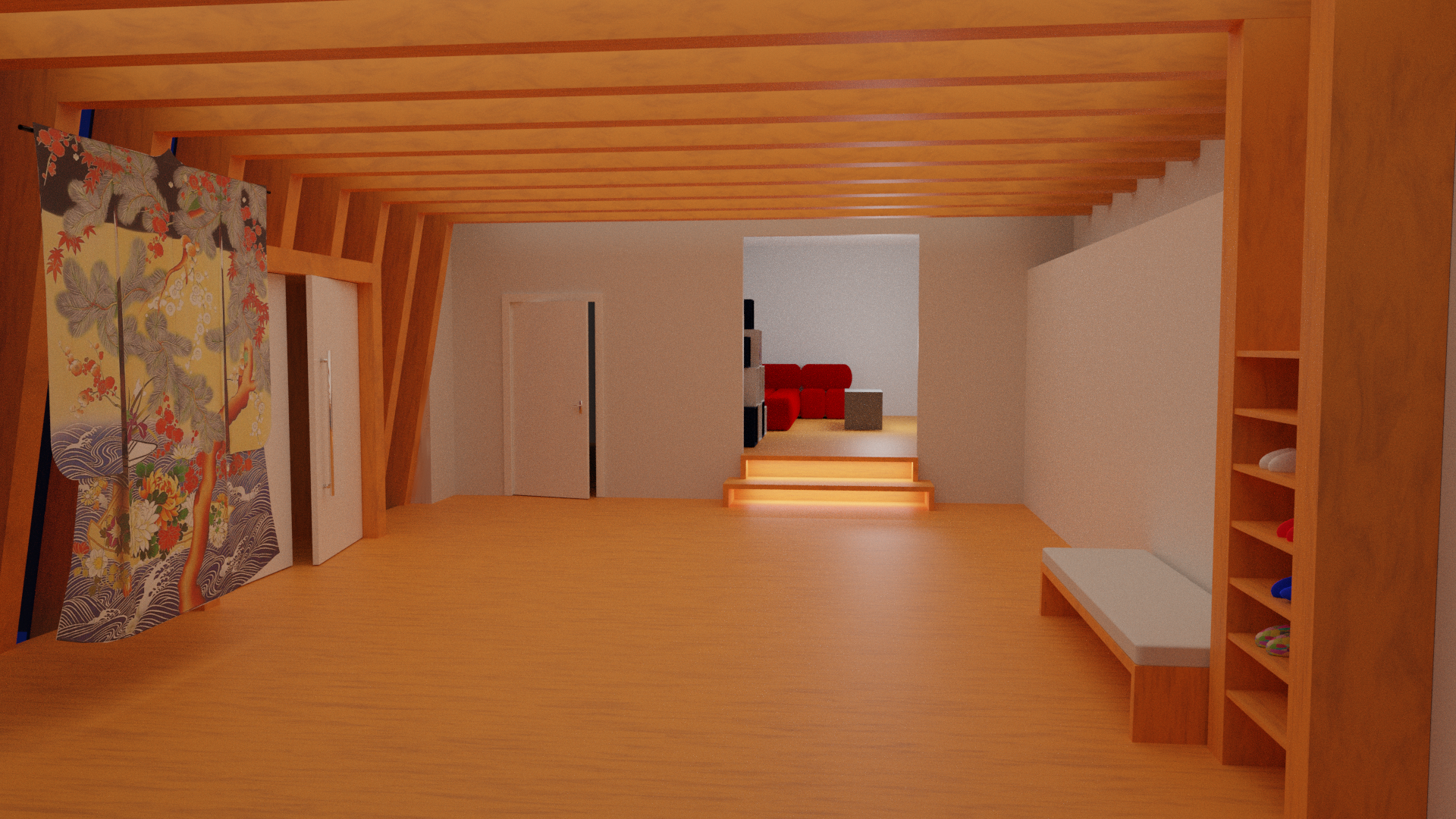
Stimmung: Gedämpftes, warmes, indirektes Licht (die Lampen sind über den Deckenbalken installiert), das durch die vielen Holzflächen noch wärmer erscheint, sorgt selbst in diesem großen und relativ hohen Raum für eine intime Atmosphäre.

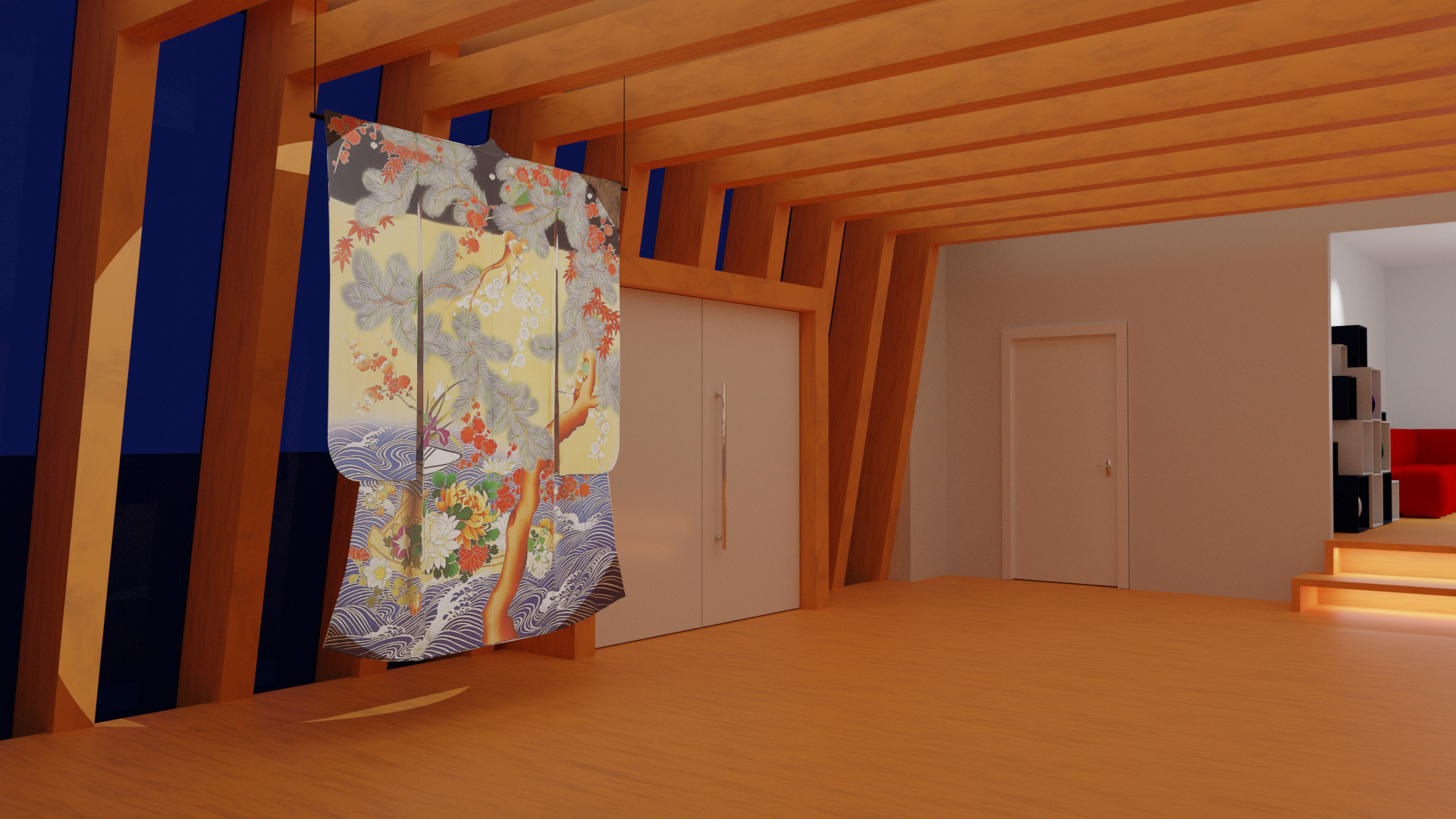
Akzentuierung von Objekten: Hier ist ein Strahler auf einen besonders schönen Kimono gerichtet.

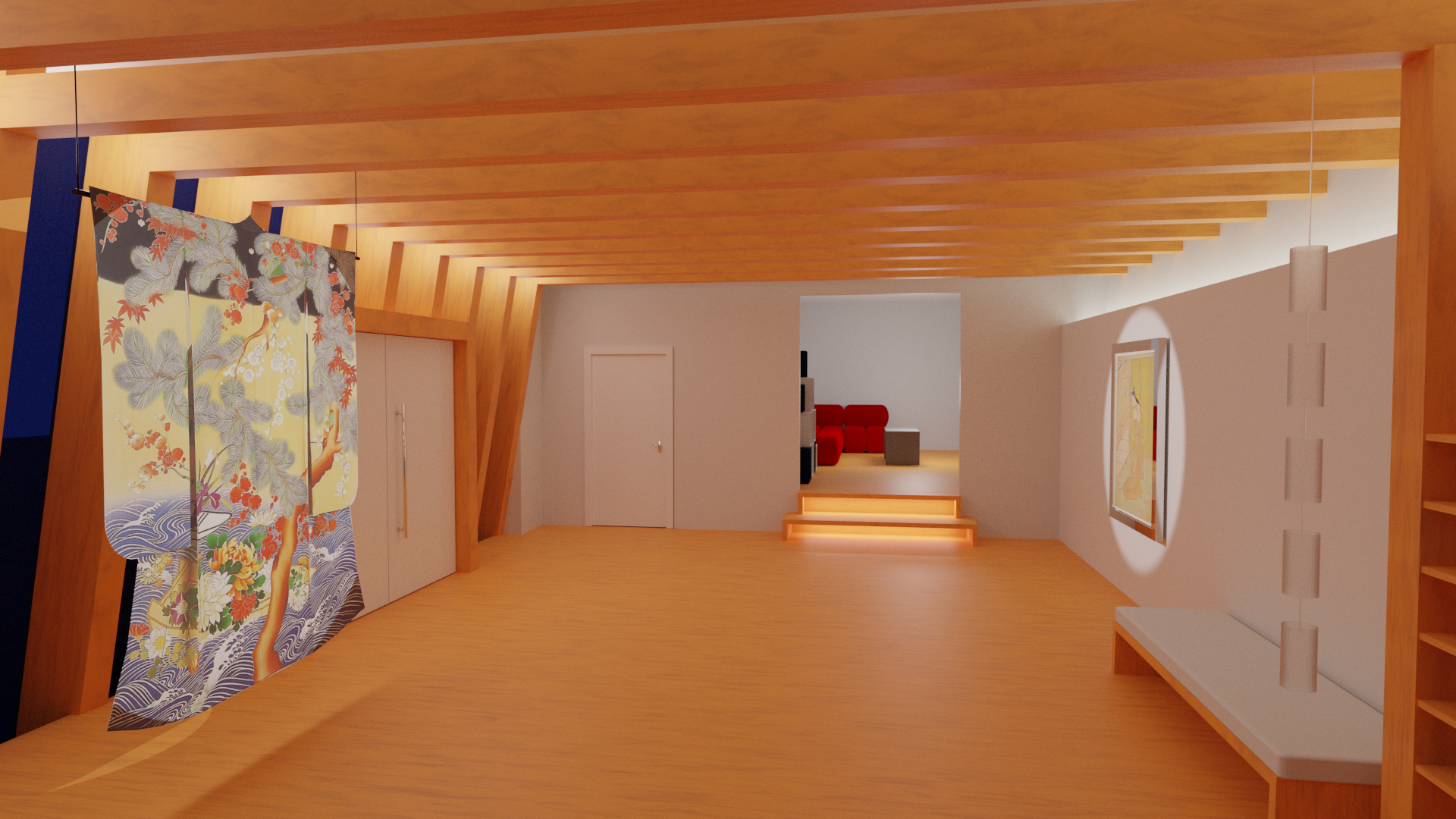
Akzentuierung der Architektur: Punktlampen zwischen den Deckenbalken (links) und lineare Lampen, die (rechts) im Mauerrücksprung verborgen sind, heben die Formen der ungewöhnlich gestalteten Raumdecke hervor.

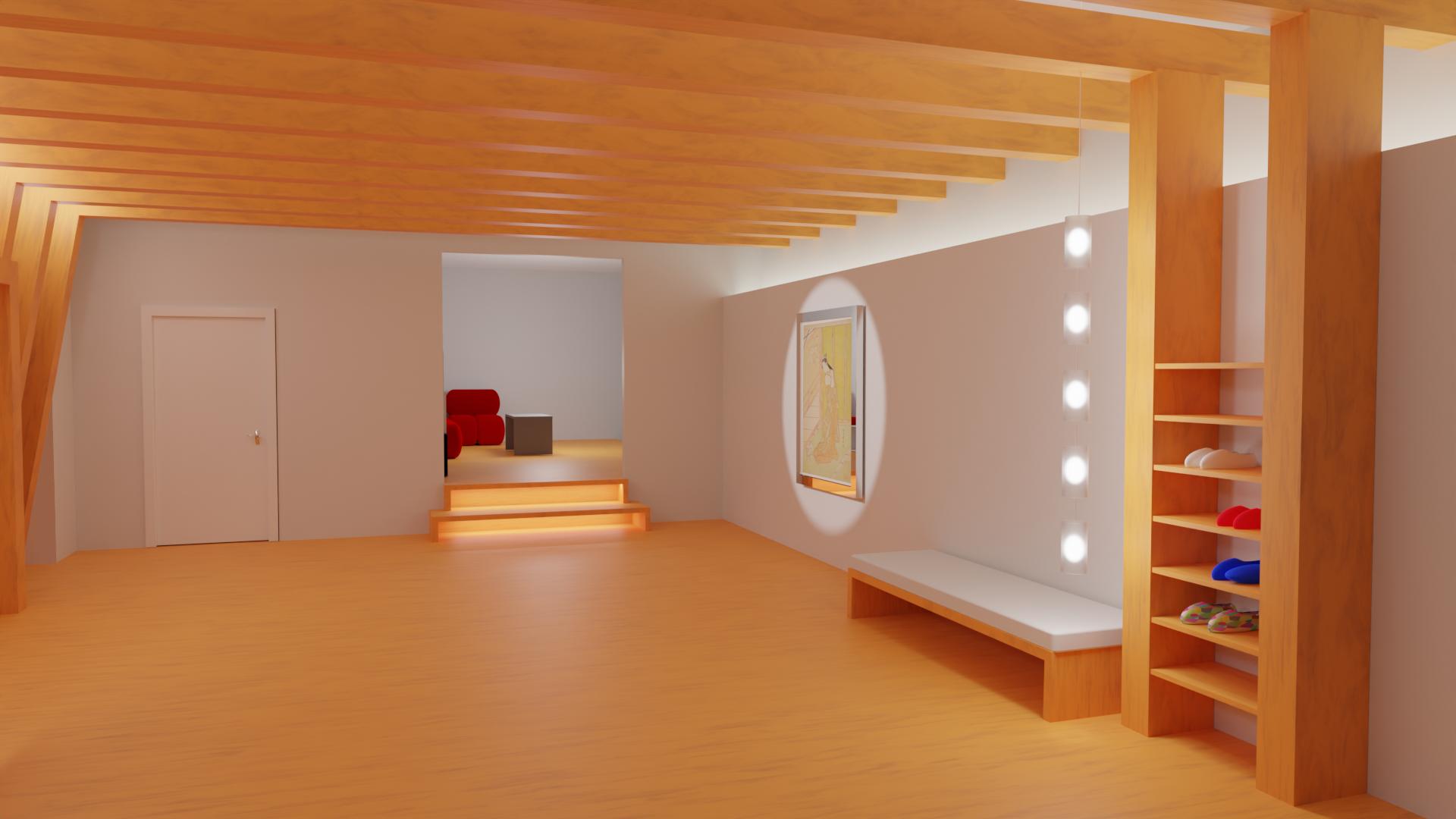
Aufgabenlicht: Damit Bewohner und Gäste genug Licht haben, um ihre Schuhe an- und auszuziehen, wurde zusätzlich eine Pendelleuchte installiert; aufgrund der bereits vorhandenen Beleuchtung braucht sie nur wenig Licht zu geben.

Konventionell werden für Wohnräume als Hauptlicht oft Lampen oder Leuchten ausgewählt, die an der Decke befestigt sind und ihr Licht nach unten richten. In vielen Fällen leuchten diese in erster Linie den Boden aus. Das Ausleuchten des Bodens jedoch trägt, insbesondere wenn dieser Boden dunkel ist, wenig dazu bei, dass der Raum als hell empfunden wird.

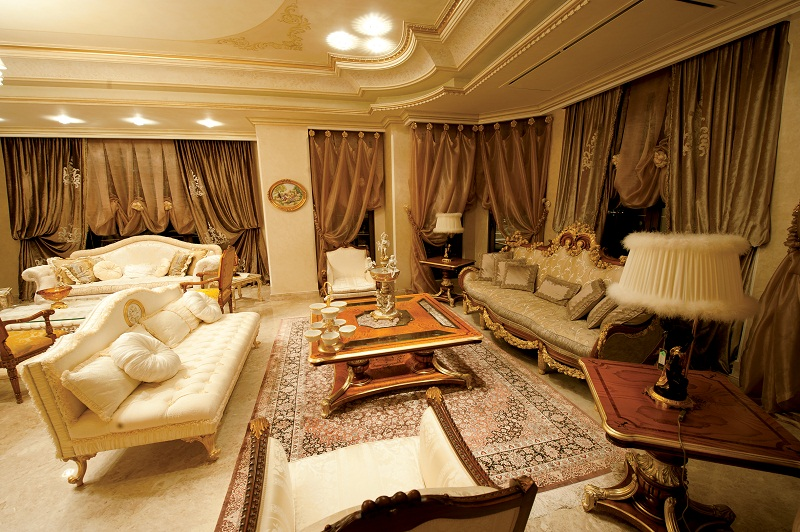
Nach unten gerichtete Deckenstrahler als Hauptlichtquellen
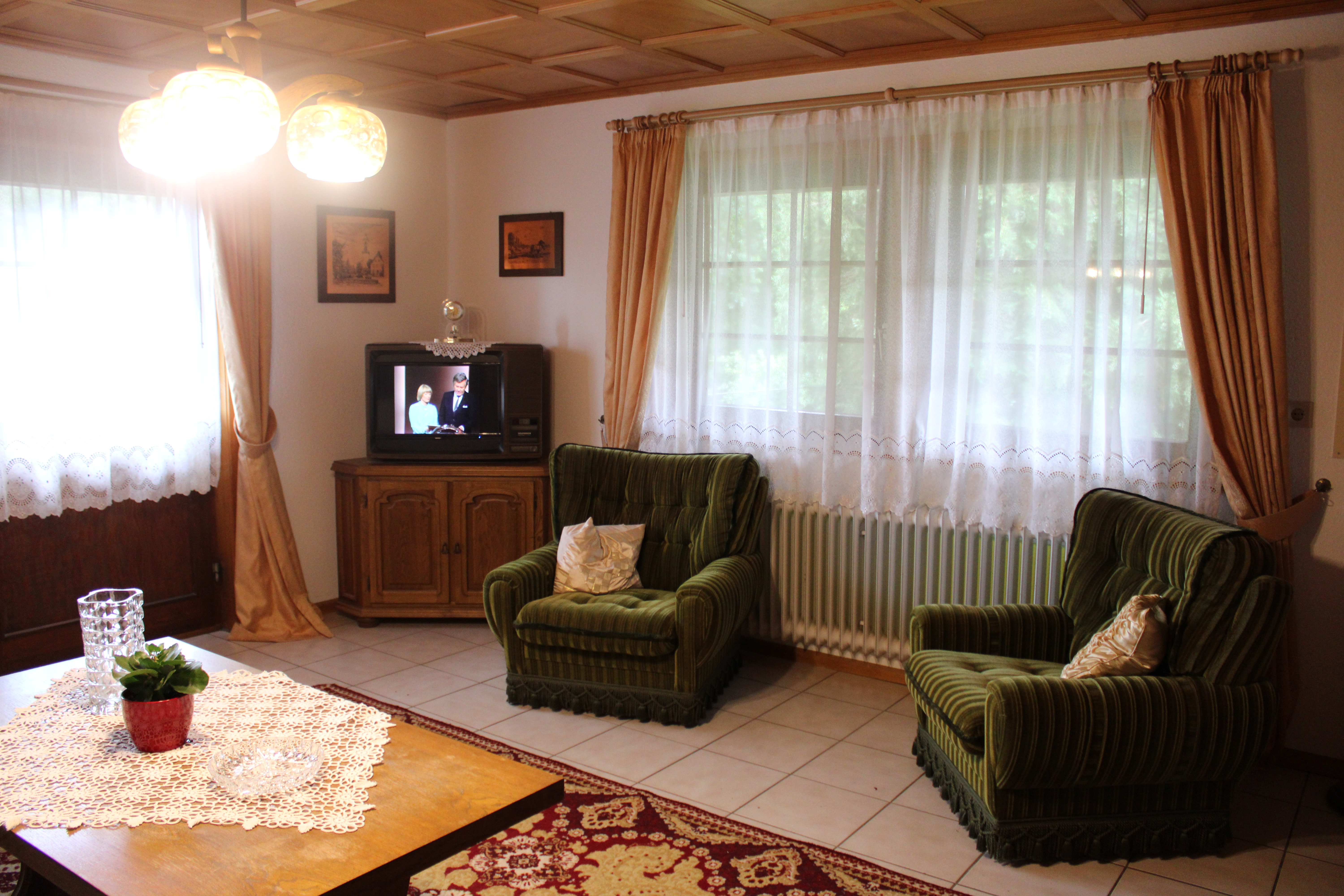
Hängeleuchte als Hauptlichtquelle
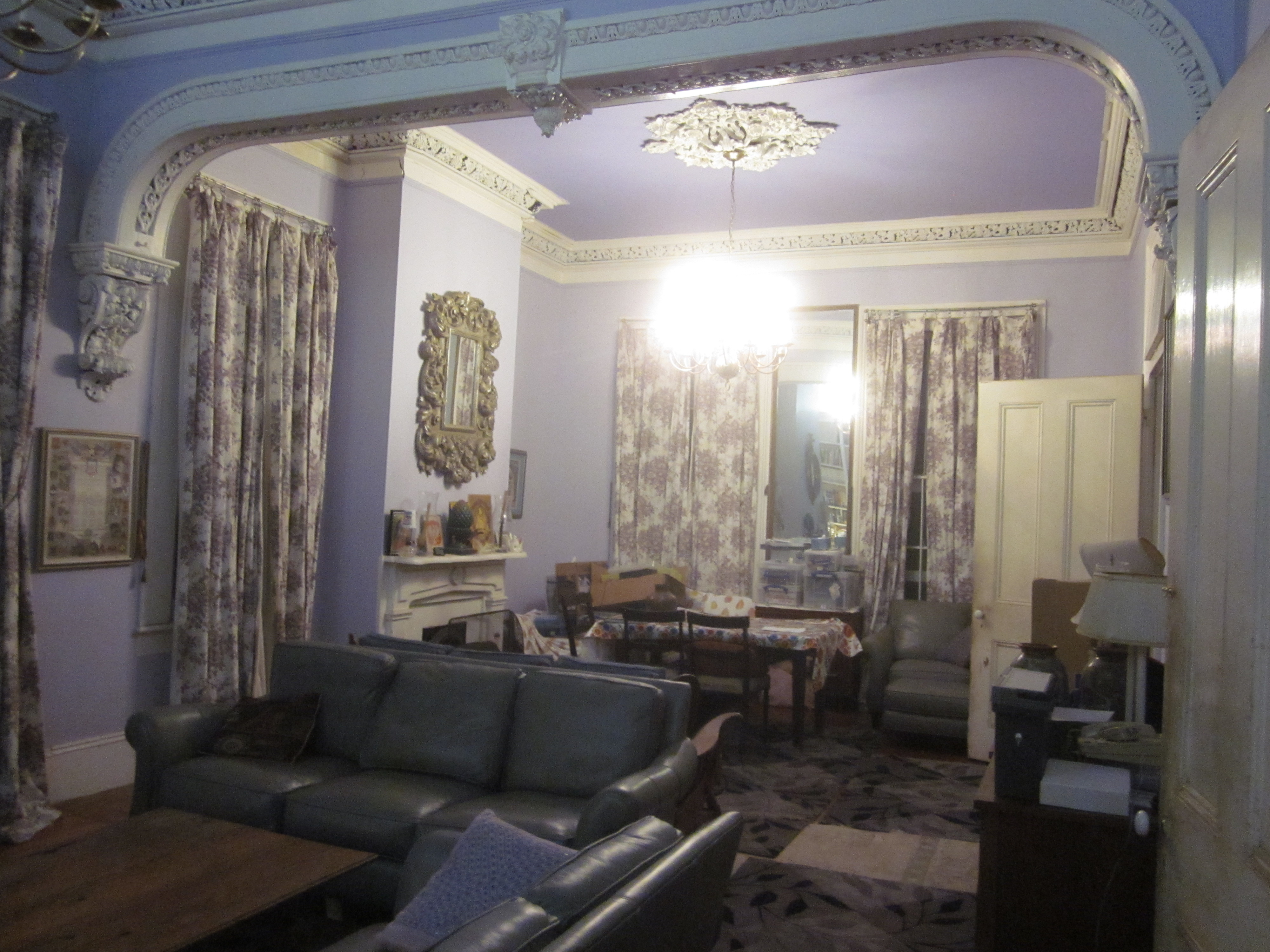
Kronleuchter als Hauptlichtquelle
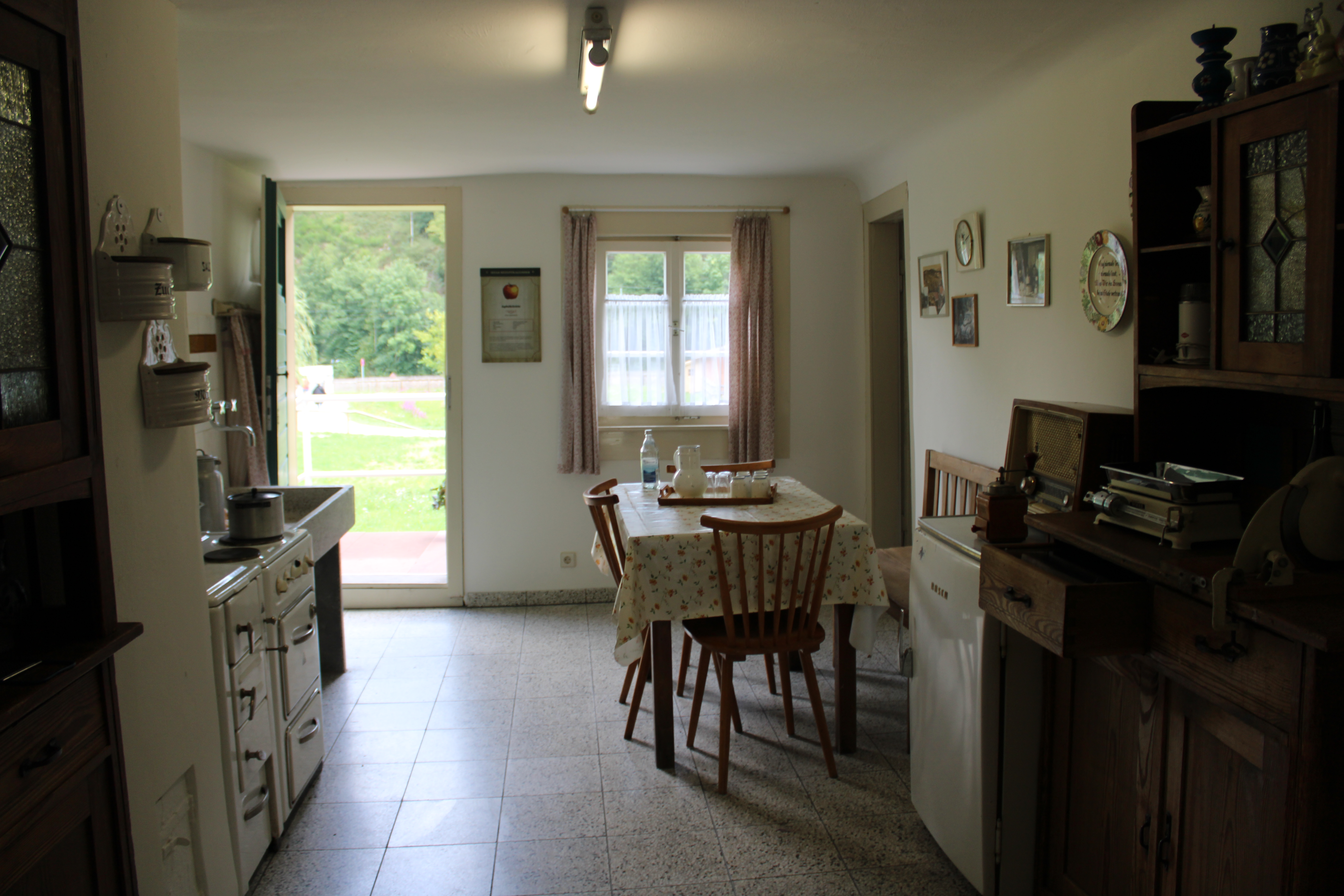
Arbeitslicht als Hauptlichtquelle in einer Küche
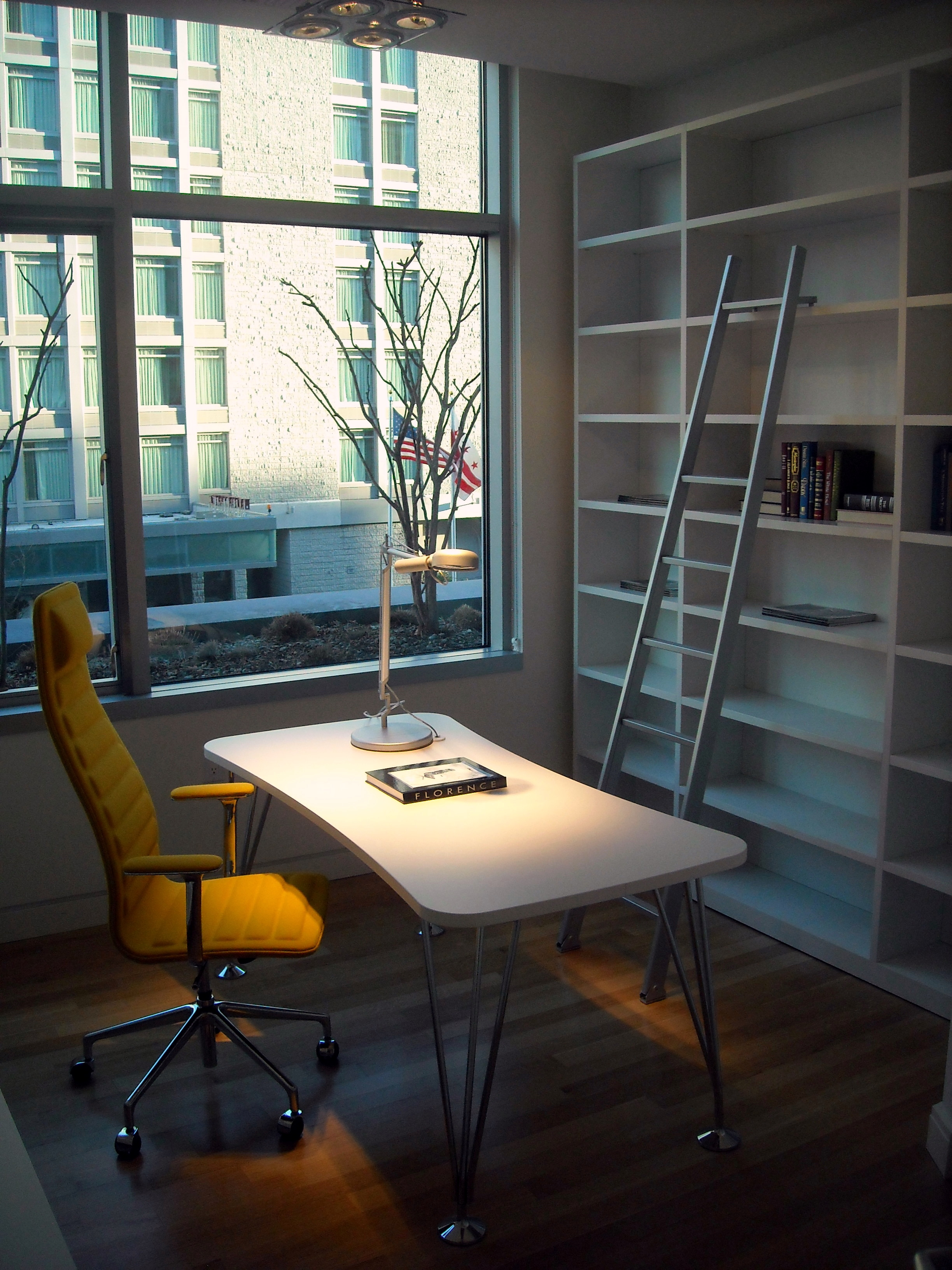
Arbeitslicht als Hauptlichtquelle in einem Home Office

Als Hauptlichtquellen wenig geeignet sind auch Leuchten, die einen lichtfilternden Lampenschirm oder, wie Kronleuchter, dekorative Elemente zur Lichtbrechung umfassen; denn um genug Licht emittieren zu können, müssten diese „leuchtenden Objekte“ selbst übermäßig hell sein, wodurch sie alle Blicke auf sich ziehen und den falschen Eindruck erwecken, dass der Raum immer noch dunkel sei (siehe weiter oben).
Einen Raum ausschließlich mit Arbeitslicht auszustatten, gilt ebenfalls als schlechtes Lichtdesign, und zwar unter anderem deshalb, weil damit die Gelegenheit versäumt wird, im Raum eine freundliche Stimmung zu setzen, die das Verweilen darin angenehm macht.
In den meisten Fällen ist von Vorteil, wenn ein Raum auf komplexere Weise ausgeleuchtet wird. Lichtdesigner unterscheiden, wenn sie einen Beleuchtungsplan entwickeln, fünf Schichten der Lichtgestaltung, die aufeinander abgestimmt werden, denen in der Regel aber jeweils eigene Lichtquellen zugrunde liegen. Obwohl nicht immer alle fünf Schichten erforderlich sind, gehen Lichtdesigner grundsätzlich (wenn auch nicht immer strikt) in der folgenden Reihenfolge vor:

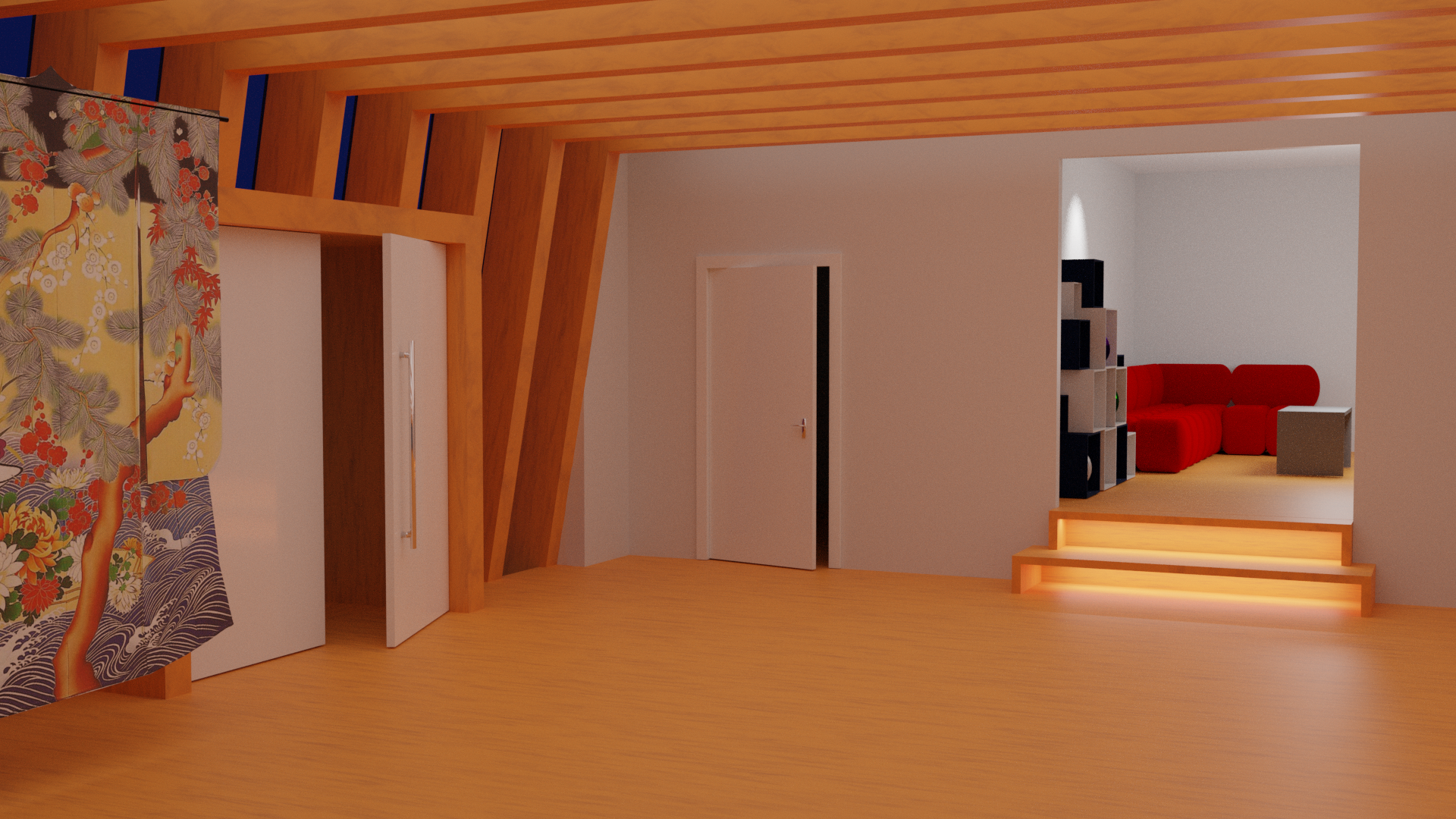
Choreografie: Die beleuchteten Stufen weisen Bewohnern und Gästen den Weg in den Wohnbereich.

1. ChoreografieLicht wird verwendet, um in einem Raum Pfade und Ziele auszuweisen, zu denen jemand, der darin eintritt, hin orientiert werden soll. Die Metapher der „Choreografie“ wird in diesem Zusammenhang darauf bezogen, wie Betrachter sich durch ein Design bewegen und wie sie damit interagieren. Menschen sind „phototrop“ und fühlen sich zu hellen Flächen und Objekten hingezogen. Lichtarchitektur kann dies nutzen, um Menschen durch gezielte Lichtarrangements in bestimmte Bahnen zu lenken. In einer Wohnung lässt sich dieses Gestaltungsprinzip beispielsweise in einem Flur anwenden, in dem Gästen, wenn sie die Wohnung betreten haben, der Weg zum Wohnbereich gewiesen werden soll; von den Zugängen zu Schlafzimmern oder Hauswirtschaftsräumen dagegen würde man durch eine Minimierung ihrer Beleuchtung ablenken.
2. Stimmung und RaumwirkungBestimmte Lichtparameter – insbesondere Lichtstärke (gedämpft vs. hell), -farbe (warm vs. kühl, oder eine spezifische Farbe) und -textur (gerichtet vs. gestreut) – werden verwendet, um in einem Raum Emotionen zu setzen und eine bestimmte Benutzungsweise zu ermutigen. In einem Wohnraum z. B. soll oft eine Stimmung von Entspannung erzeugt werden und die Aufforderung, es sich bequem zu machen. Die Stimmung, die durch eine bestimmte Beleuchtung gesetzt wird, lässt sich beispielsweise als „heimelig“, „grell“ oder „glanzvoll“ beschreiben. Beim Designen der drei nachfolgenden Lichtschichten kann sich herausstellen, dass die Grundbeleuchtung (Schicht 2) korrigiert werden muss.
3. Akzentuierung ausgewählter ObjekteWenn in einem Raum interessante Objekte vorhanden sind, auf die besonders hingewiesen werden soll – etwa ein Kunstwerk, ein großes Musikinstrument, eine schöne Blumenvase, ein Bücherregal —, wird Licht verwendet, um dieses Objekt visuell besonders hervorzuheben. Wie bei der Lichtchoreografie machen Lichtdesigner sich hier zunutze, dass Menschen sich von Licht angezogen fühlen; die Akzentuierung von Objekten provoziert jedoch nicht so sehr eine körperliche Annäherung, sondern eher ein Hinschauen. Unterschiedlich beschaffene Objekte erfordern dabei unterschiedliche Beleuchtung. Wenn beispielsweise die Textur hervorgehoben werden soll, verwendet man steil gerichtetes Licht; soll sie im Gegenteil verborgen werden, ist stärker gestreutes Licht vorzuziehen. Eine dekorative Leuchte kann auch selbst Teil dieser Belechtungsschicht sein.
4. Artikulation und Akzentuierung der Architektur des RaumesLicht wird verwendet, um die Form und Architektur eines Raumes zu artikulieren und zu akzentuieren. So kann es verwendet werden, um einen Raum weiter, enger, tiefer, kürzer, höher oder niedriger wirken zu lassen, als er tatsächlich ist. Wenn er besonders interessante architektonische Merkmale hat – etwa eine ungewöhnlich gestaltete Decke, eine Soffitte, eine Empore, eine Nische oder eine Wendeltreppe – wird Licht überdies verwendet, um diese Merkmale wirkungsvoll in Szene zu setzen.
5. AufgabenlichtWenn Bereiche in einem Raum für bestimmte Zwecke vorgesehen sind, wird Licht auf diese Funktionen speziell zugeschnitten. In einer Küche z. B. werden die Arbeitsflächen (einschließlich Spüle und Herd) gut ausgeleuchtet. Wo ein Klavier vorhanden ist, wird Licht zum Lesen der Noten und auf den Tasten des Instruments benötigt. Die Schicht des Arbeitslichts wird im Prozess der Lichtgestaltung an letzter Stelle entwickelt, nicht weil das Arbeitslicht am wenigsten wichtig ist, sondern weil nach dem Designen der vorausgegangenen vier Schichten für die Einrichtung von gutem Arbeitslicht häufig nur noch kleine Ergänzungen und Anpassungen notwendig sind.
Siehe auch: Beleuchtung von Aufgabenbereichen

### Beleuchtung individueller Funktionsbereiche in Wohnungen
Einige Funktionsbereiche in Wohnungen stellen an die Beleuchtung spezifische Anforderungen. Manche Bereiche erfordern Licht, das speziell für einen bestimmten Nutzungszweck, eine bestimmte Aufgabe oder einen bestimmten Benutzer eingerichtet sein muss (Lesebereiche beispielsweise erfordern Streulicht, häusliche Werkstätten eine Mischung aus Streulicht und gerichtetem Licht, Spielbereiche für kleine Kinder gerichtetes Licht). Andere Funktionsbereiche in einer Wohnung werden vielfältig genutzt und erfordern darum entweder eine vielseitige oder eine variable Beleuchtung. Wieder andere weisen oft typische architektonische, bauliche oder technische Probleme auf, die bei der Einrichtung der Beleuchtung berücksichtigt werden müssen.

## Innenbeleuchtung mit Tageslicht
Lichtdesign bedeutet, Tageslicht ebenso gezielt gestalterisch einzusetzen, wie dies auch mit künstlichem Licht gemacht wird; fünfschichtiges Beleuchten ist mit Tageslicht ebenso möglich wie mit Kunstlicht:

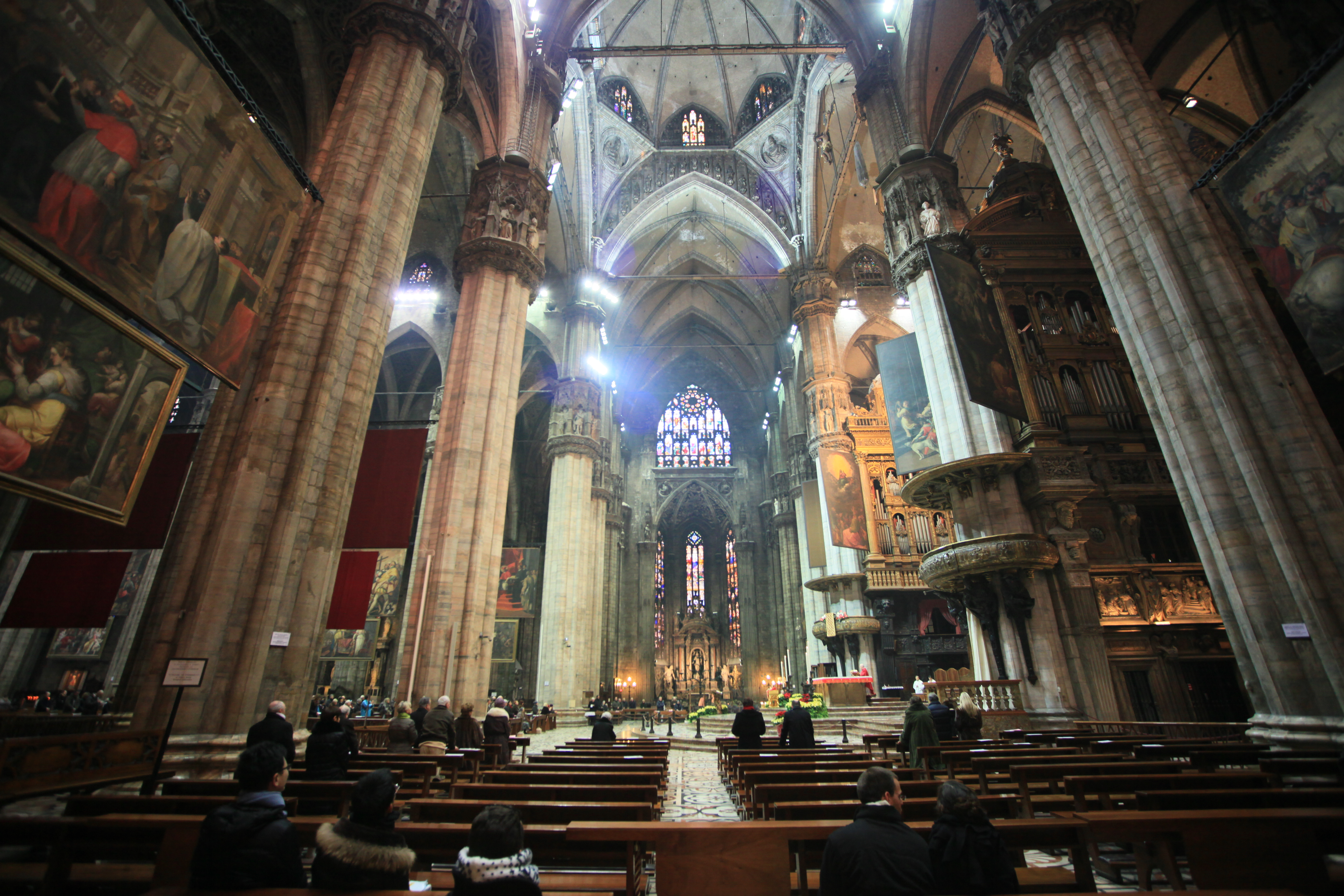
Choreografie: In einer gotischen Kirche weist Tageslicht den Gläubigen den Weg zur Vierung.
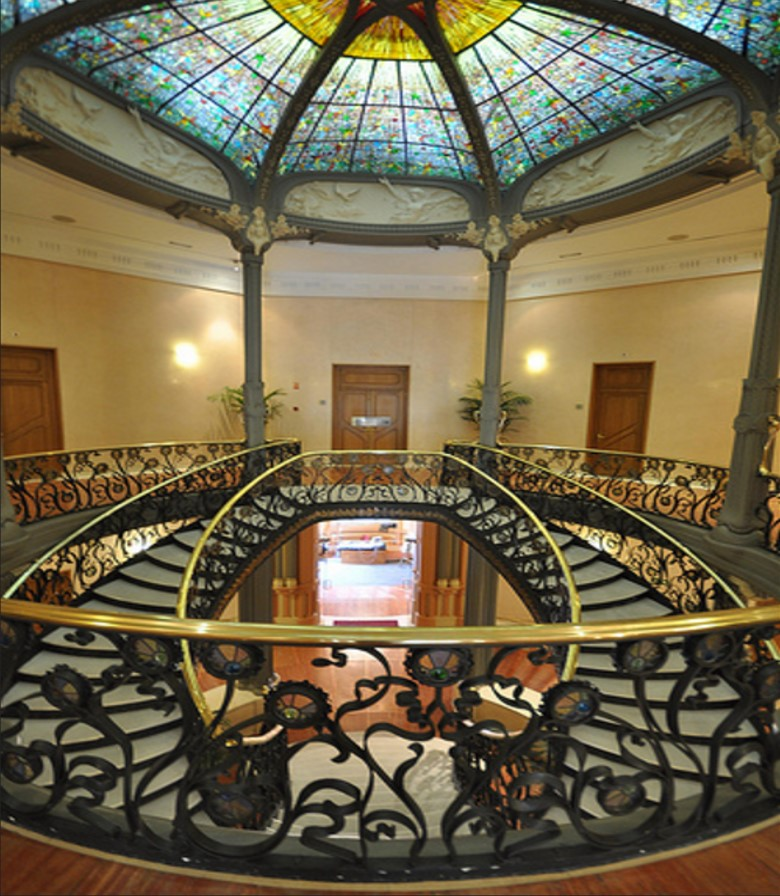
Stimmung: Farbige Glaskuppel über dem Foyer eines Hotels
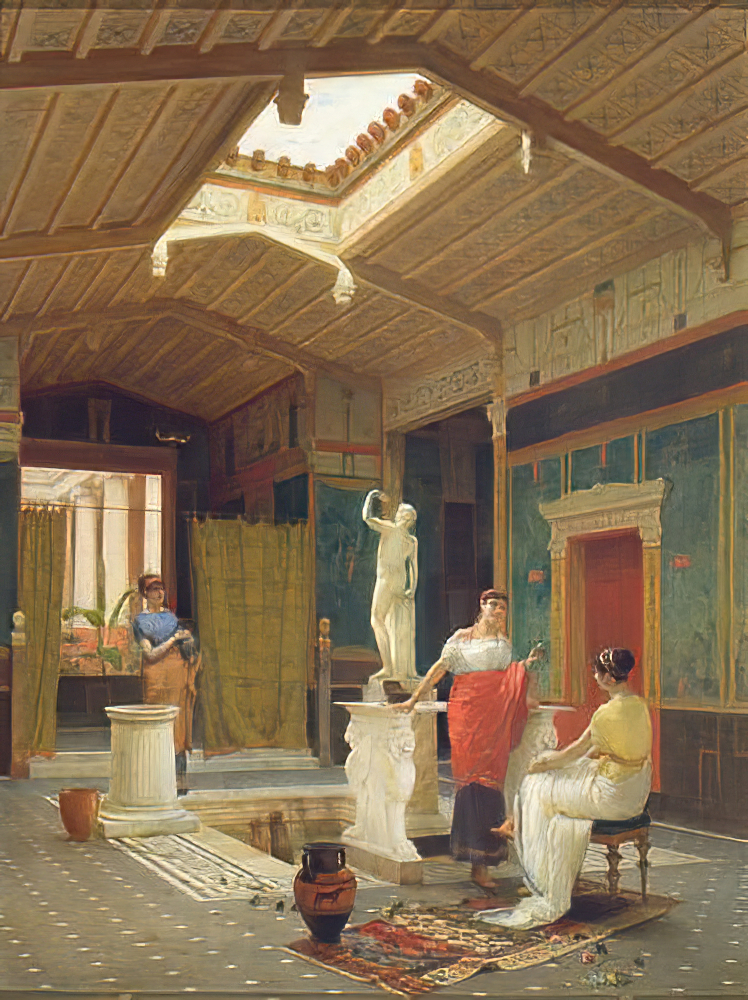
Akzent auf Objekten: Compluvium und Impluvium mit Kunstobjekten in einem antiken Atrium
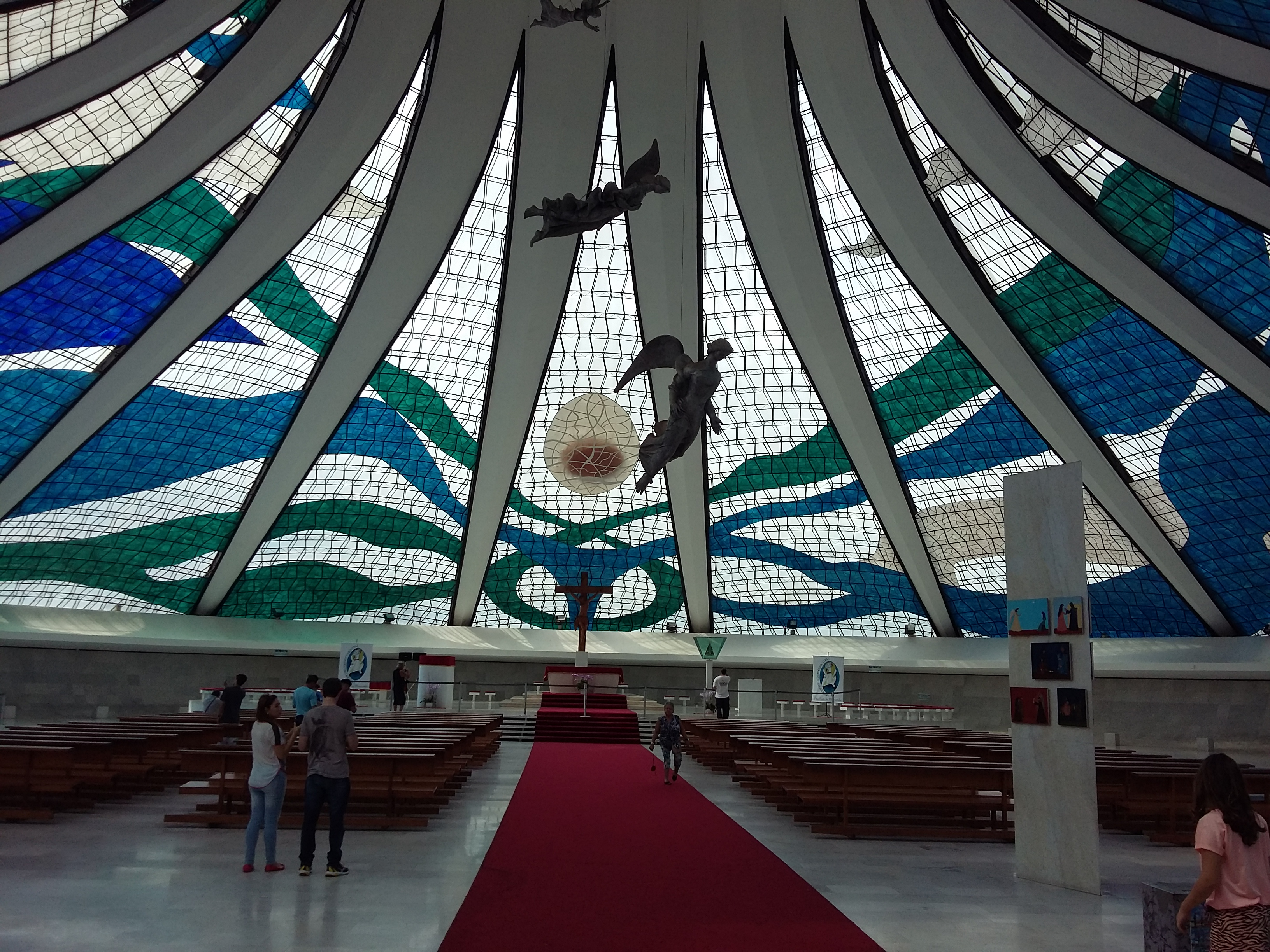
Artikulation von Architektur: Tageslicht enthüllt die besondere Gestalt einer Kathedrale.
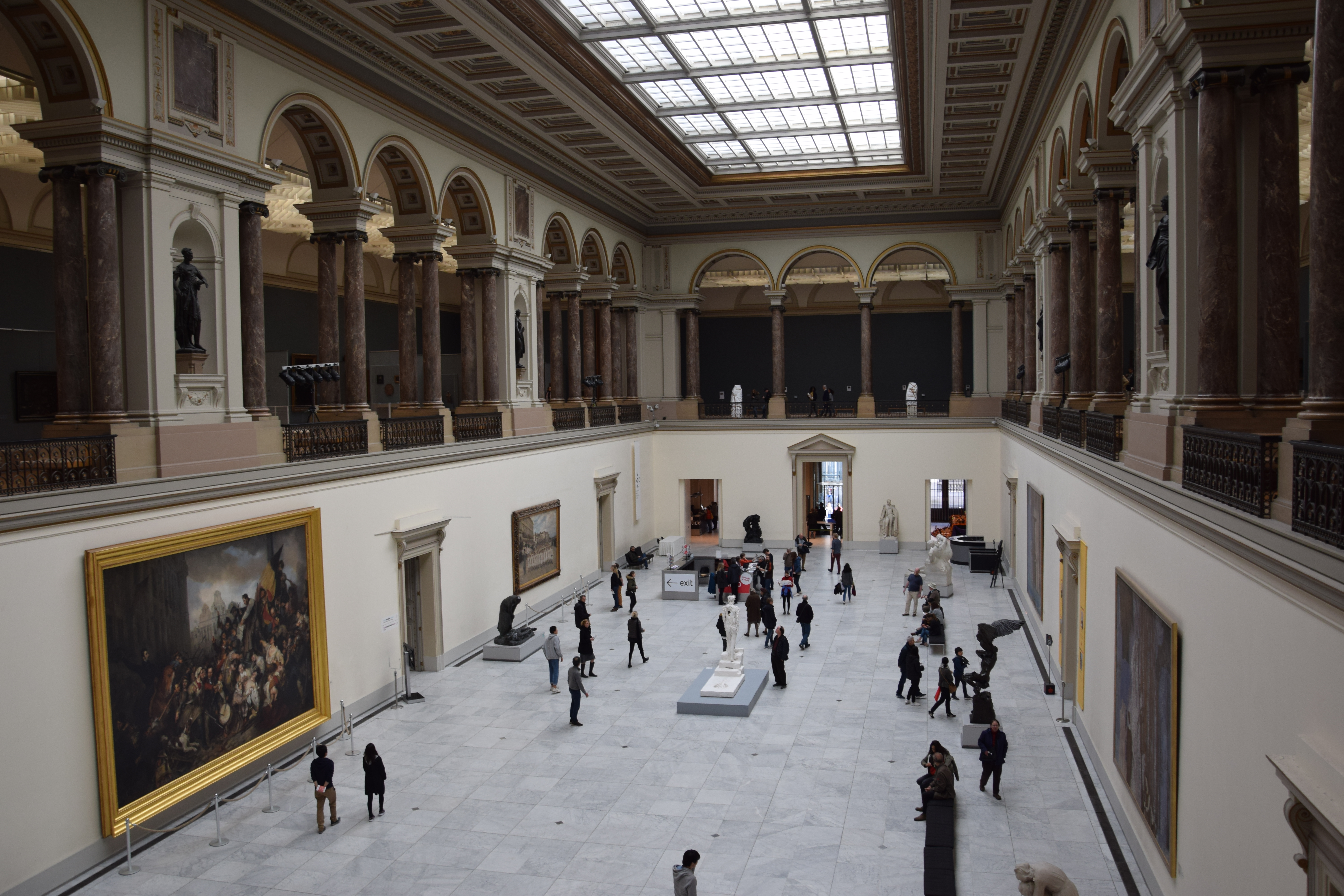
Aufgabenlicht: Oberlicht für ganztägiges Streu- und Himmelslicht in einem Kunstmuseum

Lichtdesigner unterscheiden grundlegend zwischen Fenstern, die der Aussicht dienen, und solchen, die Tageslicht einlassen, aber nicht notwendig Aussicht bieten sollen.

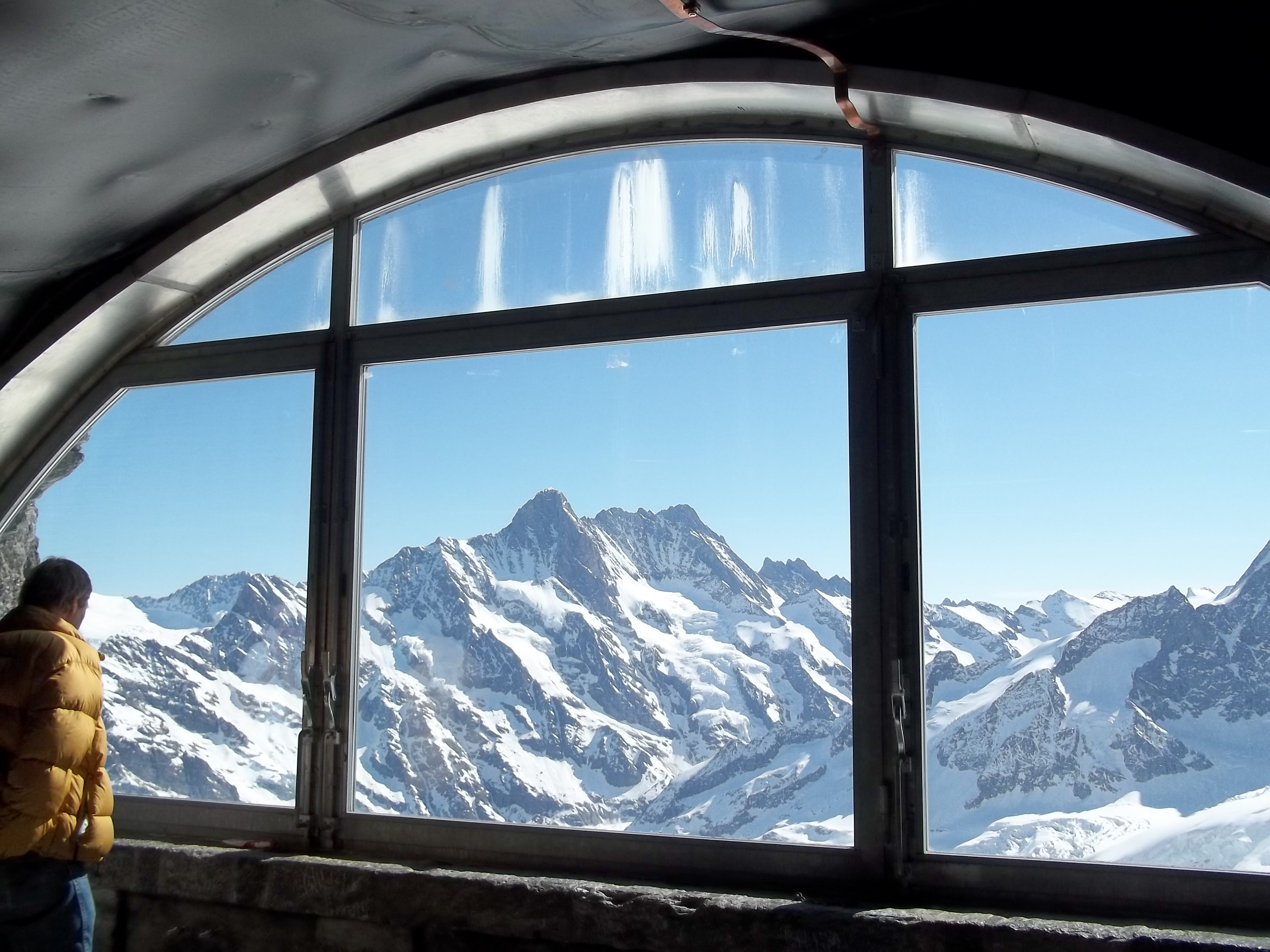
Ein Fenster zum Herausschauen
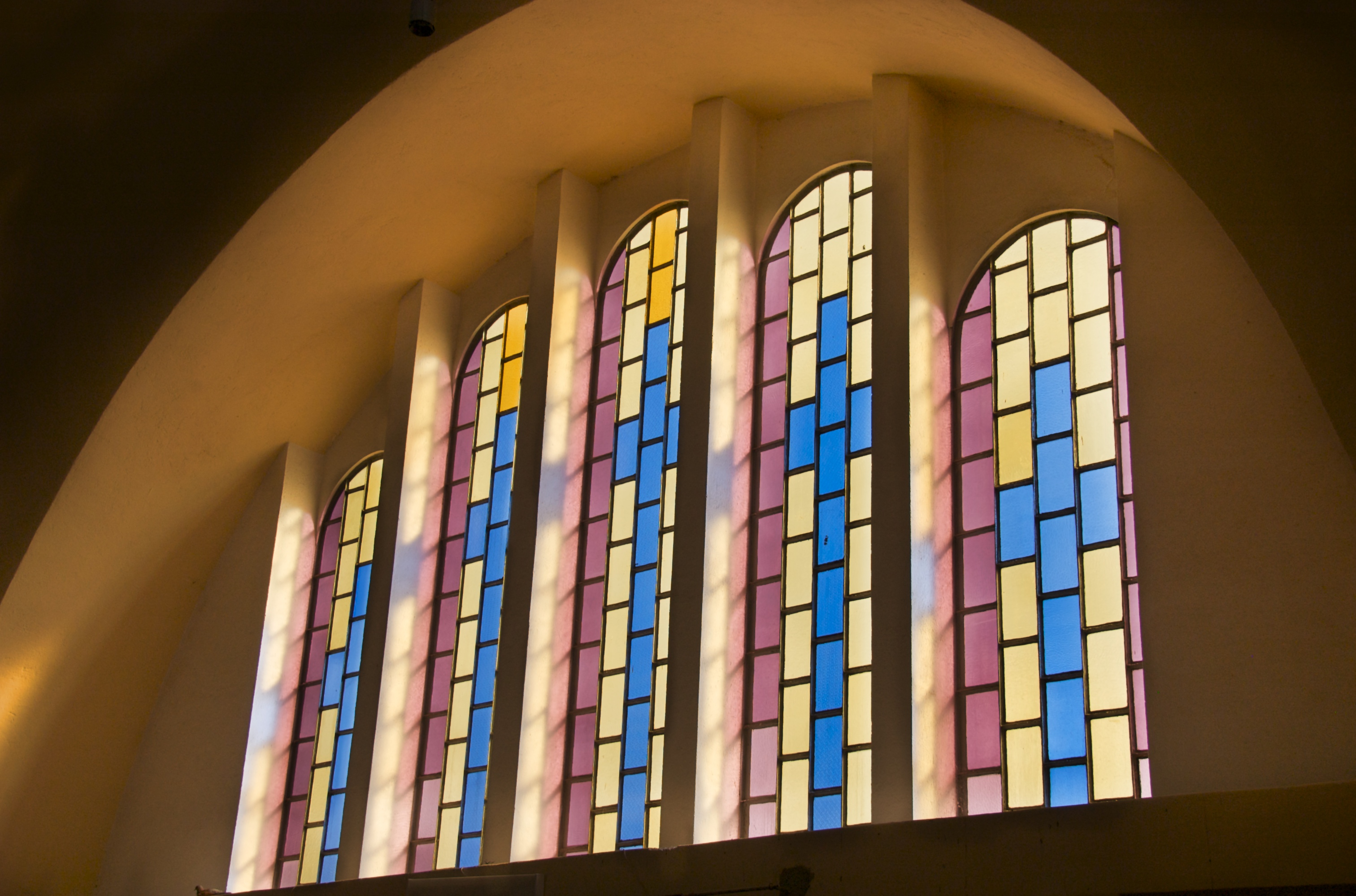
Ein Fenster für Licht
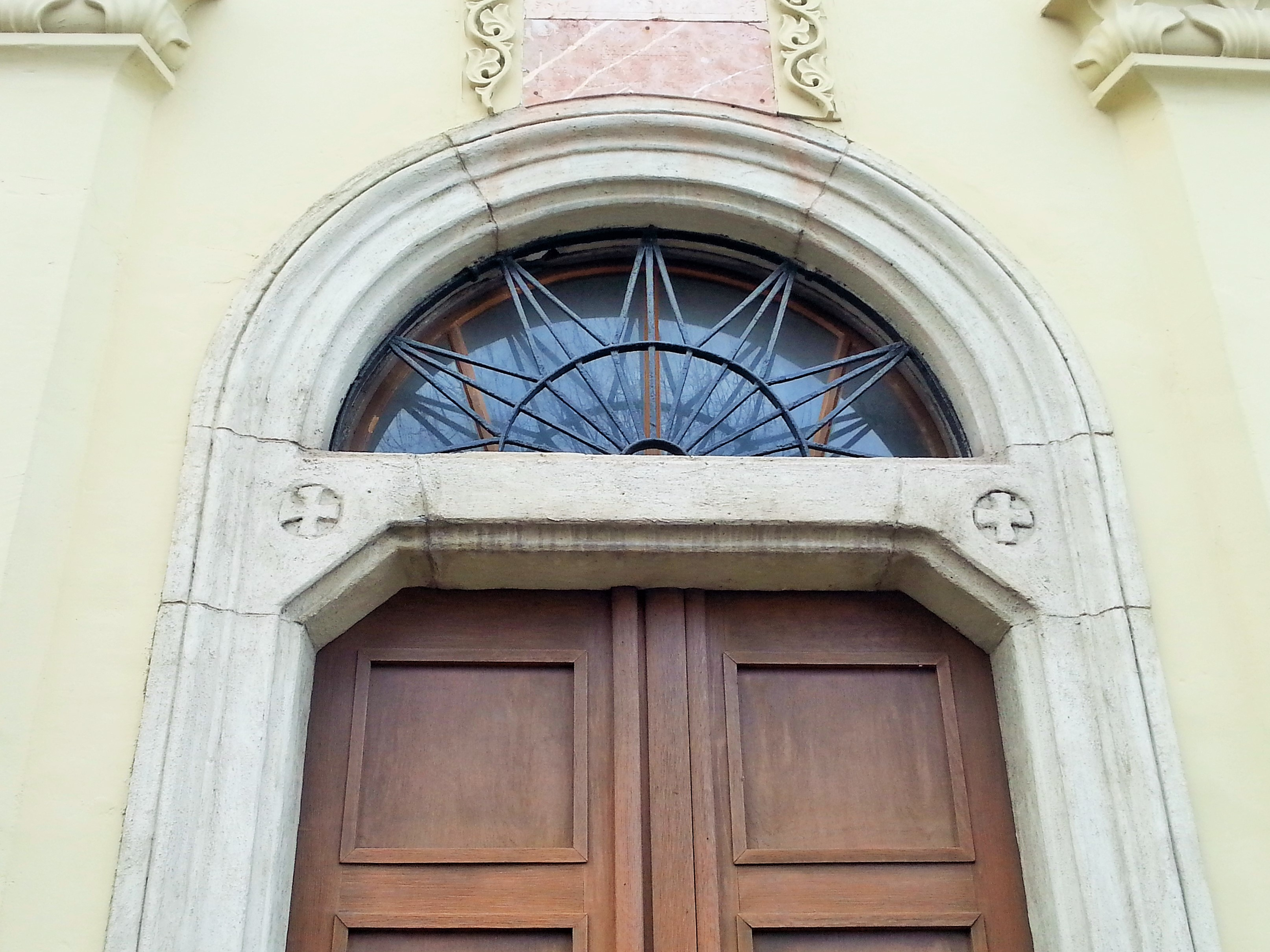
Noch ein Fenster für Licht

### Besonderheiten des Tageslichts als Lichtquelle in Gebäuden

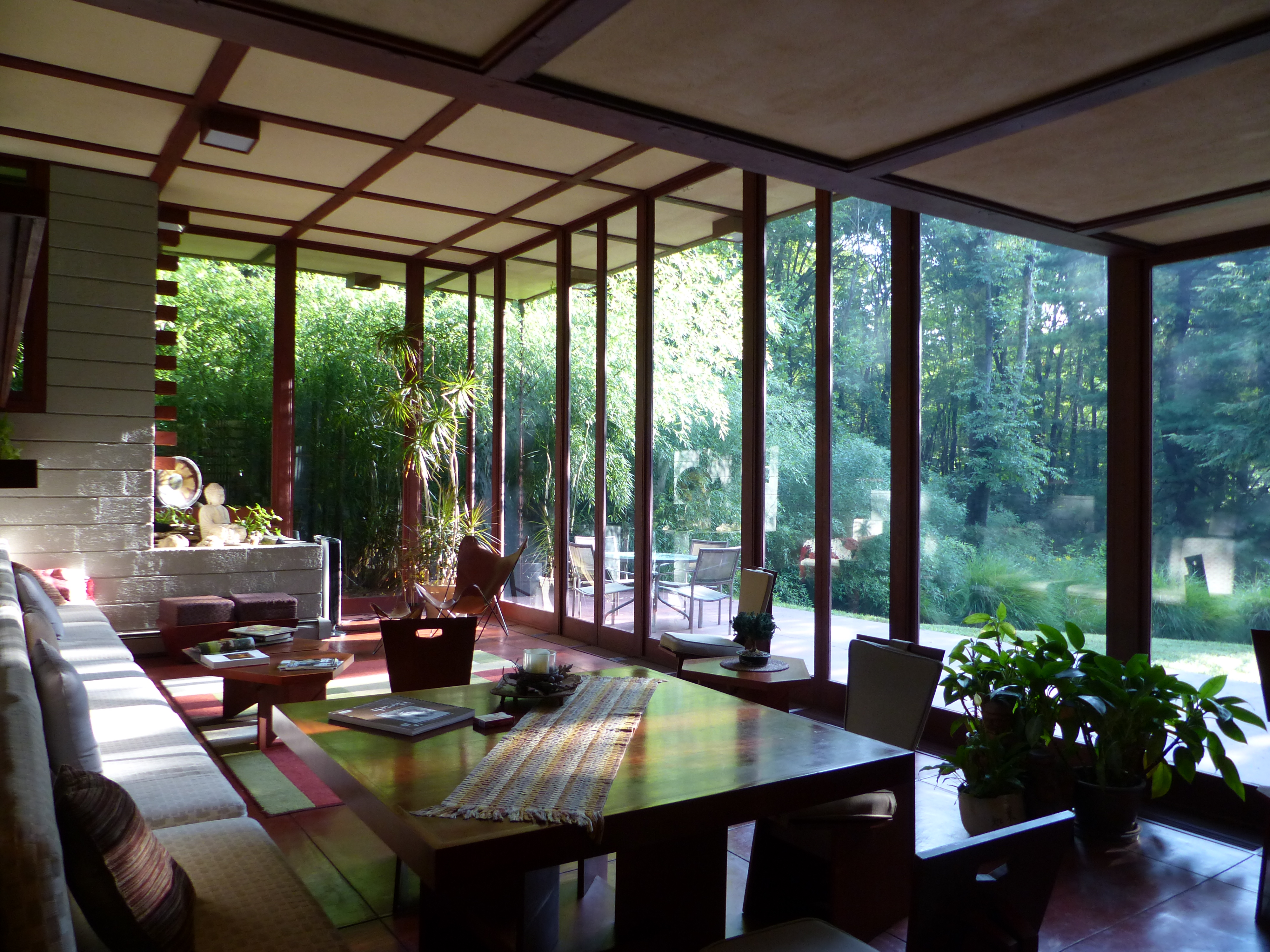
Lichtdesign umfasst u. a. die Kontrolle von Tageslicht.

Überlegungen zur Innenraumbeleuchtung sind heute stark von der Bemühung um Nachhaltigkeit und Ressourcenschonung geprägt; in vielen Ländern drückt sich dies auch im öffentlichen Baurecht aus. Die Folge ist, dass Lichtdesign früher als je zuvor im Designprozess berücksichtigt wird und bereits eine Rolle spielt bei Entscheidungen über die Tageslichtnutzung, besonders über die Orientierung von Gebäuden, die Vermeidung von Blendlicht und die Einbeziehung von schattengebenden Elementen (baulich oder landschaftsarchitektonisch). Lichtdesign mit Tageslicht ist insbesondere eine Frage der Kontrolle von Tageslicht; es erfordert ebenso viel Sorgfalt und kritische Prüfung wie die Einrichtung von künstlichem Licht.

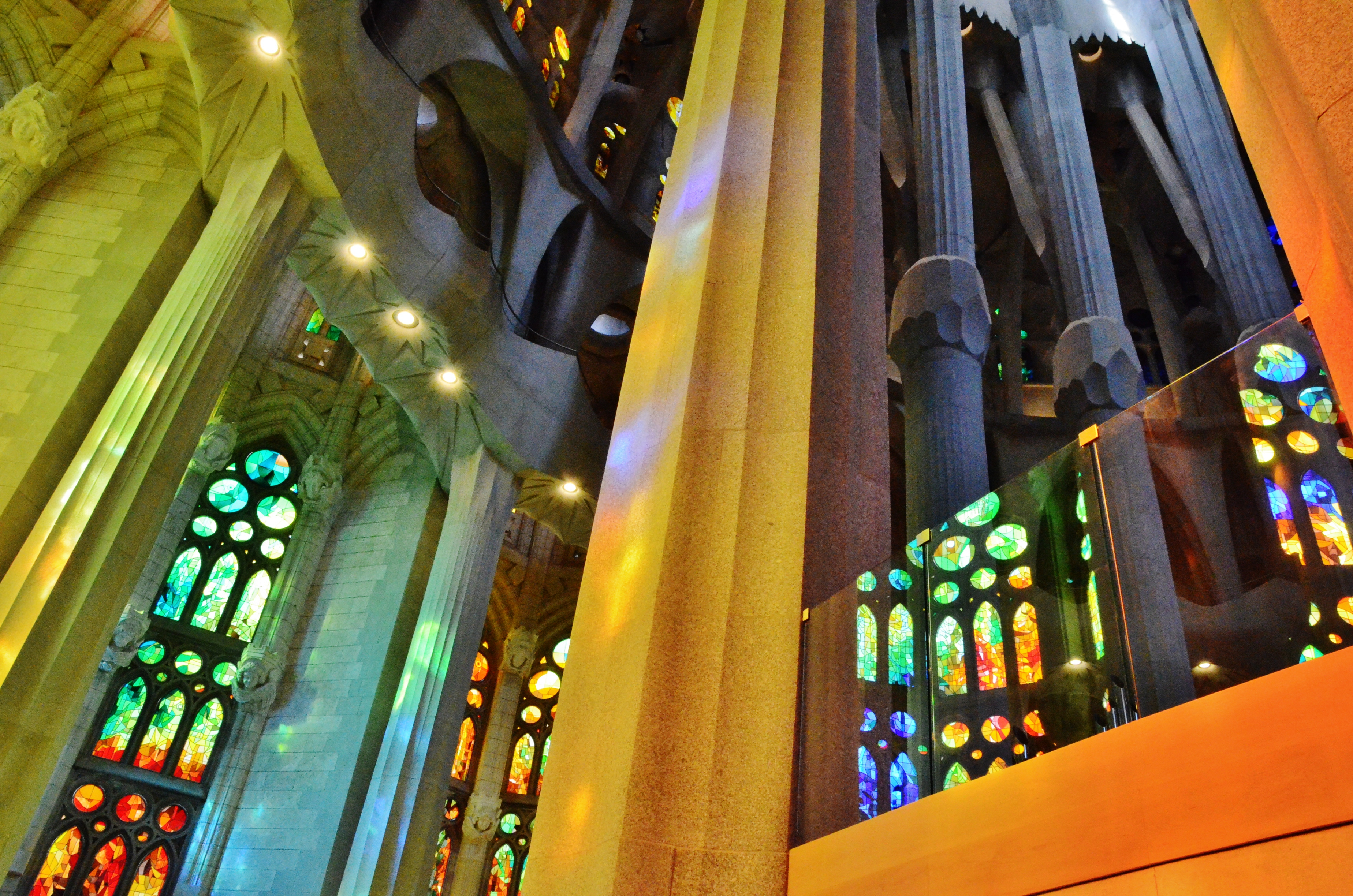
Für die Verwendung von Tageslicht (statt Kunstlicht) gibt es in vielen Fällen starke ästhetische Gründe.

Die Vorzüge von Tageslicht gegenüber Kunstlicht bestehen u. a. darin, dass es weder Elektrizität noch fossile Energie erfordert, dass Menschen es als angenehm und wohltuend empfinden, dass es ihnen erlaubt, Vitamin D zu synthetisieren, und dass es sich im Tagesverlauf und über das Jahr hinweg ändert und damit u. a. die circadiane Rhythmik unterstützt.
Lichtdesigner unterscheiden zwischen funktionalem und akzentuierendem Tageslicht. Das erstere dient sowohl als Aufgabenlicht als auch als raumgliederndes Licht; in der Regel wird hier Streulicht verwendet, weil dieses als am angenehmsten empfunden wird. In Räumen mit hohem Designanspruch setzen Lichtdesigner darüber hinaus auch direktes Sonnenlicht ein, um Akzente zu setzen und visuelles Interesse zu erzeugen. Lichtdesigner unterscheiden bei Tageslicht drei verschiedene Texturen:
- Direktes Sonnenlicht gilt als am wenigsten nützlich und lichtdesignerisch als am schwierigsten zu handhaben, denn es ist unmäßig hell, blendet, erzeugt Schlagschatten und bringt Hitze und Ultraviolettstrahlung ins Haus, die Materialien schädigen können.
- Als „Himmelslicht“ bezeichnen Lichtdesigner dasjenige Sonnenlicht, das durch die Erdatmosphäre gestreut wird und von der Witterung und den Jahreszeiten abhängig ist.
- Sonnenlicht, das im Gebäude durch diffundierende Materialien gestreut wird.

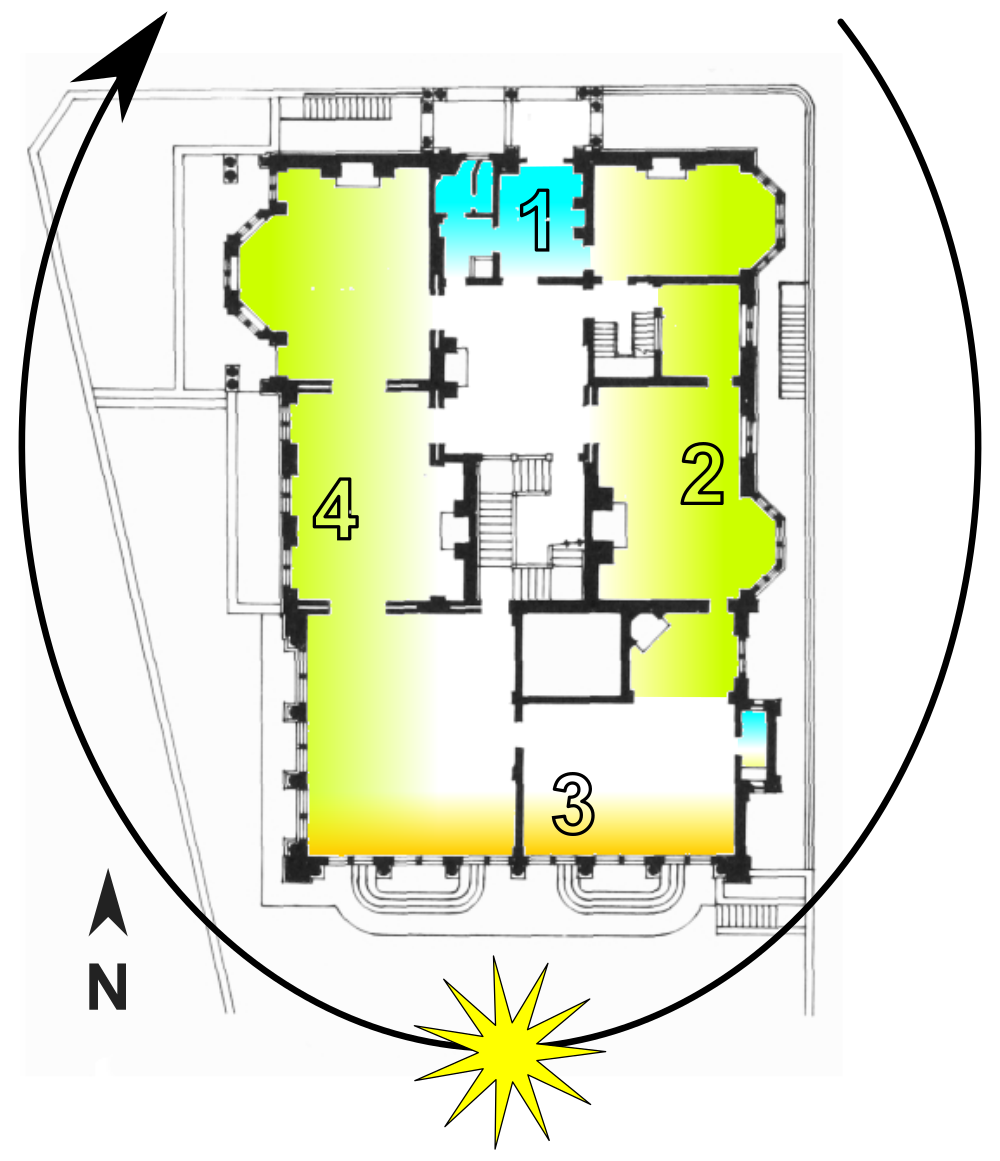
Nordfenster (1), Ost- und Westfenster (2, 4) und Südfenster (3) bieten jeweils ganz unterschiedliches Licht.

Lichtdesign muss bereits bei der grundlegenden Planung eines Gebäudes mitgedacht werden, nämlich bei der Wahl des Standorts und der Gebäudeform. So bestimmt etwa die geografische Breite, ob ein Gebäude viel vertikales oder hauptsächlich mehr oder weniger horizontales Sonnenlicht empfängt; sie bestimmt auch, wie stark der Tagbogen der Sonne sich im Jahresverlauf ändert; dies bestimmt u. a., wie weit Dachüberstände sein müssen, die an Mittagsfassaden vor direktem Sonnenlicht schützen sollen. Weiterhin muss berücksichtigt werden, dass (in der Nordhemisphäre) die Sonne im Osten aufgeht und nach Höchststand im Süden im Westen untergeht. Regionen mit häufiger starker Bewölkung erfordern anderes Tageslichtdesign als überwiegend sonnige Regionen.
Nach Norden liegende Fenster empfangen in der nördlichen Hemisphäre fast ausschließlich gestreutes Himmelslicht, dies allerdings den ganzen Tag lang. Westfenster nehmen morgens direktes Sonnenlicht auf, das aus niedrigem Winkel eindringt und dadurch blendet. Bei Ostfenstern verhält es sich abends entsprechend. Südfenster empfangen fast den ganzen Tag lang direktes Sonnenlicht, das mittags steil von oben kommt und dadurch nicht blendet.

### Tageslicht unter Kontrolle bringen
Direktes Sonnenlicht kann auf vielerlei Weise unter Kontrolle gebracht werden, etwa durch Verwendung von Glas, das nicht ganz transparent ist (tinting), oder von Glas, das Licht dadurch streut, dass seine Oberfläche aufgeraut („satiniert“) oder gefräst (frit glass) ist. Tageslicht kann von der Seite oder von oben in Gebäude hineingelassen werden:

#### Seitenlicht
Seitenlichtsysteme sind, in Form von Außenfenstern, am weitesten verbreitet. Um die Einstrahlung von direktem Sonnenlicht zu minimieren, Streu- und Himmelslicht aber hereinzulassen, sind verschiedene Bauweisen möglich und üblich:

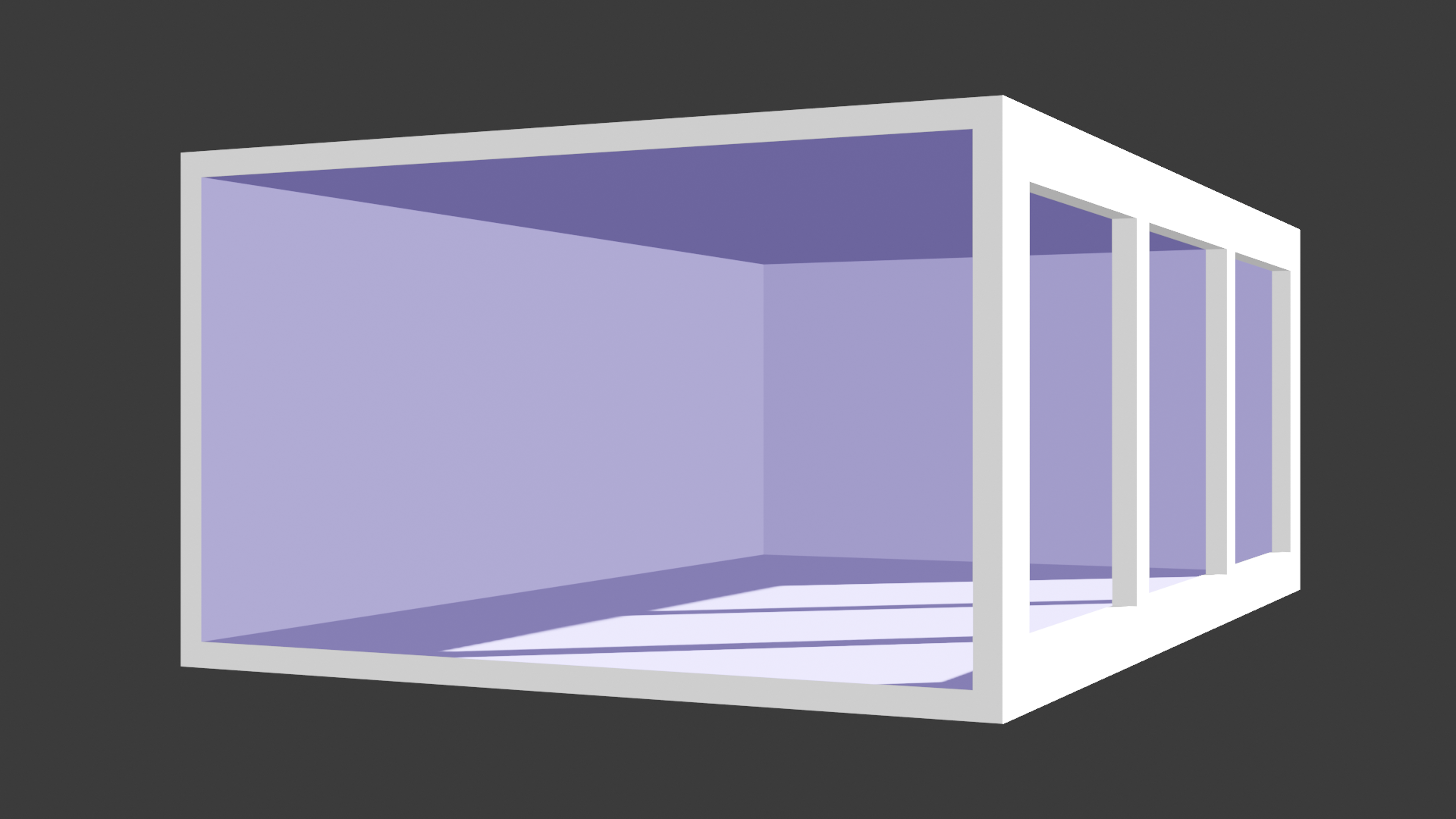
Konventionelle Fenster; direktes Sonnenlicht dringt ungehindert und ungestreut ein.
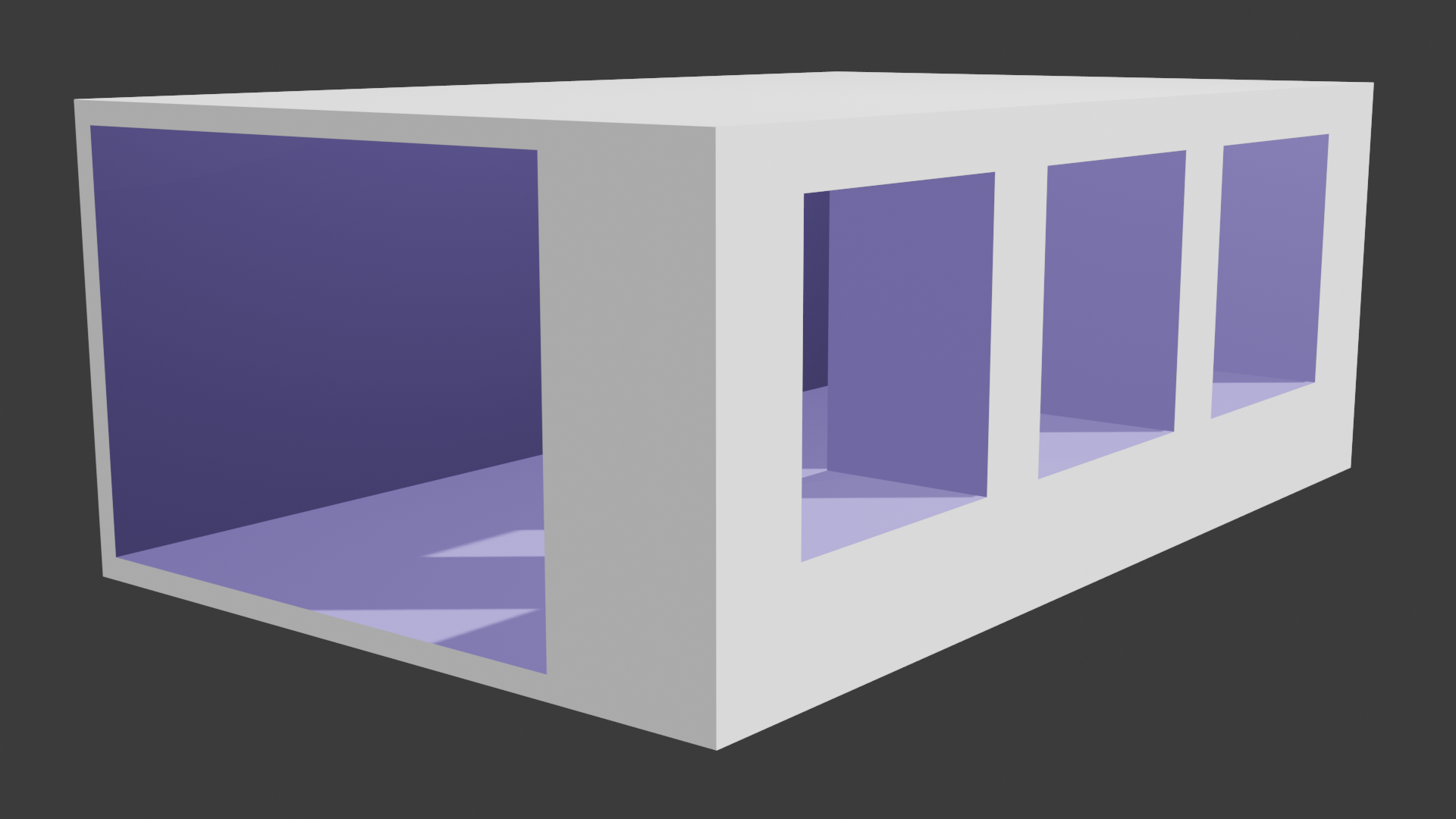
Stark zurückgesetzte Fenster; lassen nur wenig direktes Sonnenlicht eindringen.
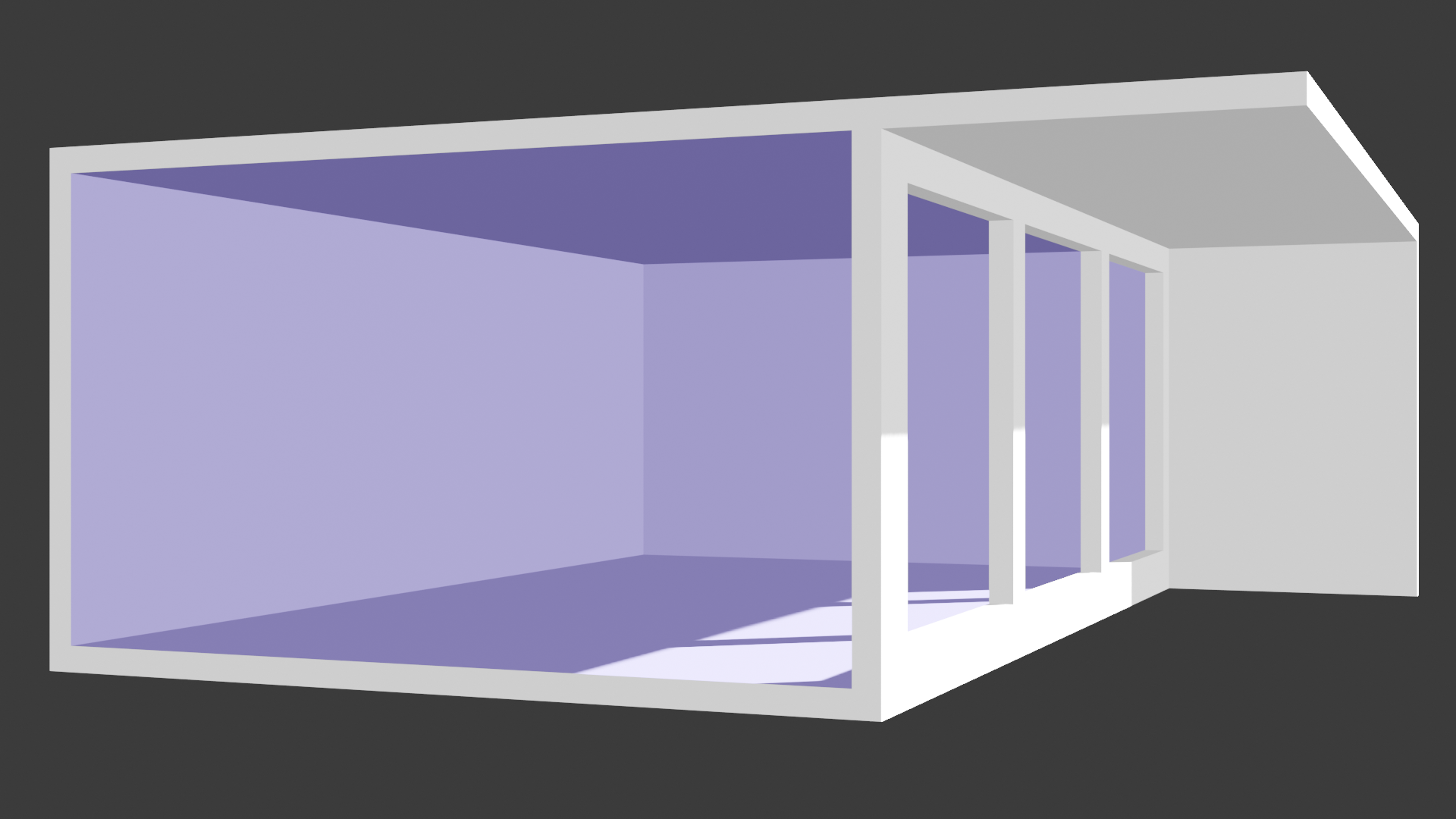
Dachüberhang; wehrt steiles direktes Sonnenlicht ab, lässt flaches aber hinein.
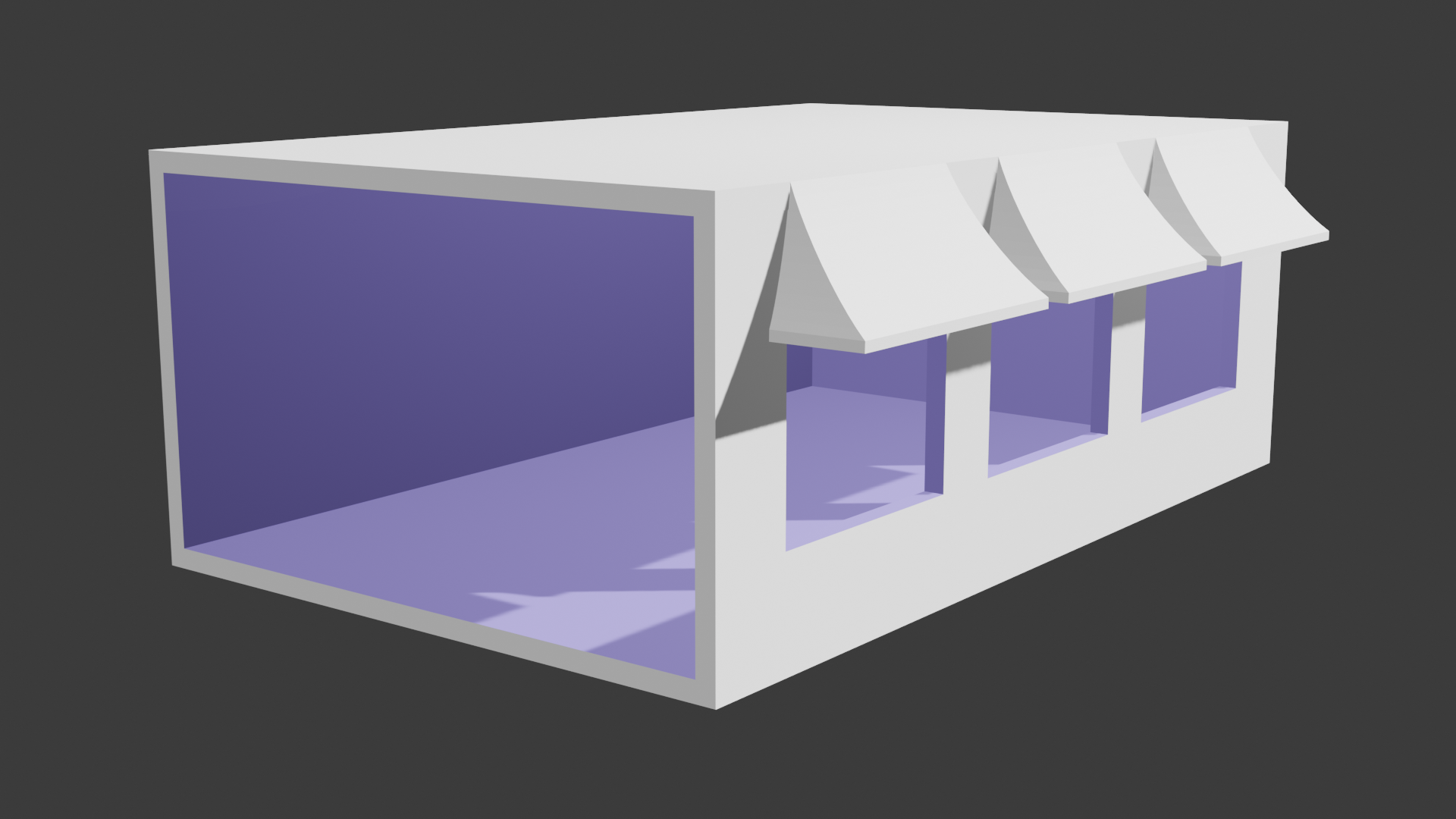
Verdachte Fenster
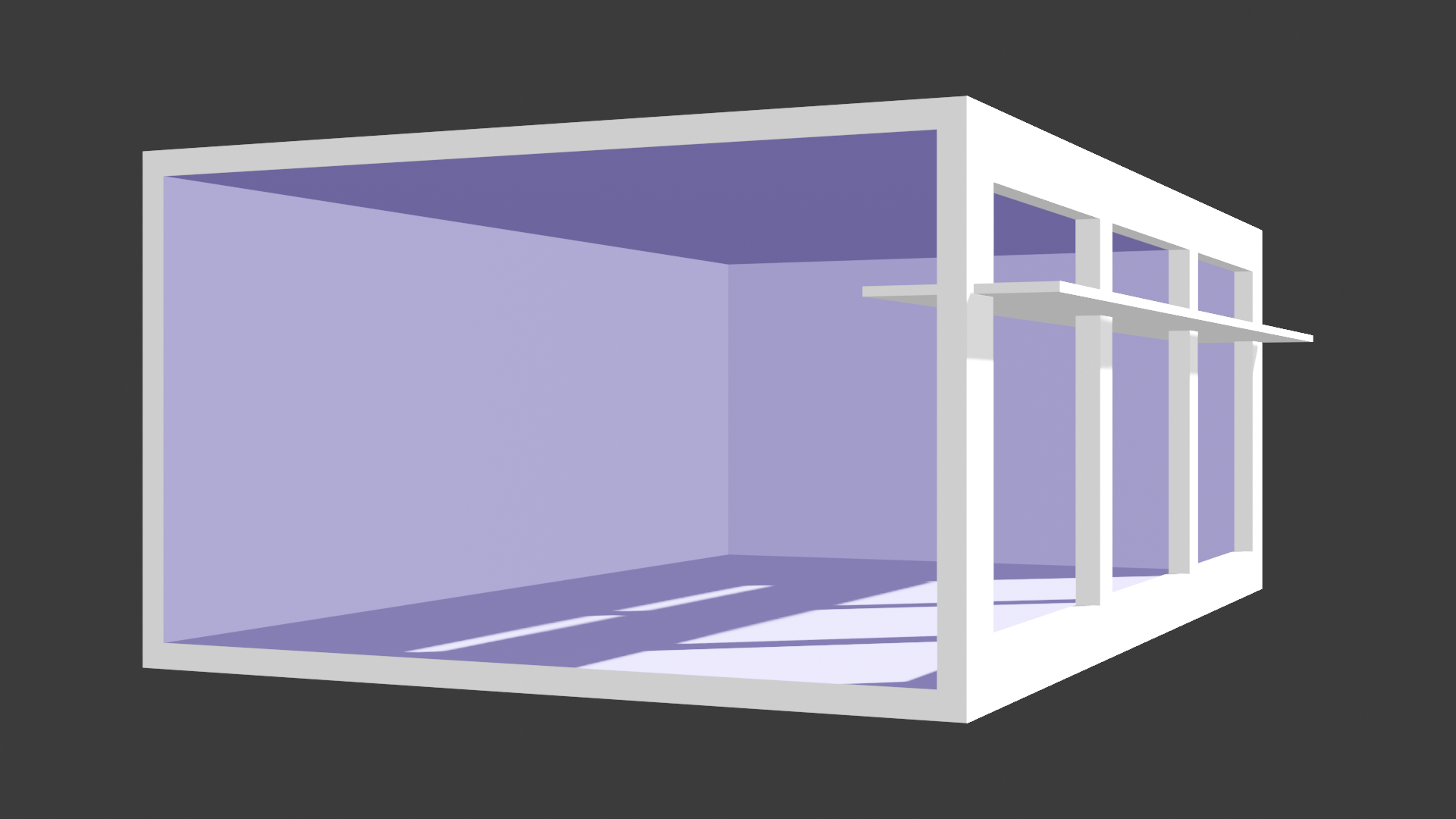
Horizontale Sonnenblende (engl. light shelf); verwandelt direktes Sonnenlicht in Streulicht und reflektiert es an die Decke.
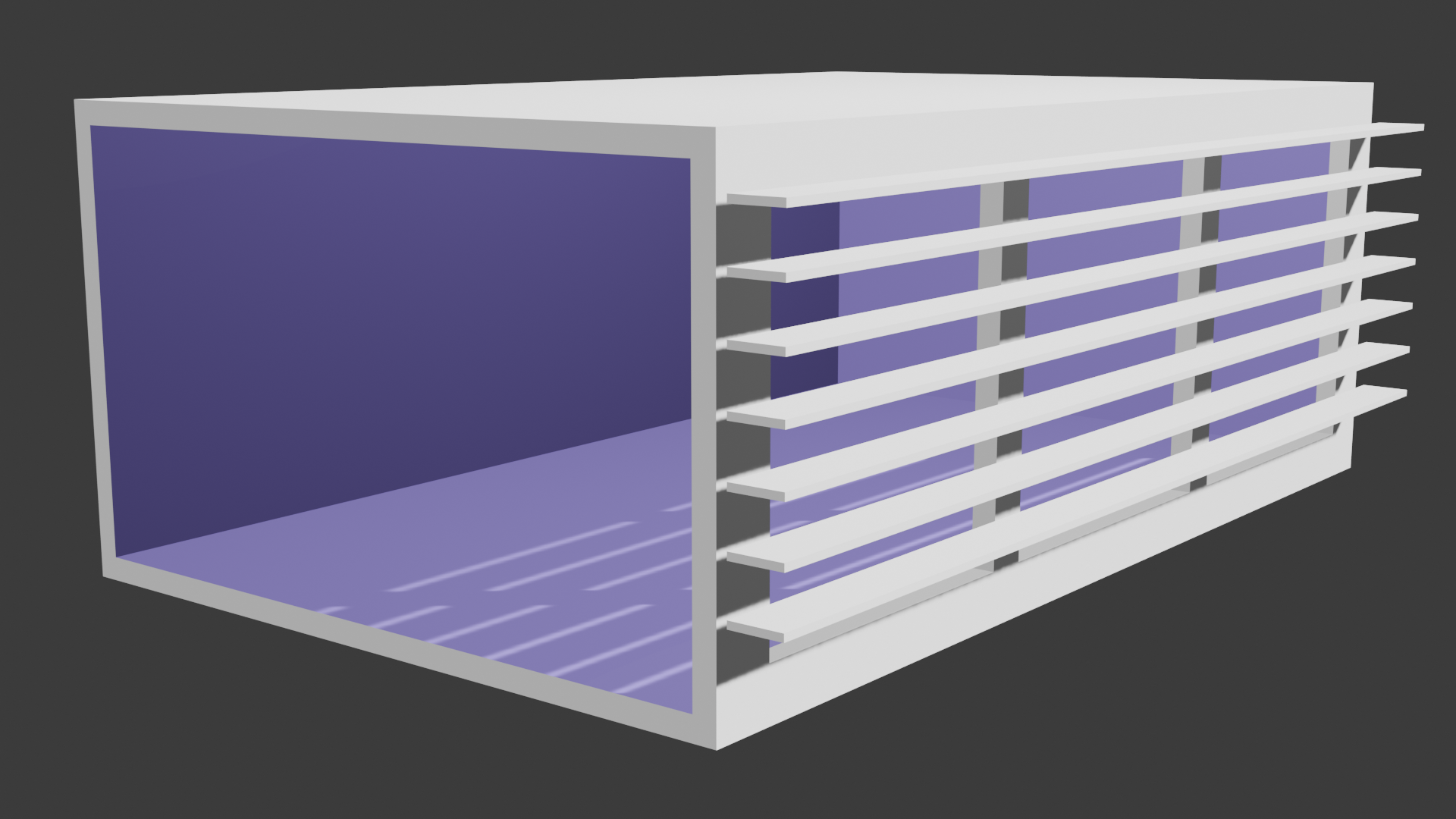
Horizontale Sonnenblenden (horizontal louvers); verwandeln steiles direktes Sonnenlicht in Streulicht.
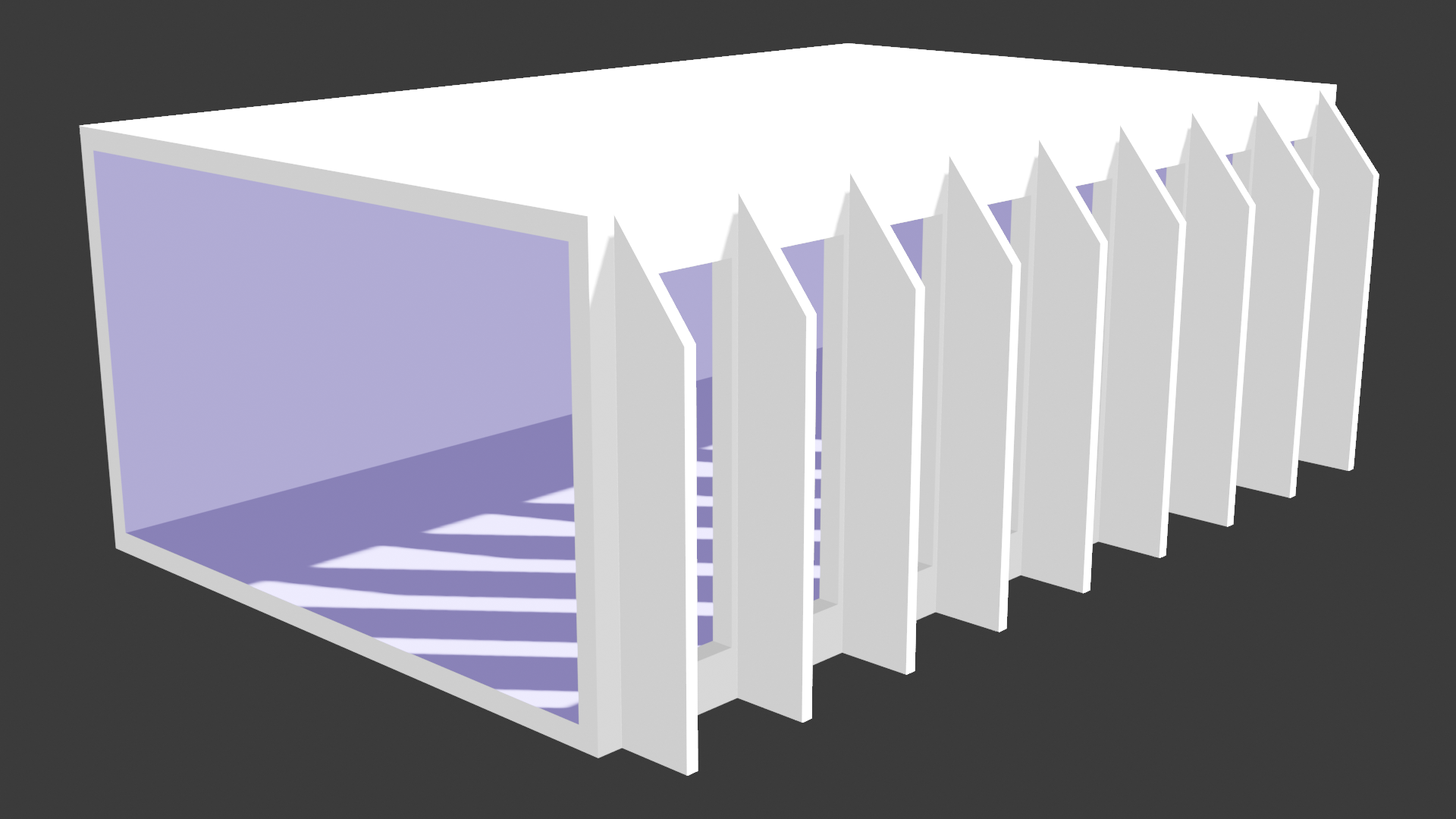
Vertikale Sonnenblenden (vertical louvers); verwandeln auch niedriges direktes Sonnenlicht in Streulicht.
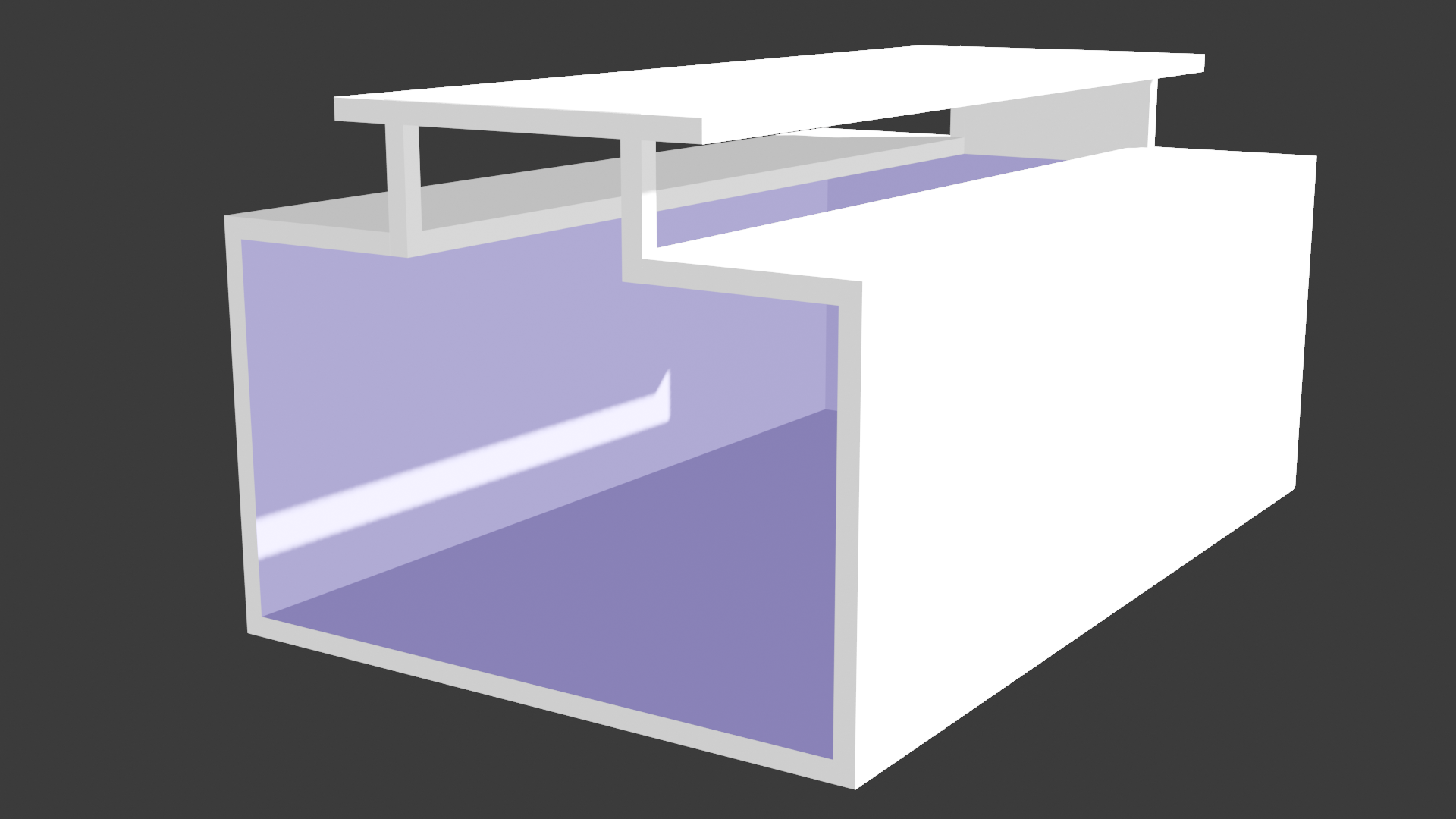
Laterne (light monitor); verwandelt direktes Sonnenlicht in Streulicht und „erntet“ Himmelslicht.
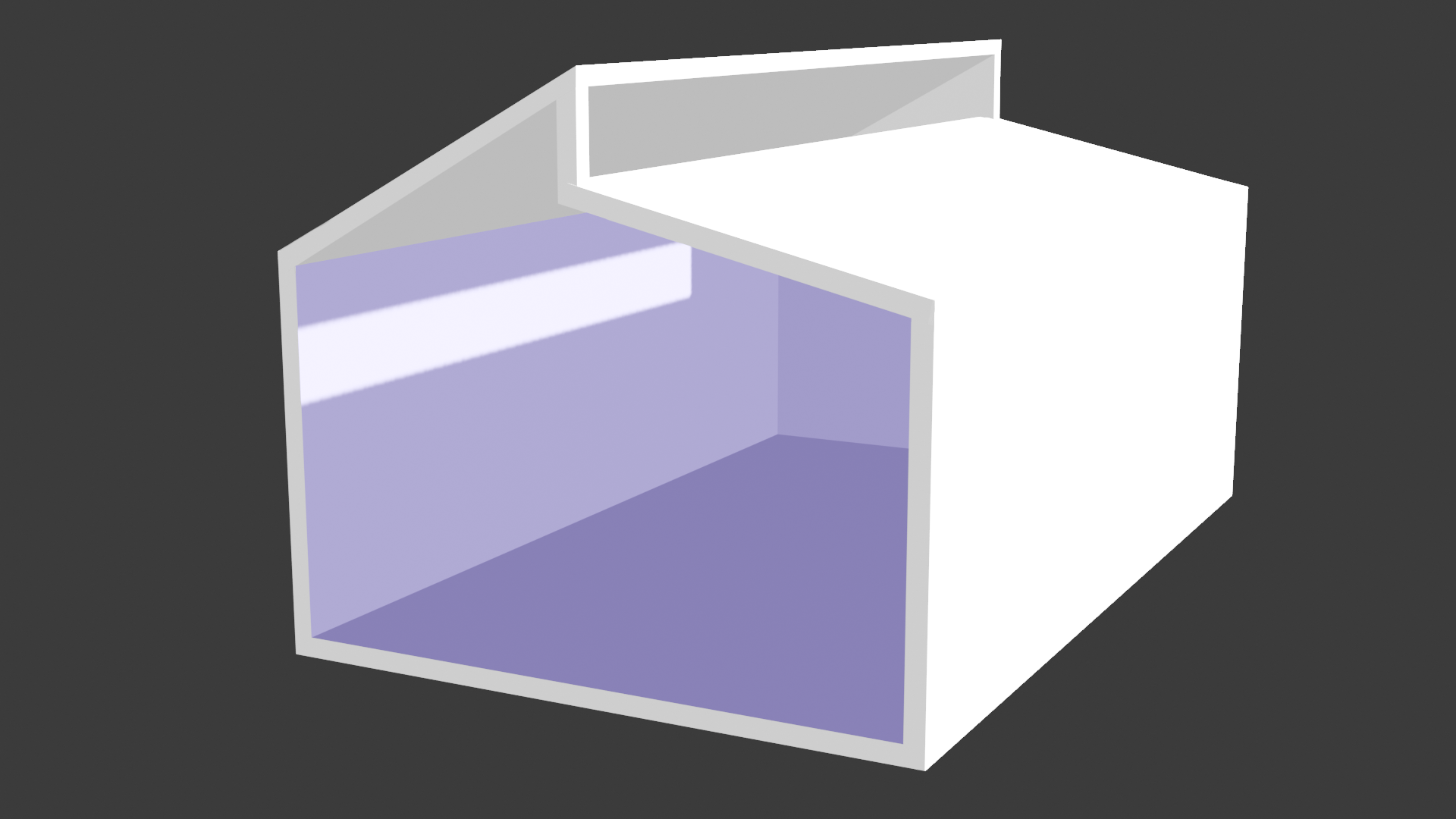
Obergadenfenster (clerestory window); verwandelt niedriges direktes Sonnenlicht in Streulicht.

Die vorausgegangenen Beispiele zeigen rein bauliche Systeme, die bei der Errichtung eines Gebäudes von vornherein geplant werden. Für Systeme, die auch nachgerüstet werden können, siehe Sonnenschutz (Architektur)#Außenliegend. Für Sonnenschutz innerhalb von Gebäuden siehe Sonnenschutz (Architektur)#Innenliegend.

#### Oberlicht
Auch direktes Sonnenlicht, das durch Oberlichter geführt wird, kann auf verschiedene Weise unter Kontrolle gebracht werden:

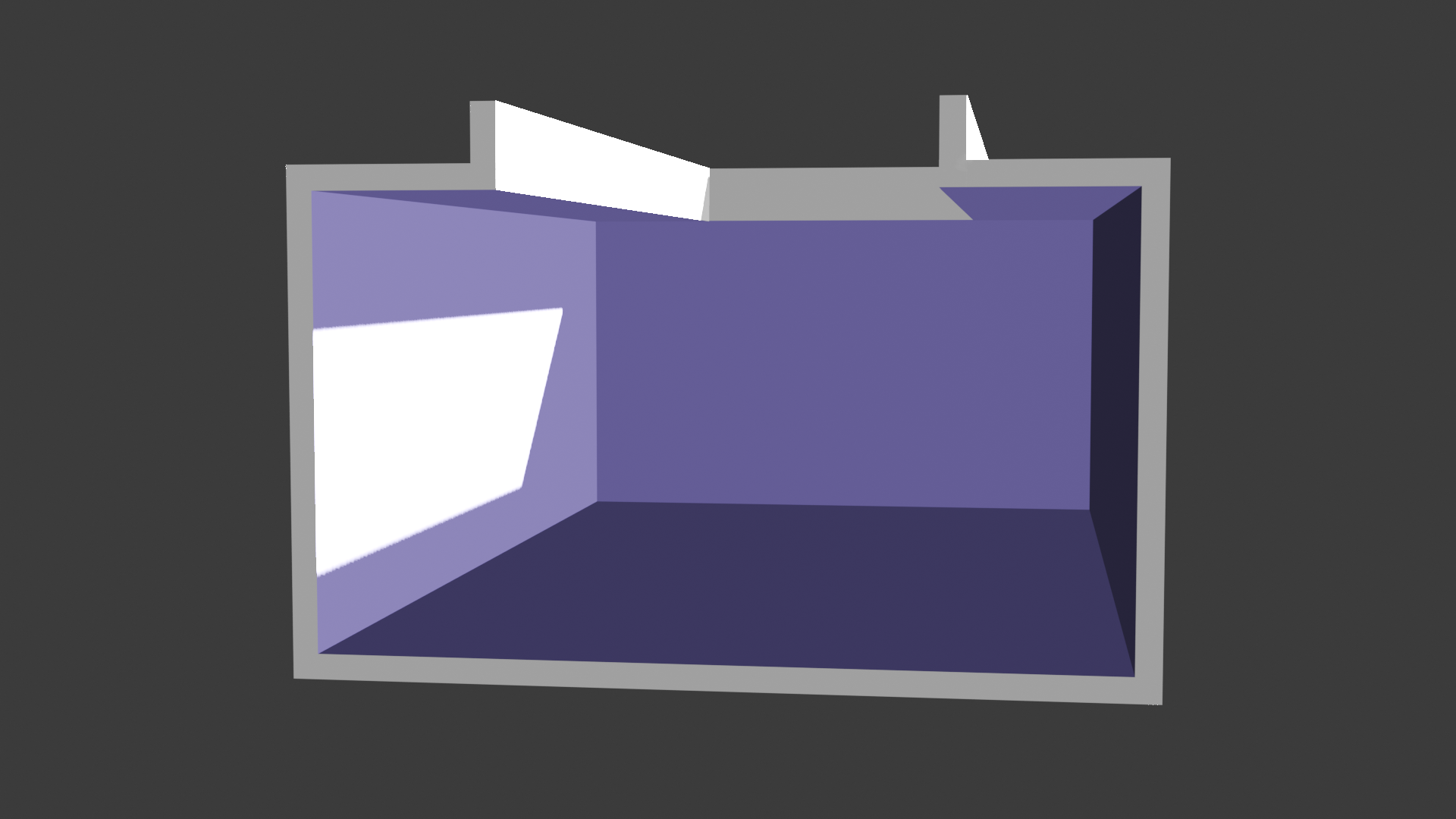
Oberlicht mit kleiner vertikaler Blende
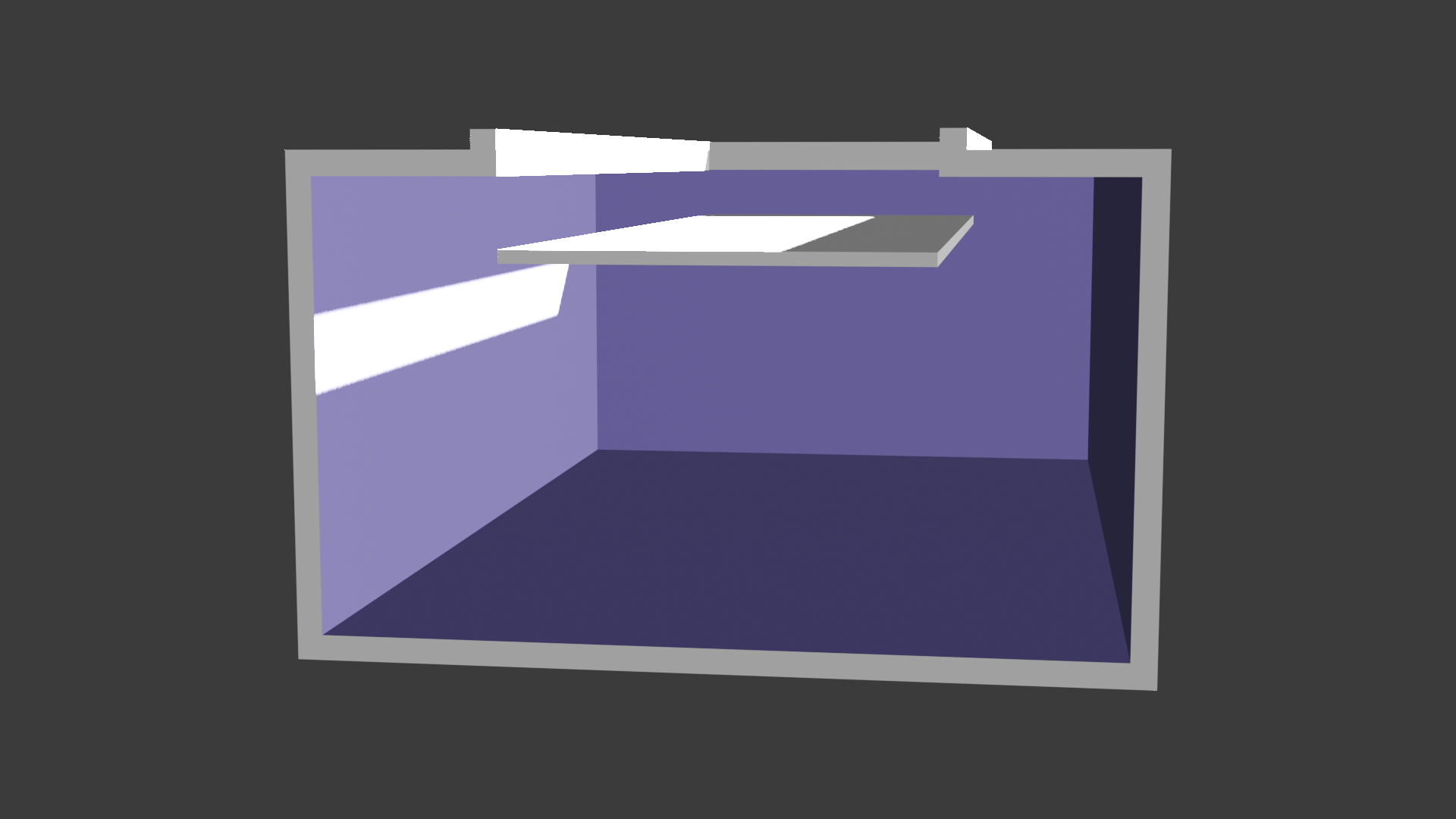
Oberlicht mit Blende im Raum
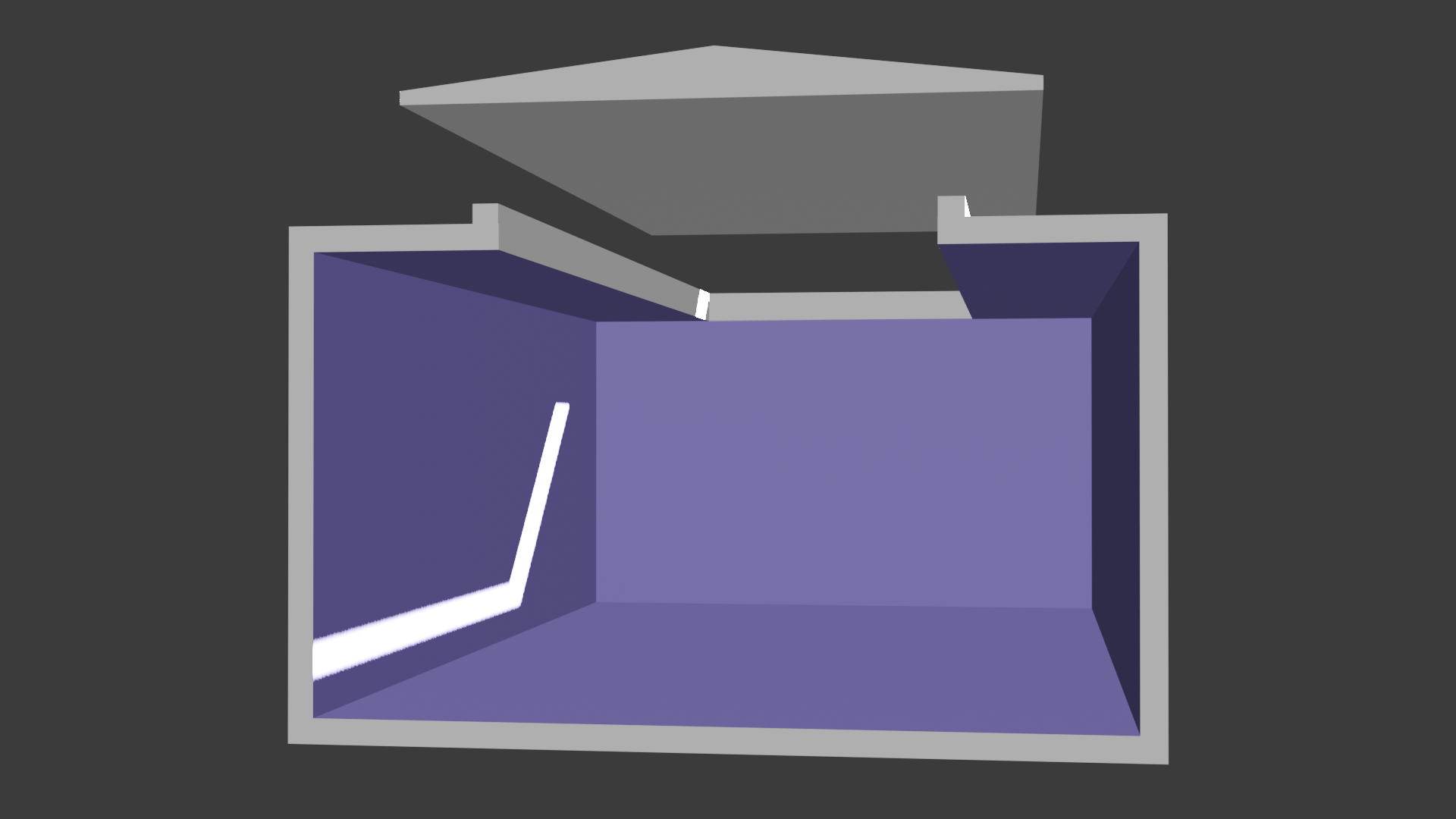
Oberlicht mit Blende außerhalb des Innenraumes
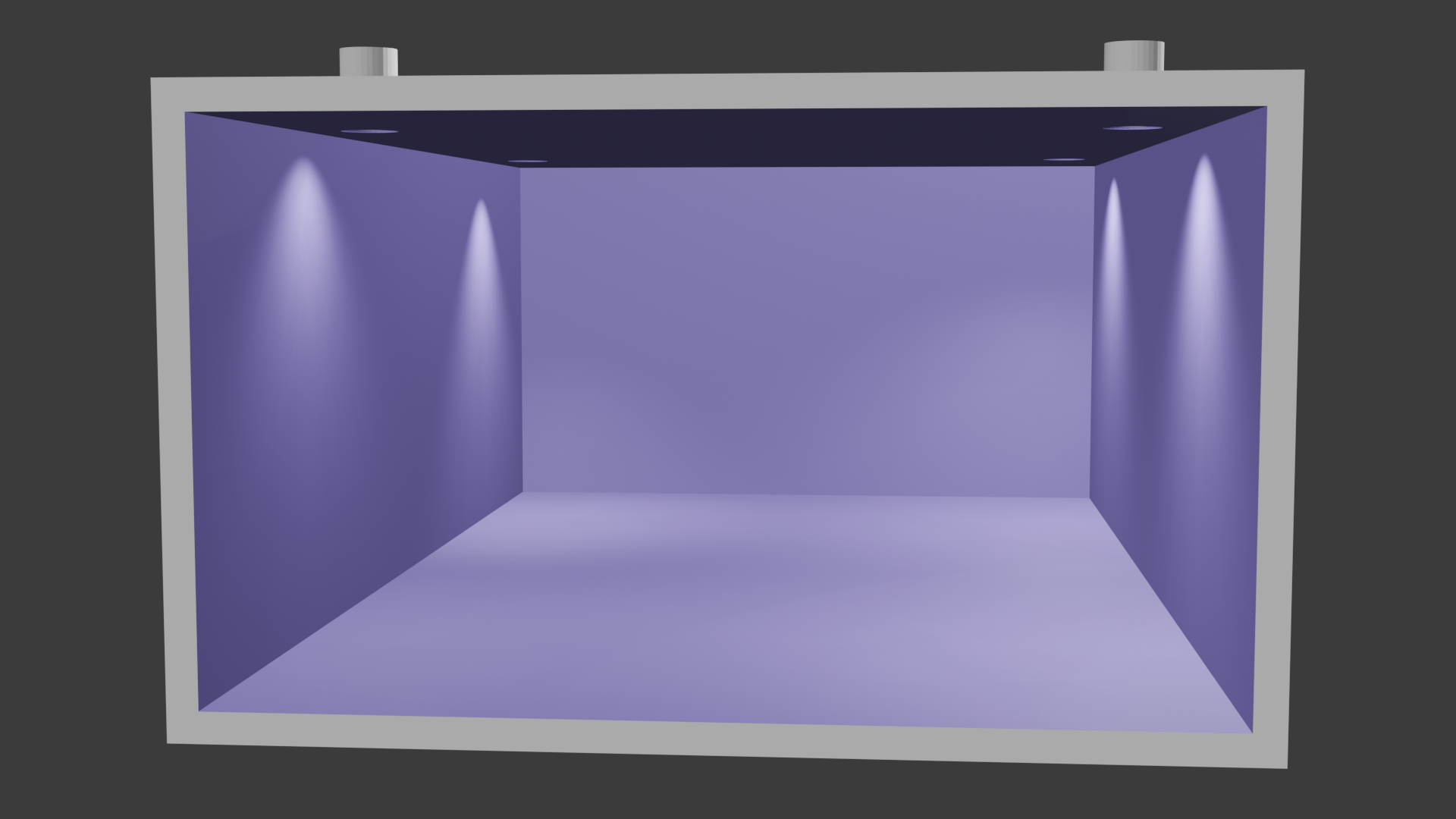
Lichtröhren können auch dann verwendet werden, wenn über dem Raum noch ein Dachbodenraum liegt.